# Alfa Romeo
Alfa Romeo (Alfa Romeo Automobiles S.p.A.), сокращённо Alfa, — итальянский производитель автомобилей класса «премиум». Компания была основана французским инженером-предпринимателем Александром Дарраком под именем A.L.F.A. (Anonima Lombarda Fabbrica Automobili) 24 июня 1910 года в Милане. В основании компании приняли участие итальянские инженеры, такие как Уго Стелла и Никола Ромео.
Начиная со своего основания, Alfa Romeo принимала участие в автогонках.
В 1911 году A.L.F.A. участвовали в гонке Targa Florio с пилотами Франкини (Franchini) и Ронцони (Ronzoni) на двух моделях A.L.F.A. 24 HP.
Alfa Romeo успешно выступала во множестве значимых автомобильных гоночных турнирах и чемпионатах, включая гонки серии Гран-при, Формулу-1, спортивные гонки серии ИндиКар, кольцевые автогонки серии Touring и в раллийных гонках. Также компания участвовала в кубках конструкторов в различных гоночных сериях под командными названиями Alfa Corse и/или Autodelta. Кроме того, она выступала под другими брендами и поставляла двигатели для разных гоночных команд. Alfa Romeo впервые выиграла мировой чемпионат Гран-при 1925 года. Под эгидой марки Энцо Феррари основал гоночную команду Scuderia Ferrari, которая была командой Alfa Romeo до того, как стала независимой в 1939 году.
Владельцем компании с 1932 по 1986 год был государственный итальянский холдинг IRI.
В 1986 году  Alfa Romeo стала частью концерна Fiat Group. С 2007 года компания была реорганизована в Fiat Group Automobiles S.p.A., затем в Fiat-Chrysler (FCA Italy).

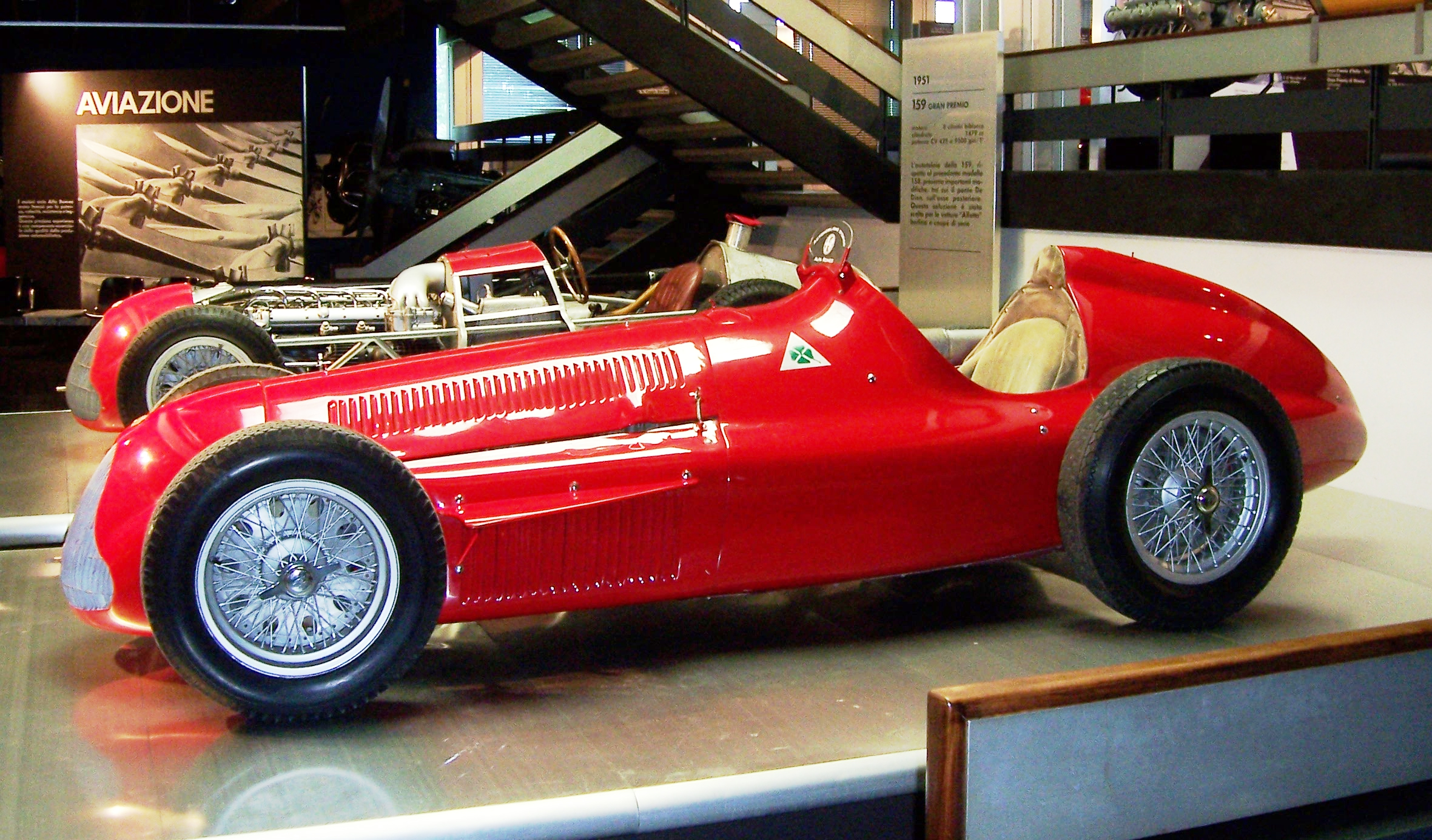
Alfa Romeo Alfetta 159

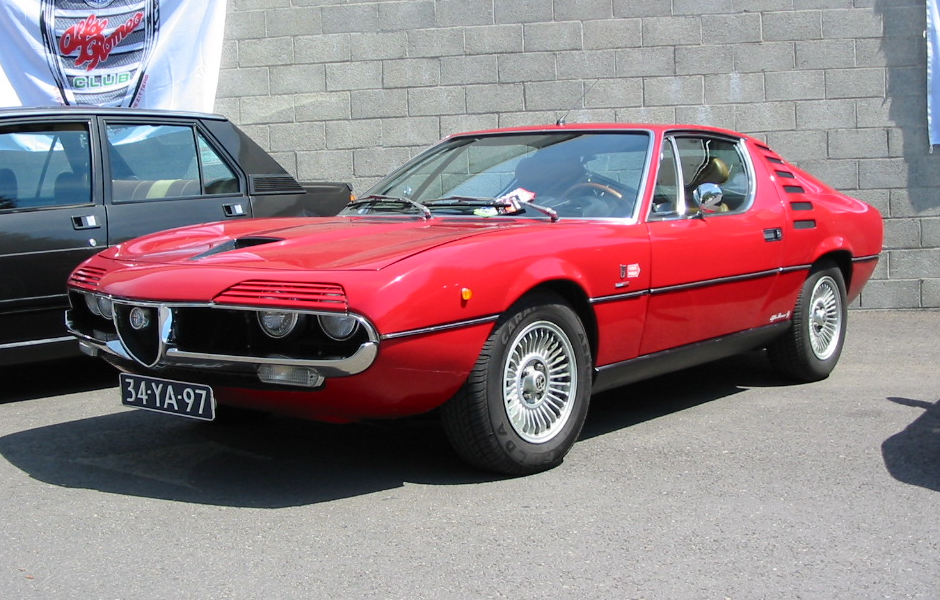
Alfa Romeo Montreal

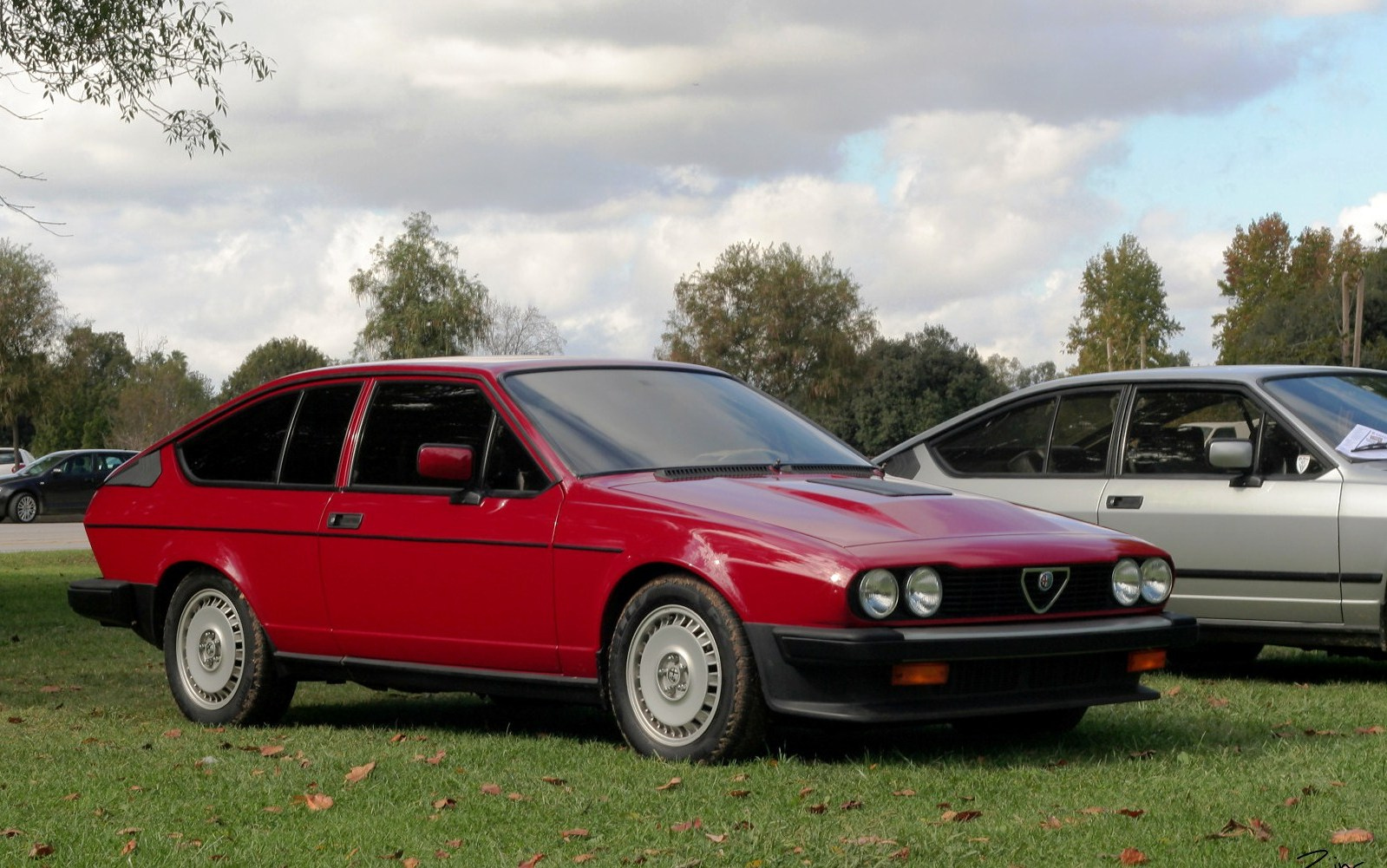
Alfa Romeo GTV6

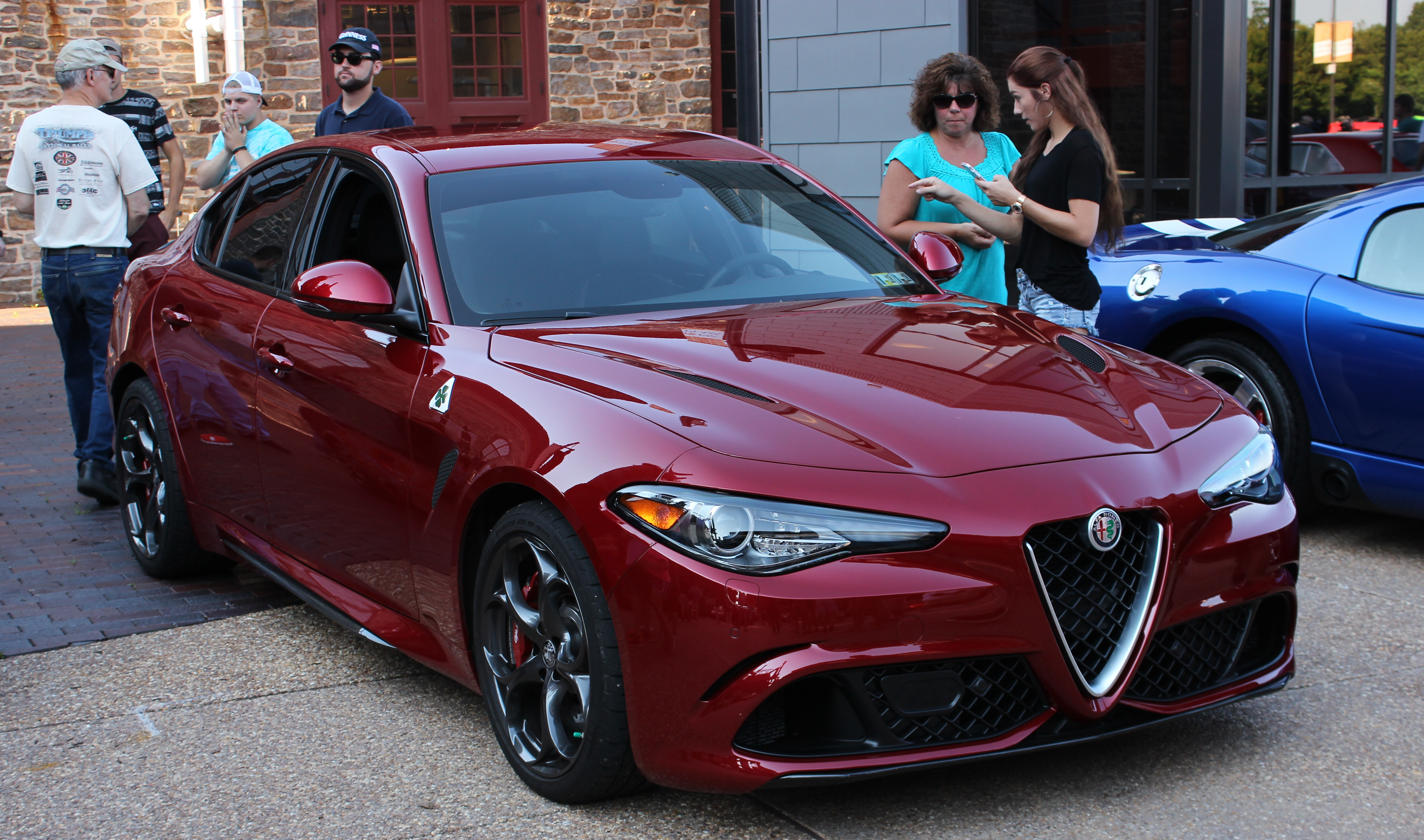
Alfa Romeo Giulia (2015)

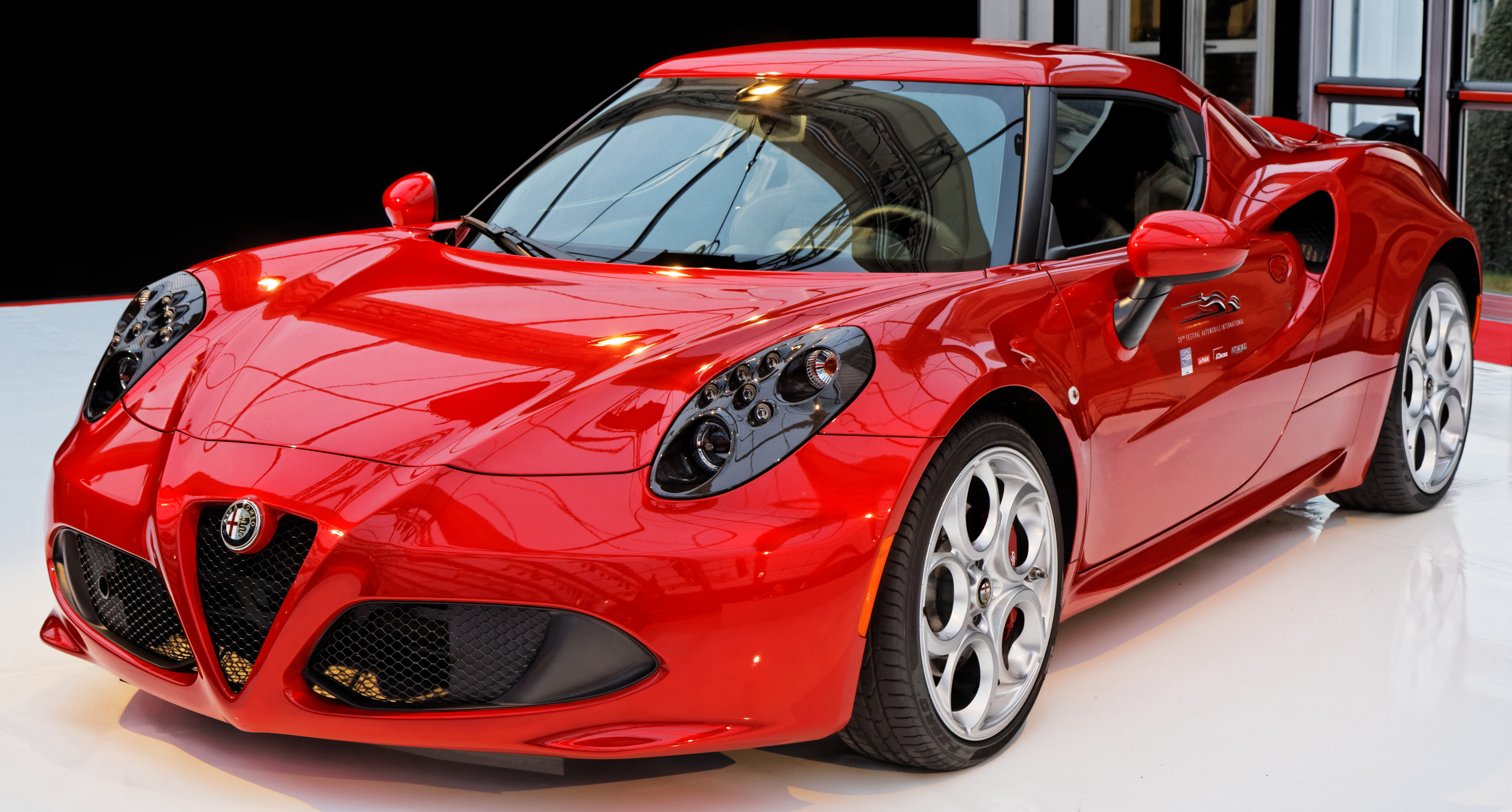
Alfa Romeo 4C

В 1954 году компания разработала классический двигатель Alfa Romeo Twin Cam, остававшийся в производстве до 1995 года. В 1960-х и 1970-х годах Alfa Romeo выпустила большое количество спортивных автомобилей.
Когда я вижу Alfa Romeo, то я снимаю свою шляпу.
Генри Форд в разговоре с Уго Гоббато в 1939 году.

## История

### Основание и первые успехи (до 1945)

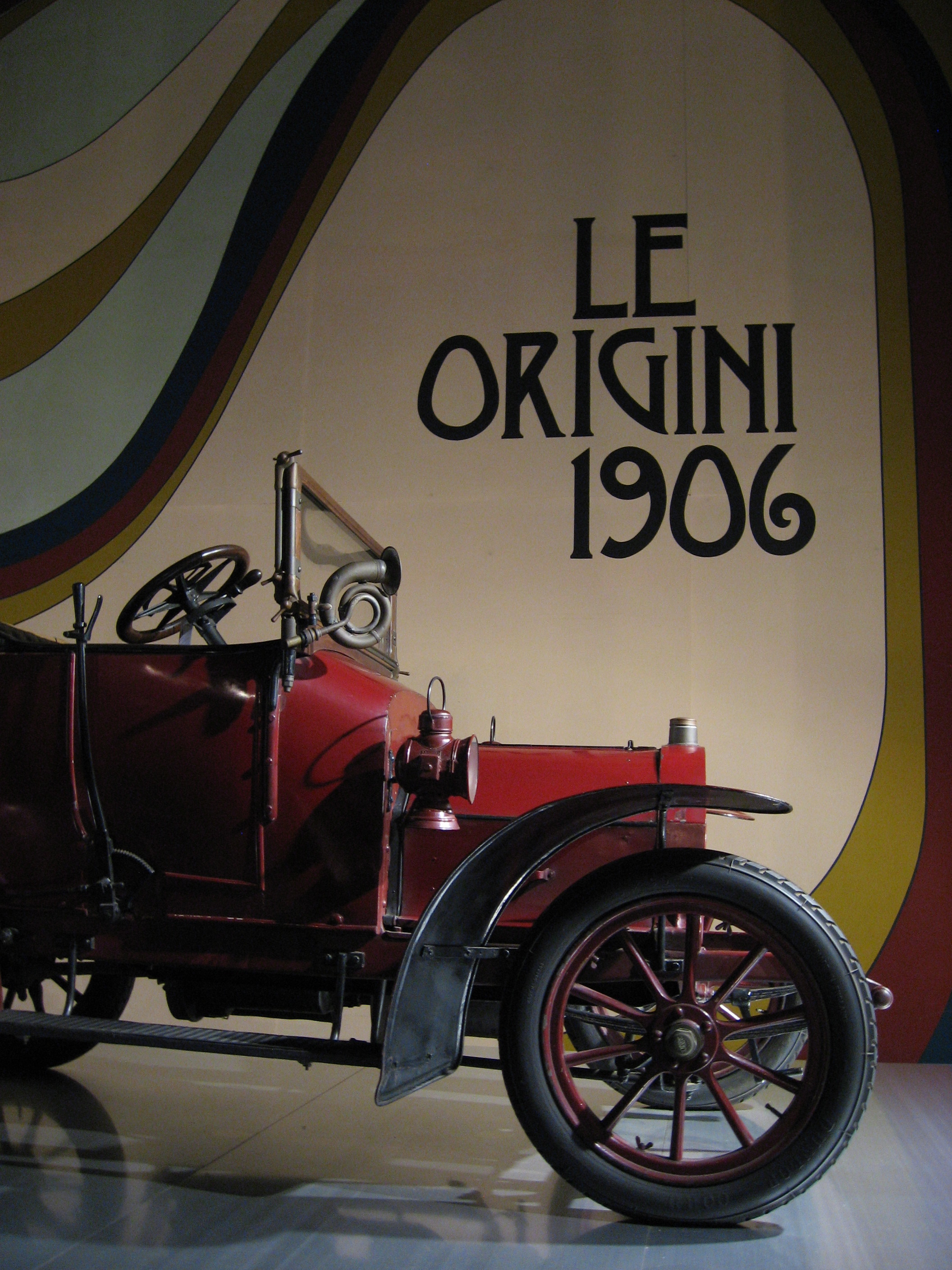
Darracq 8/10 HP 1908 года, предшественник Alfa Romeo, собранный в Италии.

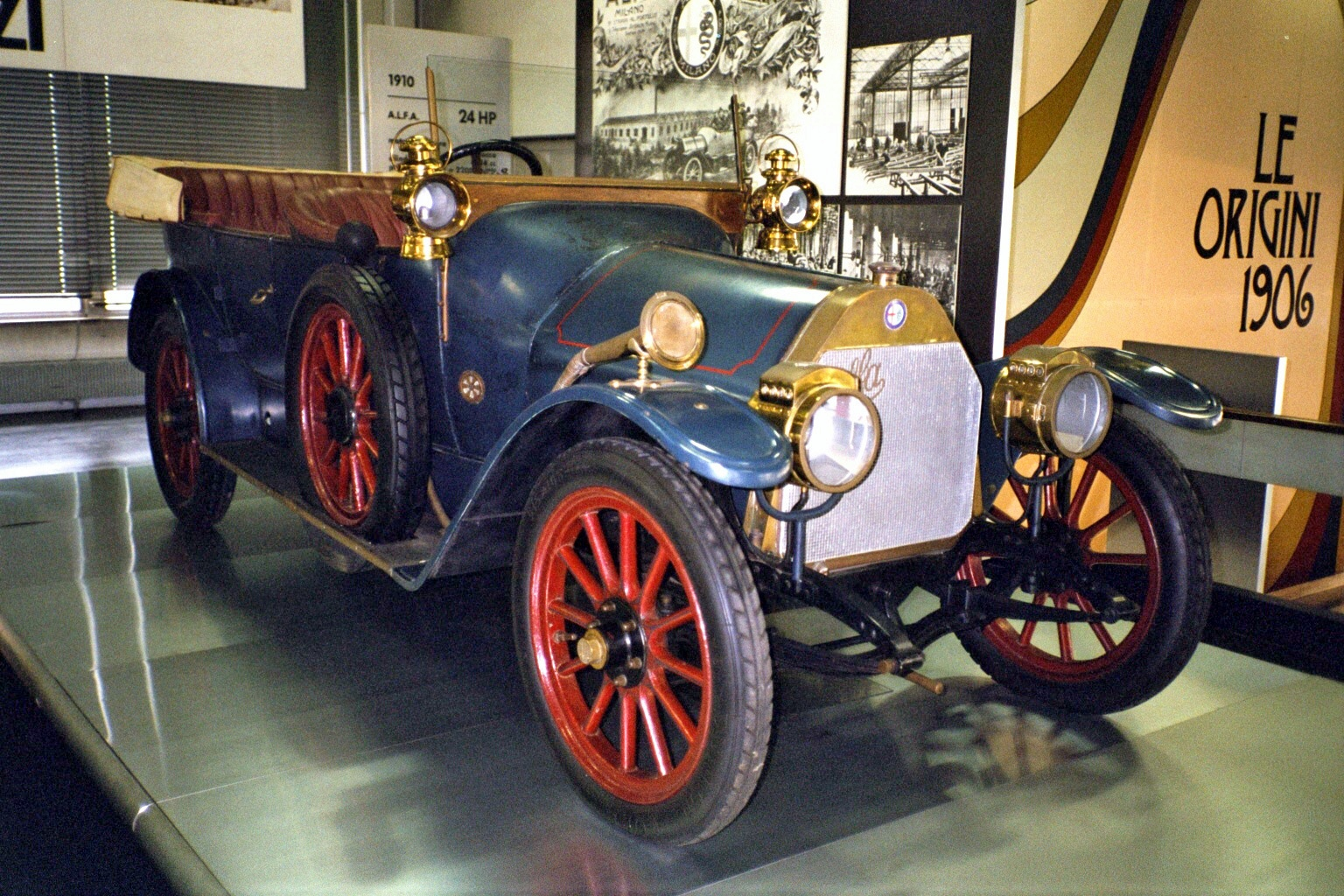
A.L.F.A 24 HP с дизайном от Castagna в кузове торпедо. Первый автомобиль, созданный Anonima Lombarda Fabbrica Automobili в 1910 году.

Компания была основана как Società Anonima Italiana Darracq (SAID) в 1906 году французским автомобильным инженером Александром Дарраком с помощью итальянских инвестиций. Одной из них стал влиятельный аристократ из Милана — Уго Стелла, получивший пост председателя SAID в 1909 году. Изначально компания базировалась в Неаполе, но когда началась планировка по строительству завода, Даррак в конце 1906 года принял решение, что Милан более удобен и более подходит для производства, поэтому было приобретено пространство в пригороде Милана — местечке Портелло (сейчас — Зона 8), где был построен новый завод Alfa Romeo Portello Plant на территории в 6700 квадратных метров.
С конца 1900-х годов итальянские модели Darracq продавались очень медленно, в результате чего Уго Стелла с другими соинвесторами решил основать новую компанию под именем A.L.F.A. (итал. Anonima Lombarda Fabbrica Automobili), вначале всё ещё при партнёрстве с Darracq. Первым собственным автомобилем, выпущенным компанией в 1910 году, стала модель 24 HP, разработанная итальянским инженером Джузеппе Мерози, который был нанят на работу в 1909 году для разработки новых автомобилей, более подходящих для итальянского рынка. Мерози впоследствии разработал новую серию моделей A.L.F.A. с более мощными двигателями — 40/60 HP. A.L.F.A. рискнула сразу же принять участие в автогонках с пилотами Франкини (Franchini) и Ронцони (Ronzoni) в гонке Targa Florio 1911 года на двух моделях 24 HP. В 1914 году была собрана специальная гоночная модель для класса Гран-при — GP1914 с четырёхцилиндровым двигателем системы DOHC, четырьмя клапанами на цилиндр и двойным впрыском. Однако начало Первой мировой войны приостановило производство A.L.F.A. на три года.
В августе 1915 года компания перешла под управление неаполитанского предпринимателя Николы Ромео, который перевёл заводы на производство военного оборудования для итальянской и союзнической армии. Военное снаряжение, самолётные двигатели и другие компоненты, включая генераторы и компрессоры — всё это было произведено на основе существующих автомобильных двигателях компании. После войны Ромео инвестировал свою военную прибыль в приобретение локомотивных и железнодорожных заводов в Саронно (Costruzioni Meccaniche di Saronno), Риме (Officine Meccaniche Tabanelli) и Неаполе (Officine Ferroviarie Meridionali), которые впоследствии были добавлены под его контроль в компанию A.L.F.A.
| Год  | Обычные авто | Промышленная техника |
| ---- | ------------ | -------------------- |
| 1934 | 699          | 0                    |
| 1935 | 91           | 211                  |
| 1936 | 20           | 671                  |
| 1937 | 270          | 851                  |
| 1938 | 542          | 729                  |
| 1939 | 372          | 562                  |

Автомобильное производство не стояло на первом месте, но оно было возобновлено в 1919 году, после того как были использованы детали для производства 105 автомобилей, лежавшие ещё на заводе A.L.F.A. с 1915 года. В 1920 году, название компании было изменено на Alfa Romeo. Первым автомобилем, получившим новую эмблему, стал Torpedo 20/30 HP. Его первый гоночный успех пришёлся на 1920 год, когда Джузеппе Кампари выиграл гонку в Муджелло, а вторым успехом стало второе место в гонке Targa Florio с пилотом Энцо Феррари. Джузеппе Мерози продолжал оставаться главным инженером, а компания продолжала выпускать дорожные автомобили наравне с успешными гоночными моделями (включая 40/60 HP и RL Targa Florio).
В 1923 году Витторио Яно был нанят из Fiat частично благодаря убедительности молодого гонщика Alfa Энцо Феррари. Яно заменил Мерози на посту главного инженера Alfa Romeo. Первым автомобилем под руководством Яно стала модель P2 Grand Prix, выигравшая для Alfa Romeo самый первый мировой чемпионат Гран-при в 1925 году. Для дорожных автомобилей Яно разработал серию из мелко-средних рядных 4-, 6-, 8-цилиндровых двигателей на базе P2, которые породили основу и особенность двигателей компании, созданных из легкосплавных материалов, имевшие полусферические головки для сжигания топлива, центрально установленные свечи, два ряда клапанов на цилиндр и систему двух распредвалов. Разработки Яно были мощными и надежными.
Энцо Феррари стал более успешным гоночным менеджером, чем гонщиком, и после того как заводская команда была приватизирована, он основал Scuderia Ferrari. Покинув Alfa Romeo, Энцо вернулся к проектировке своих собственных автомобилей. Тацио Нуволари чаще всех управлял гоночными Alfa, выиграв на них большое количество гонок перед Второй мировой войной.

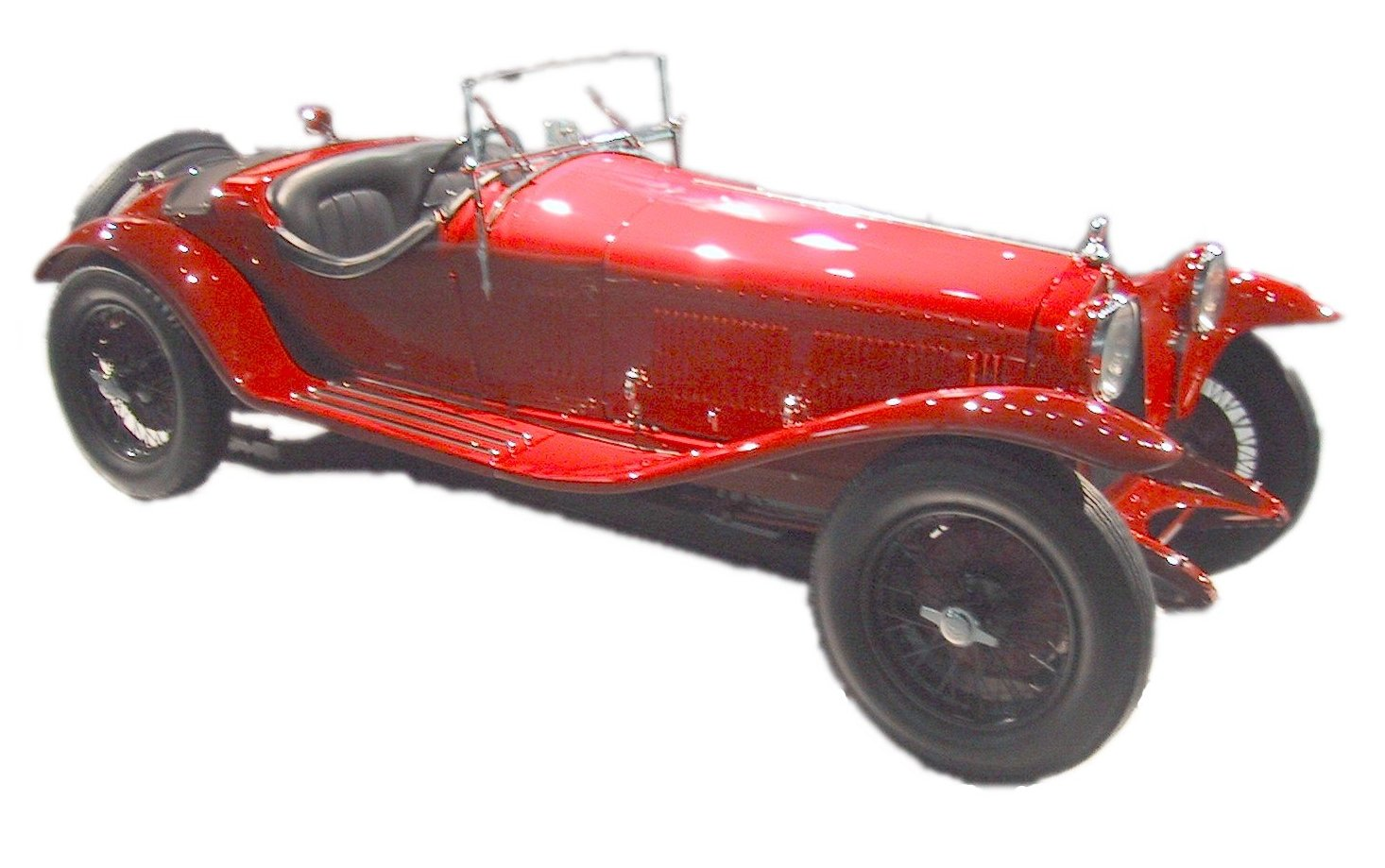
Alfa Romeo 6C

На базе модели P2 в 1925 году была создана дорожная версия 6C1500.

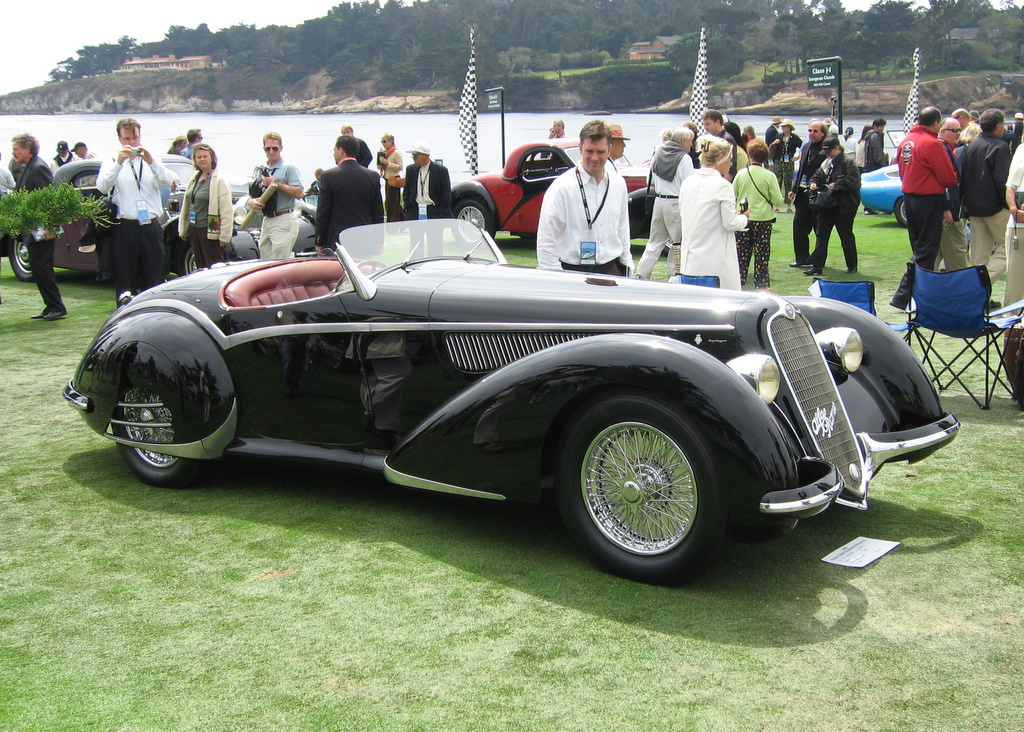
Alfa Romeo 8C 2900B Touring Spider (1937)

В 1928 году, Никола Ромео покинул компанию, оставив Alfa утопать в банкротстве после окончания оборонных контрактов. В конце 1932 года Alfa Romeo была воскрешена правительством, которое наладило эффективное управление на предприятии. Alfa Romeo стала инструментом политики Муссолини и национальной эмблемой. В ходе этого периода времени были построены под заказ модели для состоятельных людей с кузовами от Carrozzeria Touring или Pininfarina. Данное время стало пиком для Alfa Romeo 2900B Type 35 в гонках. Однако настоящий успех и популярность пришли к родившейся в 1929 году модели 6С 1750.

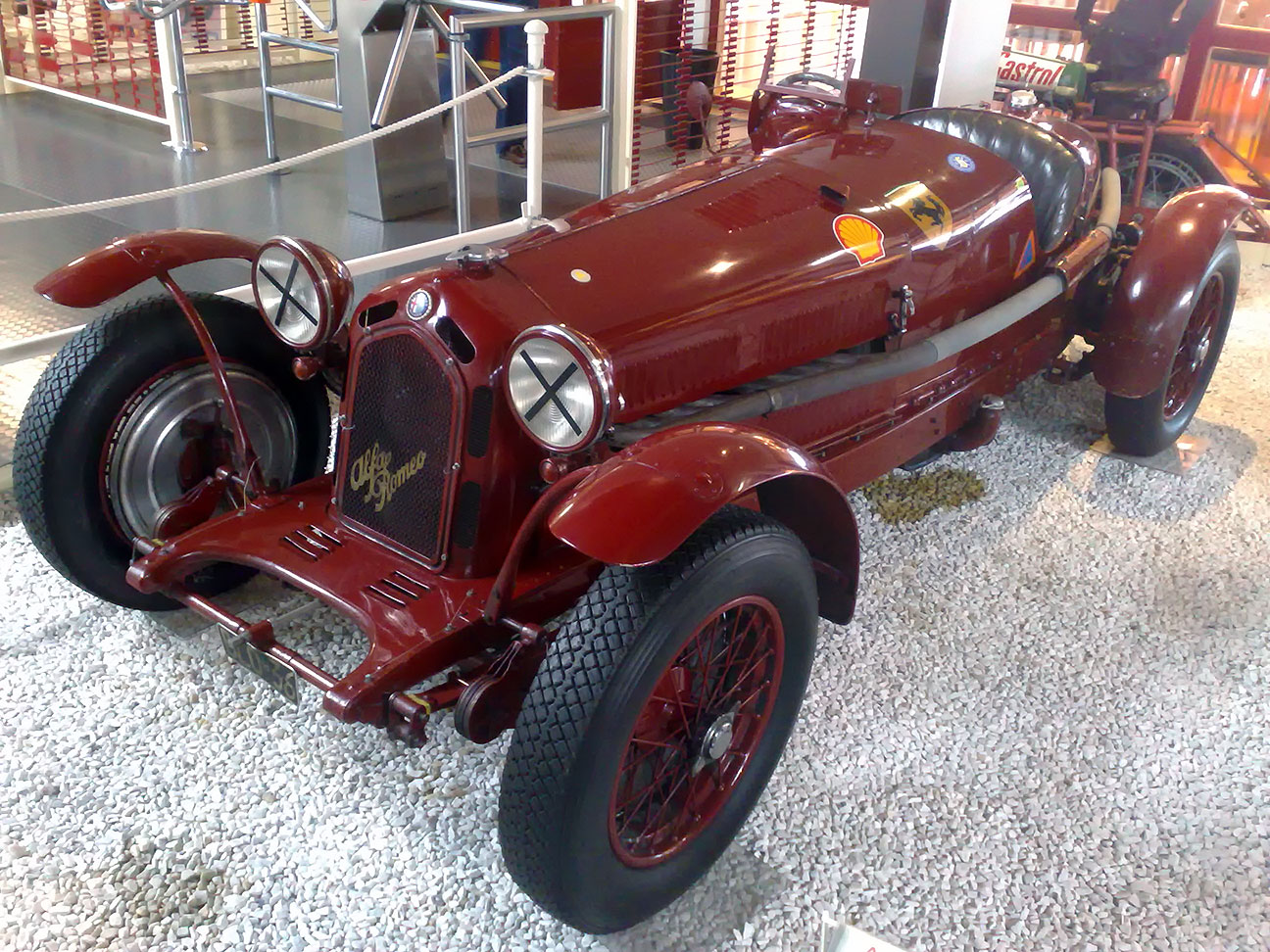
Alfa Romeo 8C 2300 Scuderia Ferrari

В то время, когда во всей Европе бушевал экономический кризис, на фирме спокойно работали над созданием новых машин. Задолго до появления первых признаков старения 6С 1750, Яно взялся за разработку нового автомобиля. Речь идёт о другой знаменитой модели 8С 2300, оснащённой 8-цилиндровым двигателем рабочим объёмом 2336 см³ с компрессором, развивавшим мощность более 140 л. с.
1930 год был очень удачным для Alfa Romeo, особенно в деловом плане. Помимо ориентации на автоспорт, фирма начала усиленную борьбу за привлечение простых покупателей, так как вся её прежняя продукция была рассчитана на весьма богатых клиентов. Был полностью реорганизован отдел сбыта. В это же время открыли представительства в Англии, Франции, Бельгии, Австрии, Швейцарии, Испании, Венгрии и Чехословакии. В их обязанности входили организация сбыта и обслуживание автомобилей, а также реклама преимуществ и спортивных достижений Alfa Romeo. Появление на скоростных трассах Европы новых германских гоночных машин заставило итальянскую фирму спешно модернизировать свои автомобили: улучшенная версия с 8-цилиндровым мотором получила индекс 8С 2300В, а вскоре была создана новая 8С 2900.
В 1929 году Энцо Феррари учреждает спортивное общество Scuderia Ferrari с центром в Модене, главной целью которого было создание профессиональной гоночной команды и участие в автогонках. К 1933 году Scuderia является официальной командой Alfa Romeo. С его приходом компания значительно укрепила свои позиции в спорте. Автомобили Alfa Romeo выигрывали гонки в Ле-Мане с 1931 по 1934 годы, в Targa Florio — с 1931 по 1935, а также побеждали на гонках Милле Милья с 1931 по 1934, в 1936 и 1937 годах.
Пройдя первую стадию модернизации стандартных автомобилей, команда Феррари взялась за создание собственных гоночных машин. В середине 30-х годов компанией Alfa Romeo было построено несколько моделей — 8-цилиндровая 8С, 12-цилиндровая 12C и даже двухмоторная Bi-motore. Данные автомобили имели различный успех, но сдержать нарастающее давление со стороны более совершенных немецких машин не смогли. Это стало причиной отставки Витторио Яно, который после войны продолжил свою деятельность в итальянской автомобильной компании Lancia.
Место главного технического директора занял испанец Вильфредо Рикарт. За весь свой короткий срок службы в Alfa Romeo он прославился лишь способностью вести длительные дискуссии о будущем фирмы, а в качестве наследства оставил только две гоночные машины, никогда не принимавшие участия в соревнованиях. Это была модель 162 с V-образным 16-цилиндровым 3-литровым двигателем и модель 512 с мотором центрального расположения. В то же время Энцо Феррари добился разрешения у генерального директора фирмы привлечь талантливого инженера Джоаккино Коломбо к разработке нового гоночного автомобиля в классе 1,5 л. Сначала создание шло неудачно, было выпущено три гоночных модели: Tipo 308, 312, 316, но позднее, через некоторое время гоночная Alfa Romeo 158 появилась на свет. В 1939 году начинается разработка автомобиля 6С 2500. Увеличивается производство авиационных двигателей.
Завод Alfa Romeo во время войны выпускал двигатели для истребителя Macchi C.202 Folgore, для этого была приобретена лицензия на серию двигателей Daimler-Benz 600. После войны самолёт выпускался как учебный. Производство люксовых автомобилей было окончено.

### Послевоенные годы (1945—1970)

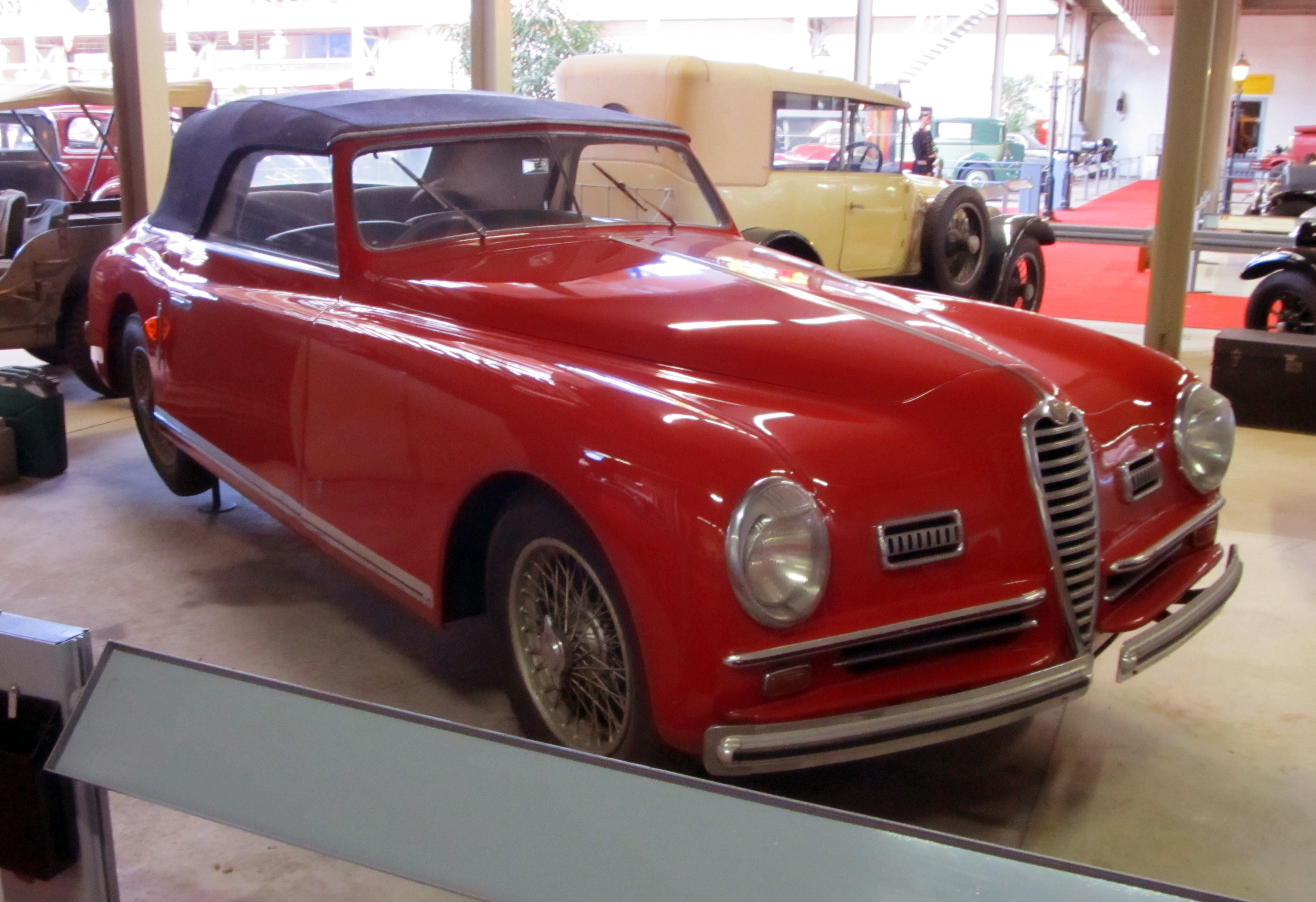
Alfa Romeo 6C 2500SS в королевском автомобильном музее, Брюссель.

После войны пост президента Alfa Romeo занял Паскаль Галло (Pasquale Gallo), на чьи плечи лег непростой труд по восстановлению производства. Задача действительно была сложной — до 60 процентов оборудования было утеряно, а сам завод лежал в руинах. Тем не менее, благодаря титаническим усилиям нового президента и оставшихся рабочих, в сравнительно короткие сроки завод удалось возродить. Главной новинкой стало шасси 6С 2500 для легковых автомобилей высшего класса с аэродинамическими кузовами. В результате в 1947 году была запущена в производство последняя довоенная модель Alfa Romeo 6C Golden Arrow.
Чтобы напомнить покупателям о былых спортивных успехах знаменитой марки, было решено возобновить участие в соревнованиях. Только один вид автогонок был восстановлен после Второй мировой войны, где Alfa Romeo сразу же изъявила желание принять участие. С созданием новой формулы (Формула-1) для одноместных гоночных моделей — вариант с Alfa Romeo Tipo 158 Alfetta стал самым удачным. Шесть изготовленных до войны гоночных моделей Alfa Romeo 158, тщательно скрывавшихся от нацистов, были извлечены из своего тайника и существенно переделаны. Так родился один из самых быстроходных автомобилей своего времени в классе до 1,5 литра, названный Alfetta. В результате чего Джузеппе Фарина выиграл Первый чемпионат мира Формулы-1 в 1950 году за рулём 158-й. Он принёс фирме ещё немало спортивных наград и стал первым Alfa Romeo, выступившим в гонках чемпионата мира в классе автомобилей Формулы-1. Уже позднее в 1951 году Хуан Мануэль Фанхио добыл вторую победу для Alfa Romeo в Формуле-1.

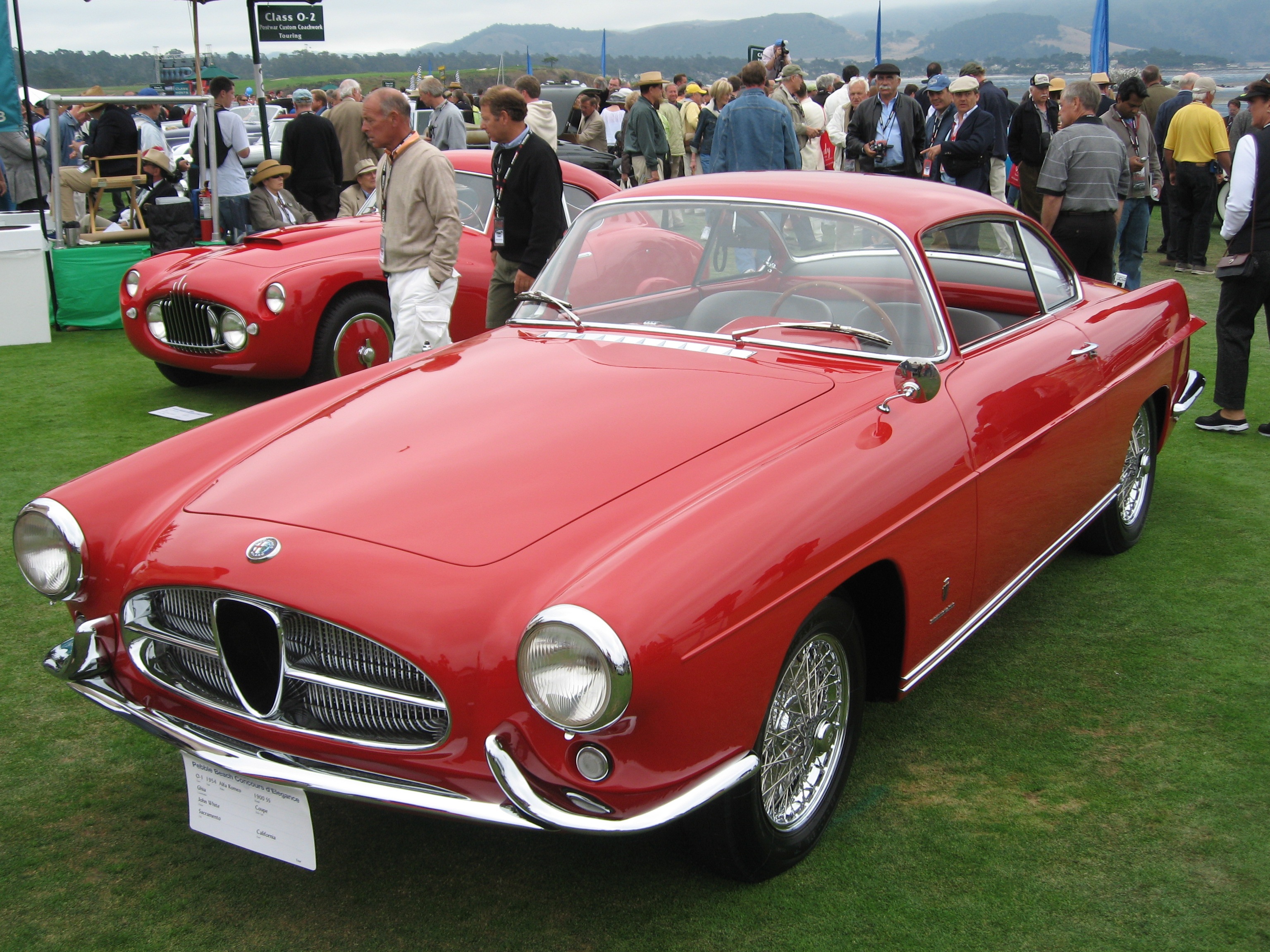
Alfa Romeo 1900

В 1950 году была представлена новая модель Alfa Romeo 1900 с двигателем объёмом 1,9 литра мощностью 90 л. с., а через два года дебютировали версии Coupe и Spider. Дизайн последних был разработан кузовным ателье Pininfarina.
В 1954 году в Alfa Romeo был приглашён новый инженер — австриец Рудольф Хрушка (Rudolf Hruska), ранее работавший в Porsche. После его прихода была выпущена модель Giulietta. Автомобиль получил полностью независимую подвеску и двигатель объёмом 1,3 литра. Мощности 90 л. с. было достаточно для того, чтобы разогнать автомобиль до 165 км/час.
В 1958 году вышла Alfa Romeo 2000, а в 1961 модифицированная 2600. Двигатель объёмом 2600 см³ и мощностью 130 л. с. разгонял машину до 175 км/час. В связи с резко возросшим спросом на автомобили Alfa Romeo было принято решение о строительстве нового завода в Помильяно д’Арко (Pomigliano d’Arco). В 1961 году на смену Giulietta приходит новая модель Alfa Romeo Giulia. Объём двигателя увеличился до 1570 см³, а мощность до 90 л. с., что позволяло развивать скорость до 165 км/ч.
В течение 1960-х годов Alfa Romeo сконцентрировалась на гоночных соревнованиях с использованием автомобилей, идущих в обычное производство, включая GTA (сокращение от Gran Turismo Allegerita), модели из алюминиевого кузова, разработанного Bertone и мощным двигателем с двумя свечами на цилиндр. GTA одержала огромное количество побед, в том числе выиграла первый чемпионат Trans-Am под эгидой Sports Car Club of America(SCCA (англ. Sports Car Club of America)) 1966 года. В 1970-х годах Alfa Romeo уже концентрировалась на гонках на спортивных прототипах с моделью Tipo 33, где первая победа пришла уже в 1971 году. Среди основных побед были такие турниры, как сезон 1975 года в Мировом чемпионате спортивных автомобилей на Alfa Romeo 33TT12 и сезон в Мировом чемпионате спортивных автомобилей 1977 года на Alfa Romeo 33SC12.
Alfa Romeo Spider

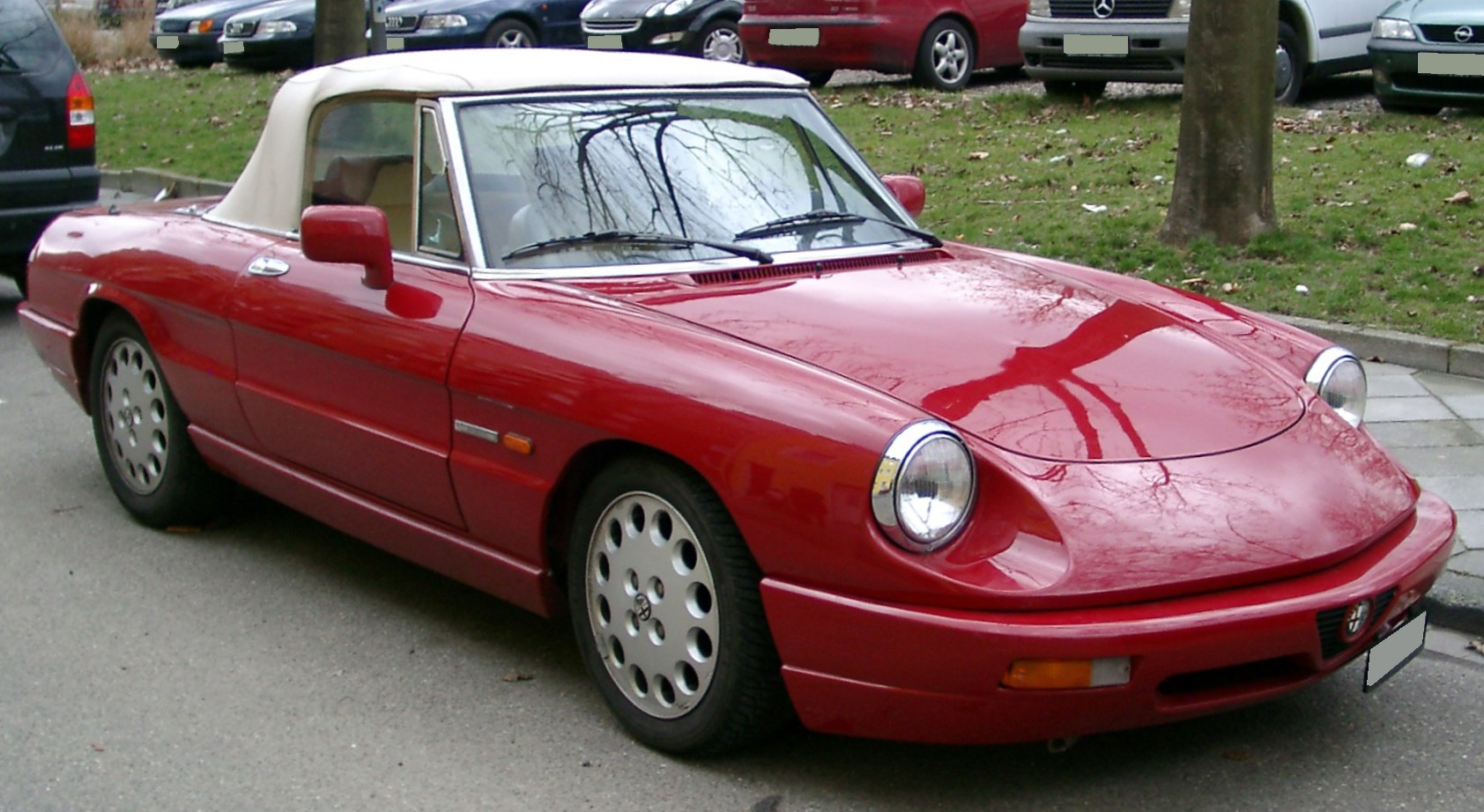
Spider с кузовом Targa.

Автомобиль имел  кузов типа «Родстер» и выпускался на протяжении почти трёх десятилетий с незначительными изменениями во внешности и технической части, с 1966 по 1993 год. За дизайн кузова отвечала итальянская компания Pininfarina, при этом Spider стал последней моделью, которой персонально занимался основатель компании Баттисто «Пинин» Фарина. В 1970 г. автомобиль претерпел первое значительное изменение во внешности. Оно было представлено на модели 1750 Spider Veloce, когда удлиненная скругленная задняя часть уступила место более современному «срезанному» окончанию, которое часто называют «Корма Камма», с одновременным увеличением объёма багажника. В последний раз значительные изменения Spider претерпел в 1990 году. Основным механическим изменением было оснащение двигателя электронной системой впрыска Bosch Motronic и электрическим вентилятором охлаждения. Производство оригинальной модели Spider закончилось в 1993 году.

### Новое время (1970-2000)

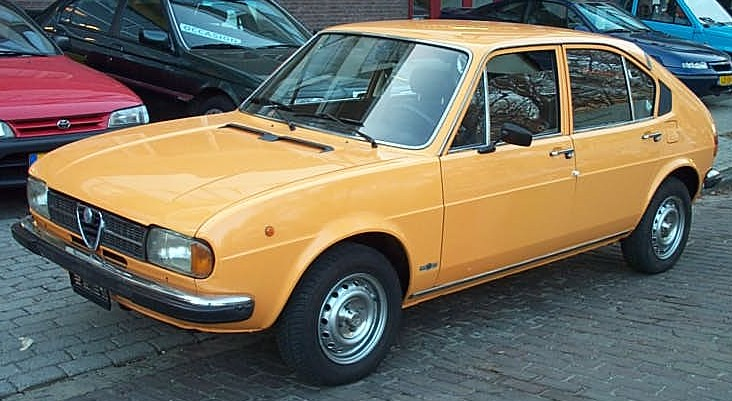
Alfa Romeo Alfasud
В 1971 году было закончено строительство нового завода на юге страны, миланское отделение переехало в Арезе. В том же году была выпущена первая переднеприводная модель Alfa Romeo Alfasud. Четырёхцилиндровый двигатель объёмом 1186 ³см был разработан совместно с Porsche. При мощности 63 л. с. и весе 830 кг автомобиль достигал максимальной скорости 152 км/час. Кузов создал известный итальянский дизайнер Джорджетто Джуджаро (Giorgetto Giugiaro).

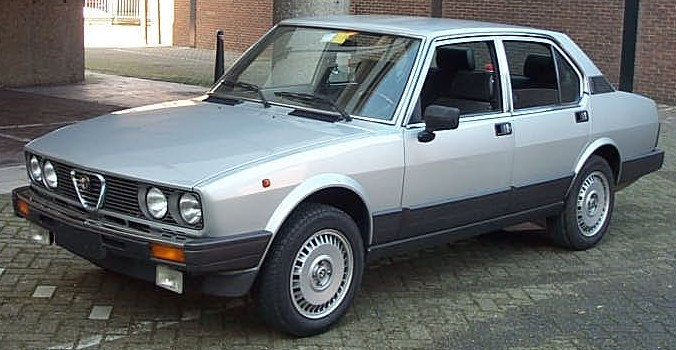
Alfa Romeo Alfetta
Дизайн «Альфетты», как и Alfasud, был разработан Джорджетто Джуджаро. Автомобиль за годы производства стал узнаваемым во всех странах мира. Но главное было даже не в дизайне.  Alfetta была представлена с новой трансмиссией. Сцепление и трансмиссия располагались в задней части автомобиля, вместе с дифференциалом для лучшего распределения веса по осям. Автомобили имели дисковые тормоза на всех колесах и необычную торсионную переднюю подвеску.
Alfetta послужила основой для создания фастбэк-купе GTV, представленного в 1974 году как Alfetta GT. В 1979 году, после нескольких минимальных доработок, включая доработку двигателя с новым профилем коленвала, увидел свет новый 2-литровый двигатель для Alfetta GTV 2000. В 1981 году была выпущена GTV-6, версия GTV с SOHC V6 2.5 л. двигателем от люксового седана Alfa 6. 

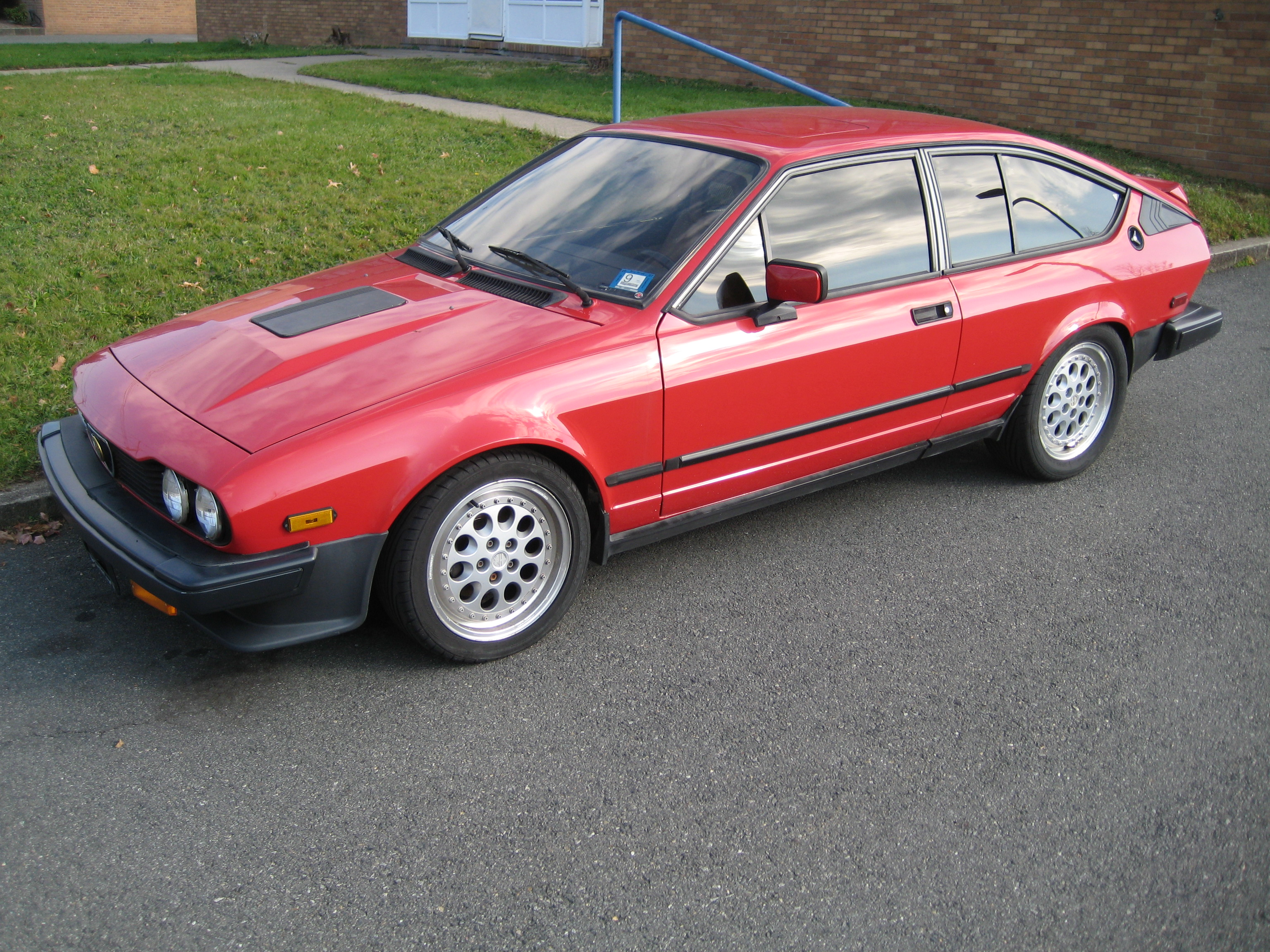
Alfetta GTV6

С 1972 по 1987 год было продано около 400 000 «Альфетт» разных модификаций, включая Quadrofoglio.
Сотрудничество с Nissan

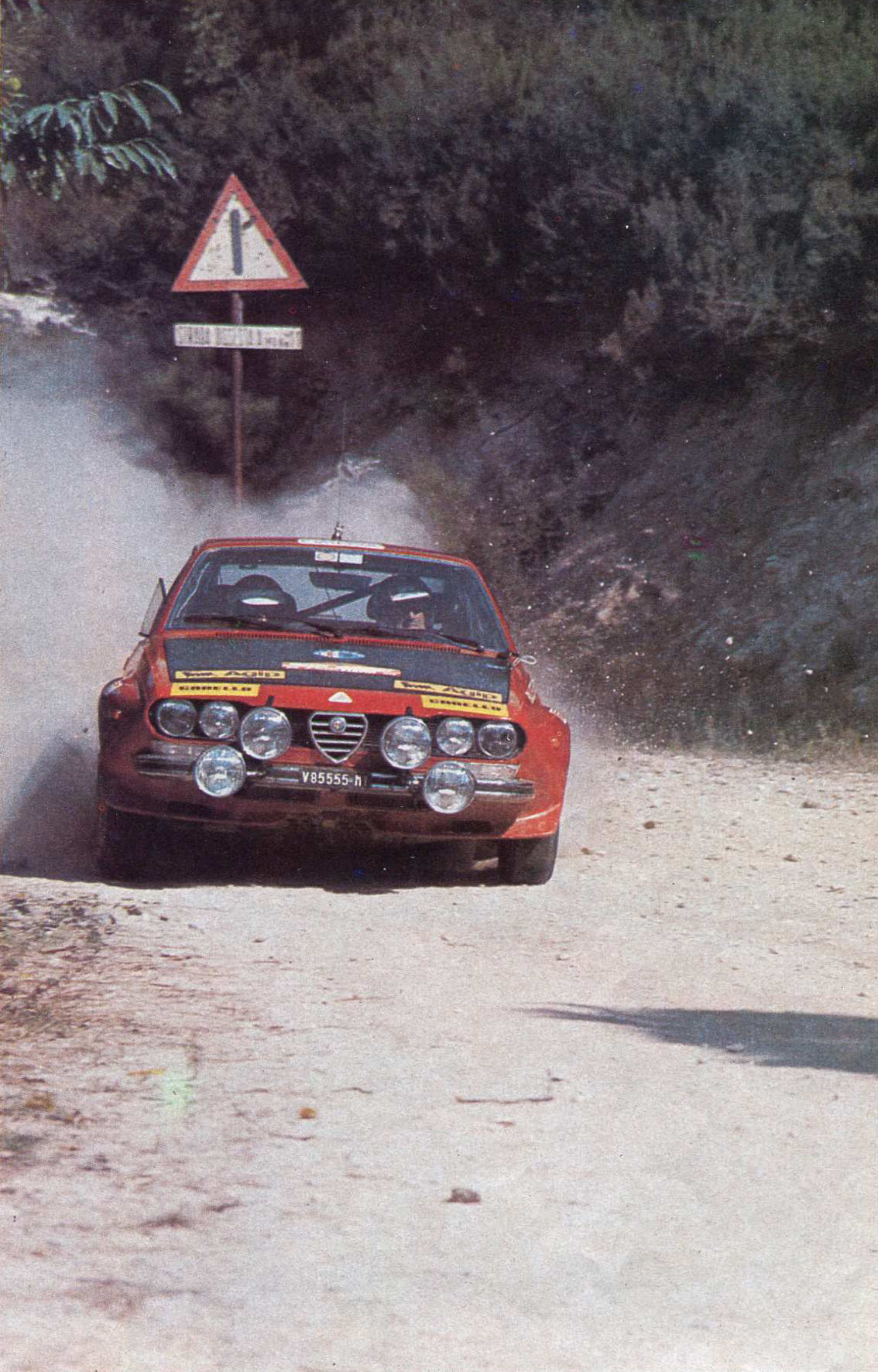
Alfetta GT участвует в гонках в Сан-Ремо в 1975 году.

Несмотря на успех Alfetta, в конце 70-х для Alfa Romeo настали тяжёлые времена. Популярность марки начала снижаться. Руководство компании стремилось упрочить позиции на рынке компактных хетчбэков, который стремительно завоёвывали Volkswagen и  Peugeot. Модель Alfasud так и не стал популярным автомобилем, и было принято решение о сотрудничестве с другими автопроизводителями. В 1981 году был заключён договор с Nissan об образовании нового совместного предприятия A.R.N.A. (Alfa Romeo Nissan Automobili). Первым продуктом совместных усилий стала модель Alfa Romeo Arna. Но особой популярностью машина также не пользовалась. От Alfa Romeo машине достался неудачный двигатель от Alfasud, а от Nissan - непритязательный дизайн. Таким образом, автомобиль взял худшее от своих двух «родителей».

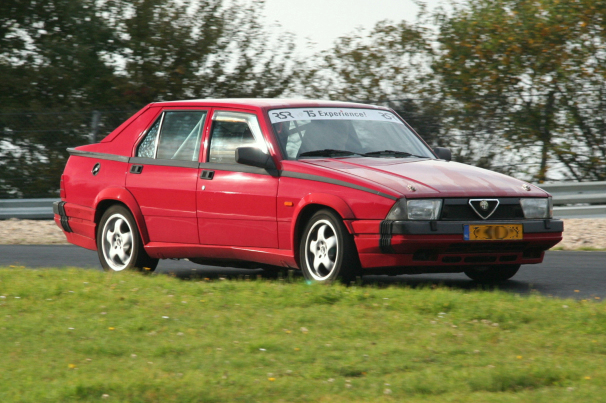
Alfa Romeo 75
В 1985 появилась новая модель Alfa Romeo 75, получившая номер в честь юбилея марки. Самая мощная версия имела двигатель V6 мощностью 192 л. с. и максимальную скорость 220 км/час. Но наиболее популярной была инжекторная  версия 1.8 л с турбонаддувом. Всего до 1992 года было выпущено 375 000 автомобилей.
1980-е годы. В составе Fiat
В середине 1980-х Alfa Romeo в очередной раз угодила в финансовый кризис. Как ни старался Рудольф Хрушка, вывести компанию из кризиса самостоятельно он не мог. Поэтому было принято решение об объединении с каким-нибудь крупным автопроизводителем. Переговоры велись с Ford и BMW, но достигнуть соглашения не удалось. В итоге в 1986 году была достигнута договоренность с FIAT о вхождении Alfa Romeo в их состав. В результате начался новый подъём компании.
Первой моделью, разработанной в сотрудничестве с ФИАТ, стала Alfa Romeo 33. Модель ещё имела силовые агрегаты от Alfasud, но была значительно переработана и выпускалась также и в кузовах "седан" и "универсал". Было произведено около миллиона автомобилей.
1990-е годы

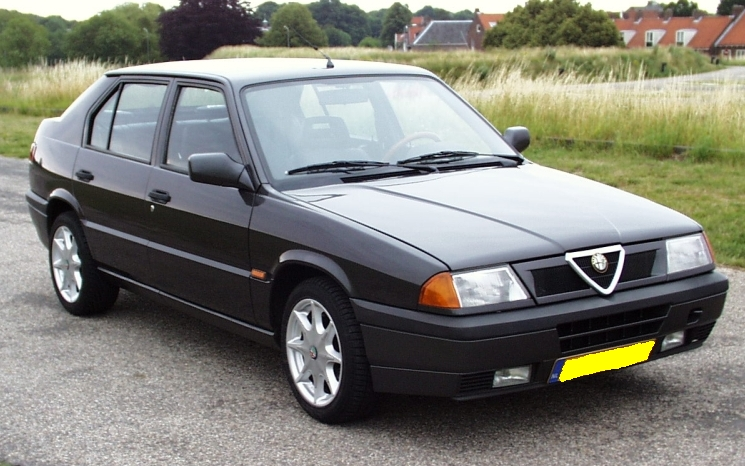
Alfa Romeo 33.

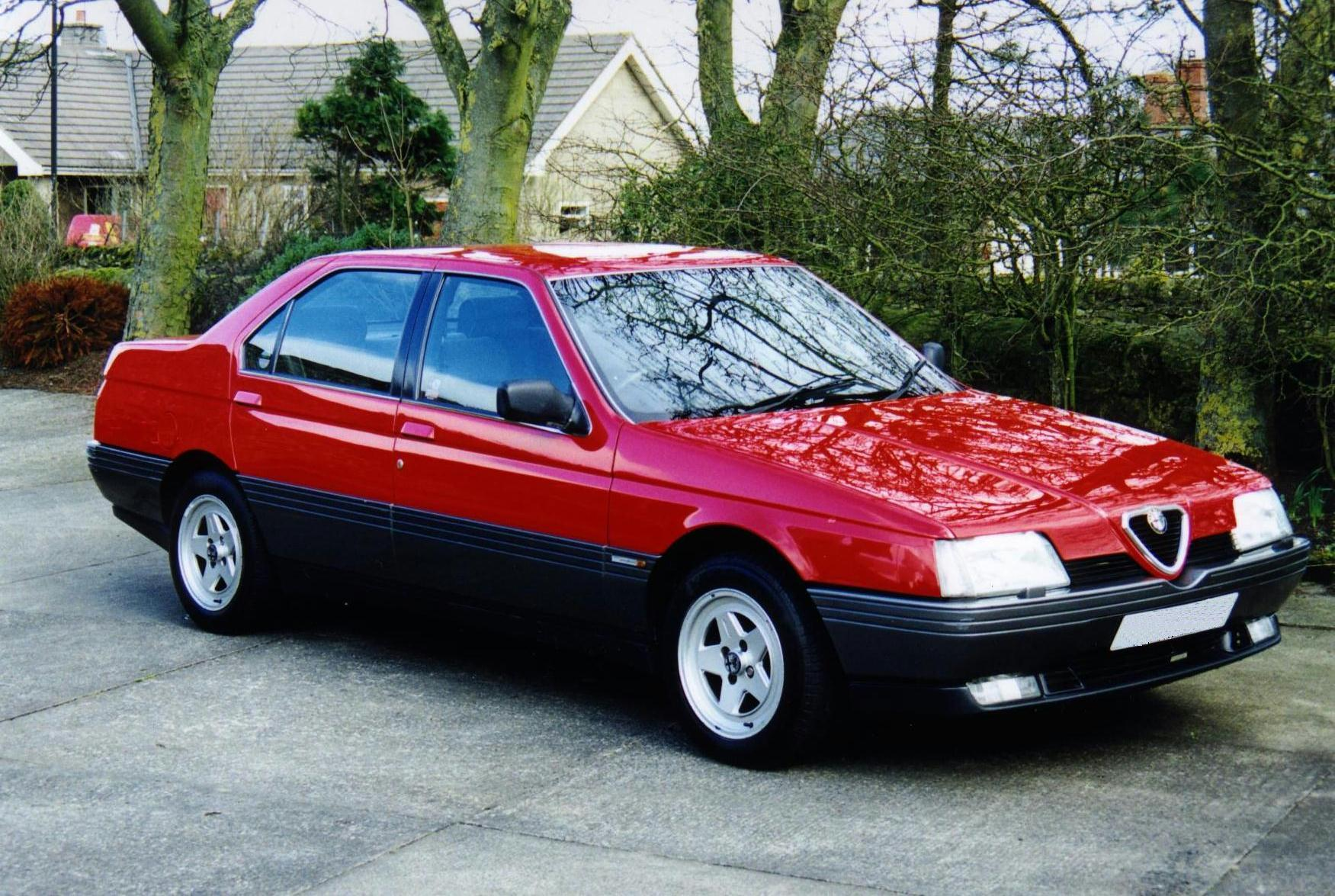
Alfa Romeo 164.

Устаревшая модель Alfa Romeo 75 была снята с производства в 1992 году, на смену ей пришла модель Alfa Romeo 155. В 1993 году был закончен выпуск модели Alfa Romeo Spider, выпускавшейся с 1963 года.
Новый Spider был представлен публике на Парижском автосалоне в 1994 году вместе с моделью Alfa Romeo GTV. Выпуск этих машин начался годом позже. Эти машины выпускались на переднеприводной платформе Fiat Tipo.  Но по популярности GTV не могла сравнится ни с «Альфеттой» GTV, ни с турбоверсиями Alfa Romeo 75. Новый Spider был же просто «родстер»— модификацией GTV и никак не был связан с оригиналом, кроме дизайна задней части. Всего до 2004 года было произведено около 16 000 автомобилей.
Другие, также унифицированные с ФИАТ модели 164 и 145 были весьма успешны. Модель 164 была седаном «бизнес-класса» и результатом сотрудничества с Lancia и SAAB. Это была последняя модель с двигателем Alfa RomeoTwin Cam.
Хетчбэк Alfa Romeo 145 представлял собой скорее обычный ребеджинг на платформе Fiat Tipo, к тому же не отличался надёжностью.
В 1998 году Alfa Romeo 156, использующая платформу Type Two(Fiat-C), была удостоена титула Европейский автомобиль года.

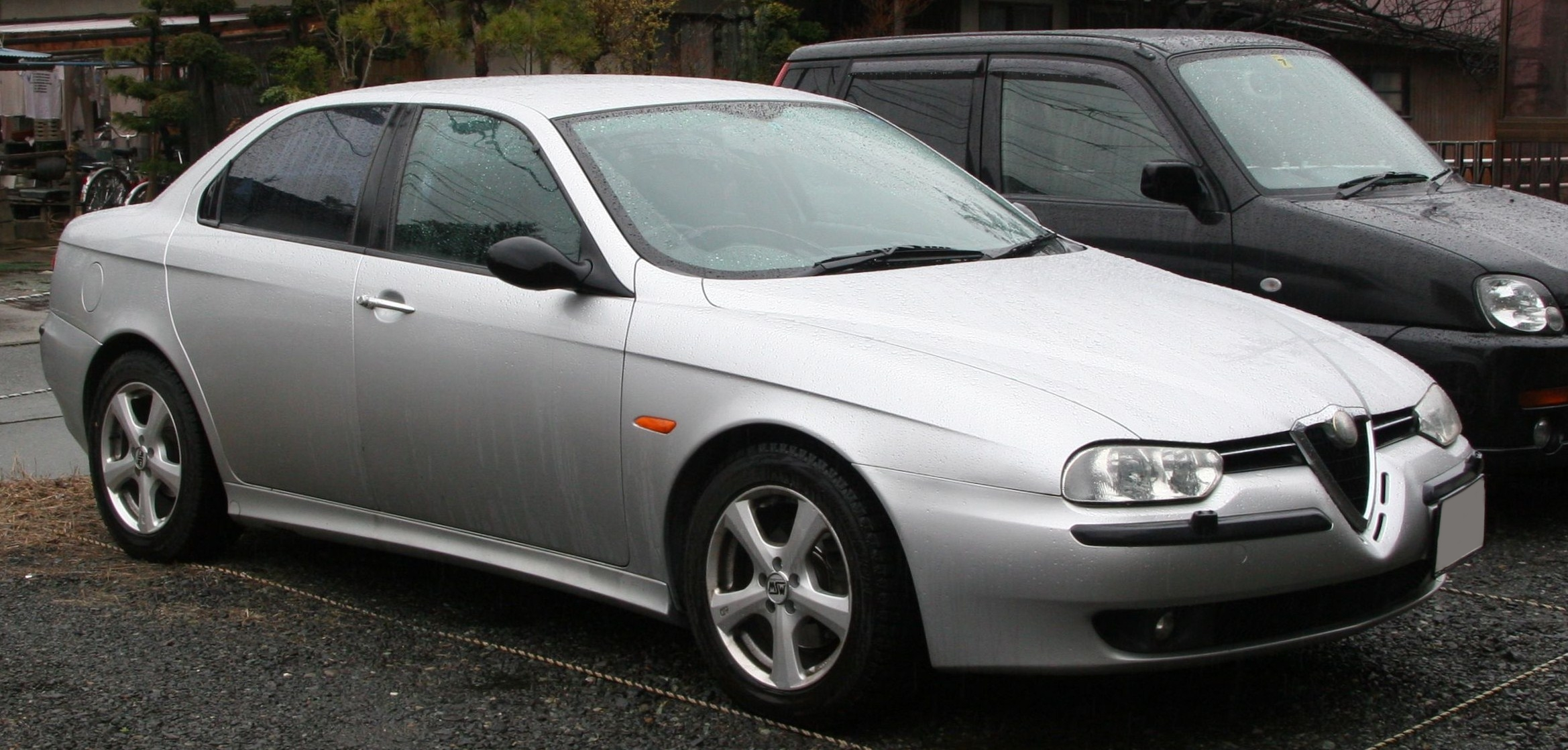
Alfa Romeo 156

### XXI век
2000-е

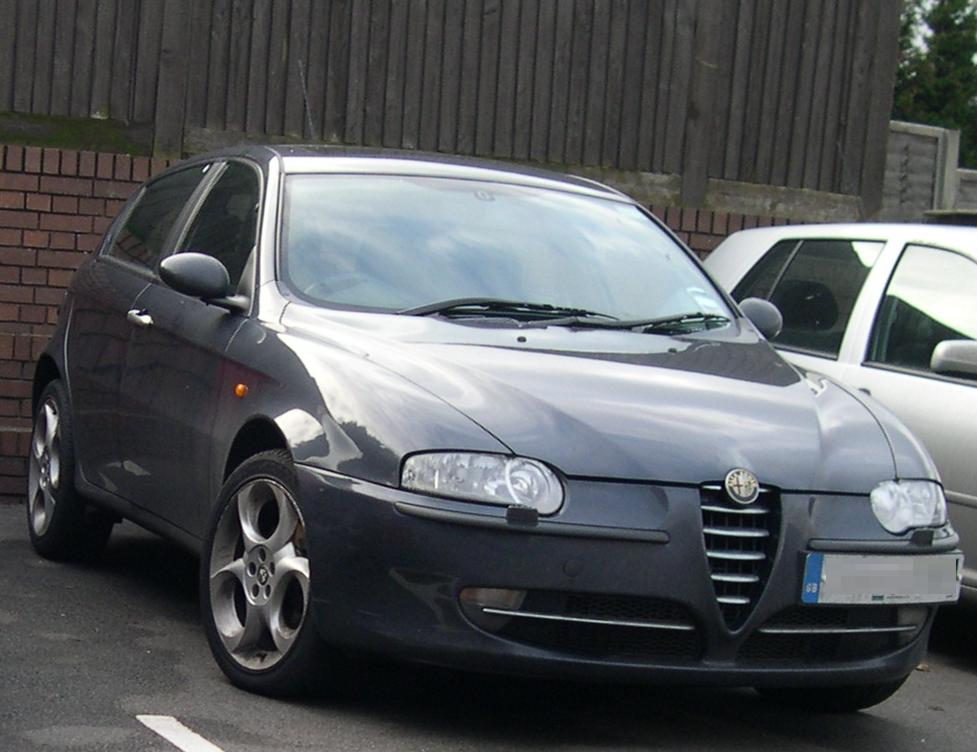
Alfa Romeo 147

В 2001 году  модель 145 заменила новая модель 147, которая также была удостоена титула Европейский автомобиль года.
В 2005 году была запущена новая модель Alfa Romeo 159, которая заменила собой модель 156. Новая модель получила новые четырёхцилиндровые и V6 двигатели Alfa Romeo JTS с непосредственным впрыском топлива.

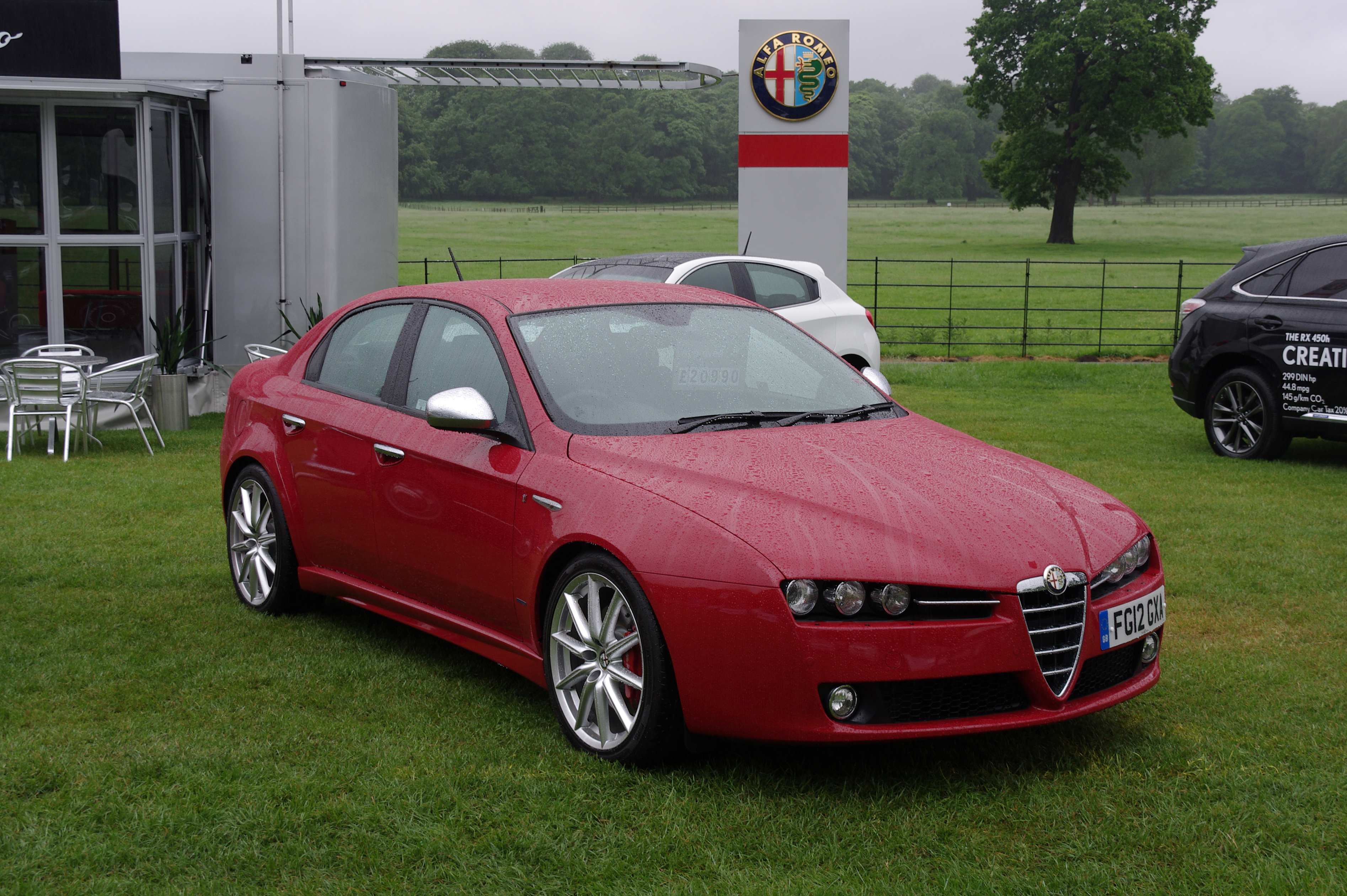
Alfa Romeo 159

В 2008 году начат выпуск городского автомобиля малого класса Alfa Romeo MiTo, соплатформенного с Fiat Grande Punto.

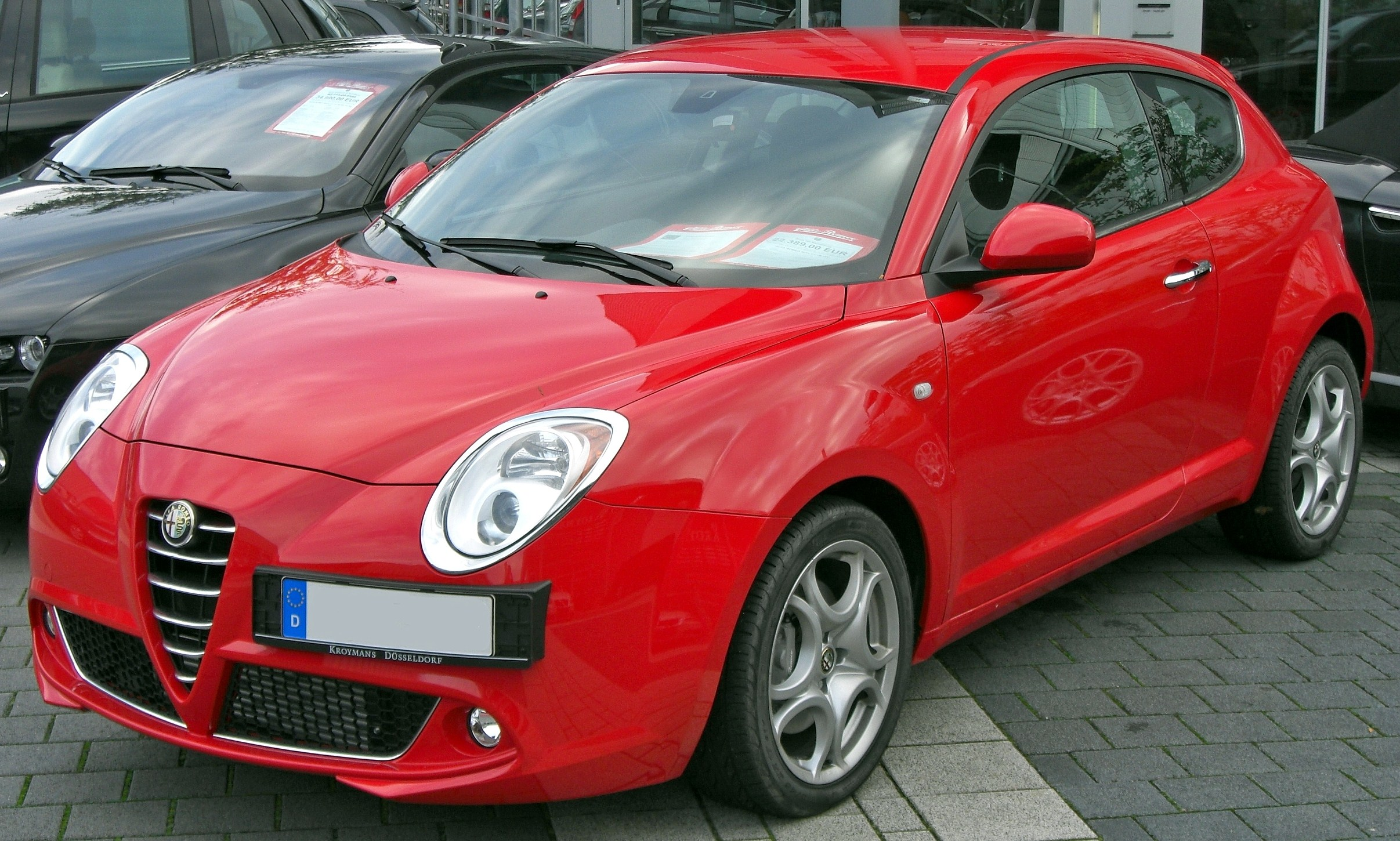
Alfa Romeo MiTo

В 2005 году Maserati был полностью выкуплен Фиатом у Ferrari. Fiat Group планировала создать спортивное и люксовое подразделение из Maserati и Alfa Romeo. Планировалось стратегическое партнёрство двух марок в разработке двигателей, платформ и общей дилерской сети на некоторых рынках.
В начале 2007 года Fiat Auto S.p.A. была реорганизована в четыре новые автомобильные компании: Fiat Automobiles S.p.A., Alfa Romeo Automobiles S.p.A., Lancia Automobiles S.p.A. и Fiat Light Commercial Vehicles S.p.A. Собственником всех четырёх компаний является Fiat Group Automobiles S.p.A.
В 2007 году был начат выпуск спортивной модели Alfa Romeo 8C Competizione. Впервые она была показана на Франкфуртском автосалоне в 2003 году в качестве концепт-кара. Спорткар выпускался до 2010 года в кузовах купе и родстер. Всего было выпущено 1000 автомобилей по 500 в той и другой версии.

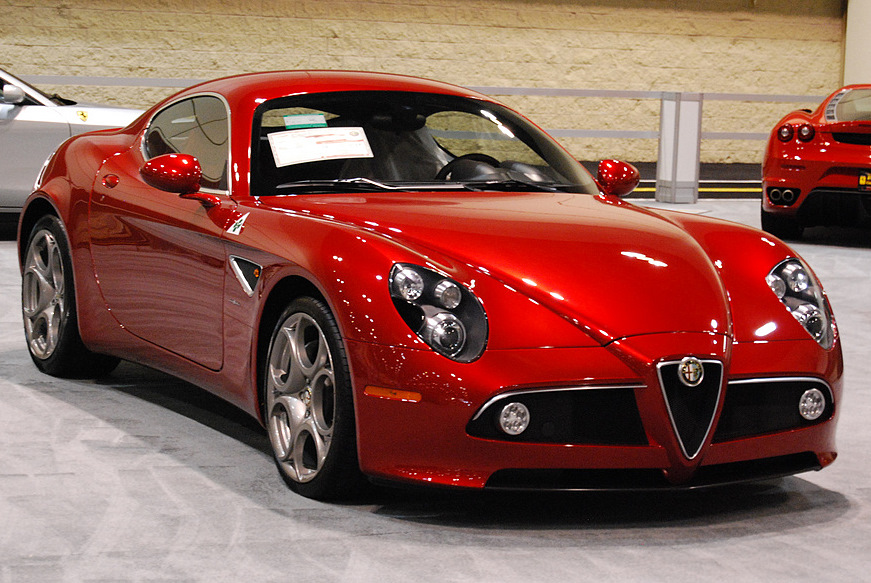
Alfa Romeo 8C, с кузовом купе.

### Carabinieri и итальянское правительство
В 1960-е годы Alfa Romeo получила известность благодаря своим компактным автомобилям и моделям, разработанных специально для итальянской полиции (Polizia di Stato) и для карабинеров. Среди них были «Giulia Super» или 2600 Sprint GT, получившие прозвища «Inseguimento» (рус. Гонщики-охотники). Цвета моделей Alfa Romeo, используемых полицией — зелёные или голубые с белыми полосками и надписями, известные как «Pantera» (Пантера), повышавшие агрессивный вид Alfa (в особенности серию Giulia). Автомобили Alfa для Carabinieri были тёмно-синими с белой крышей и красными полосками, известные под названием «Gazzella» (Газель), означавшие скорость и ловкость данных «Pattuglie» (рус. Вооружённые патрульные формирования).

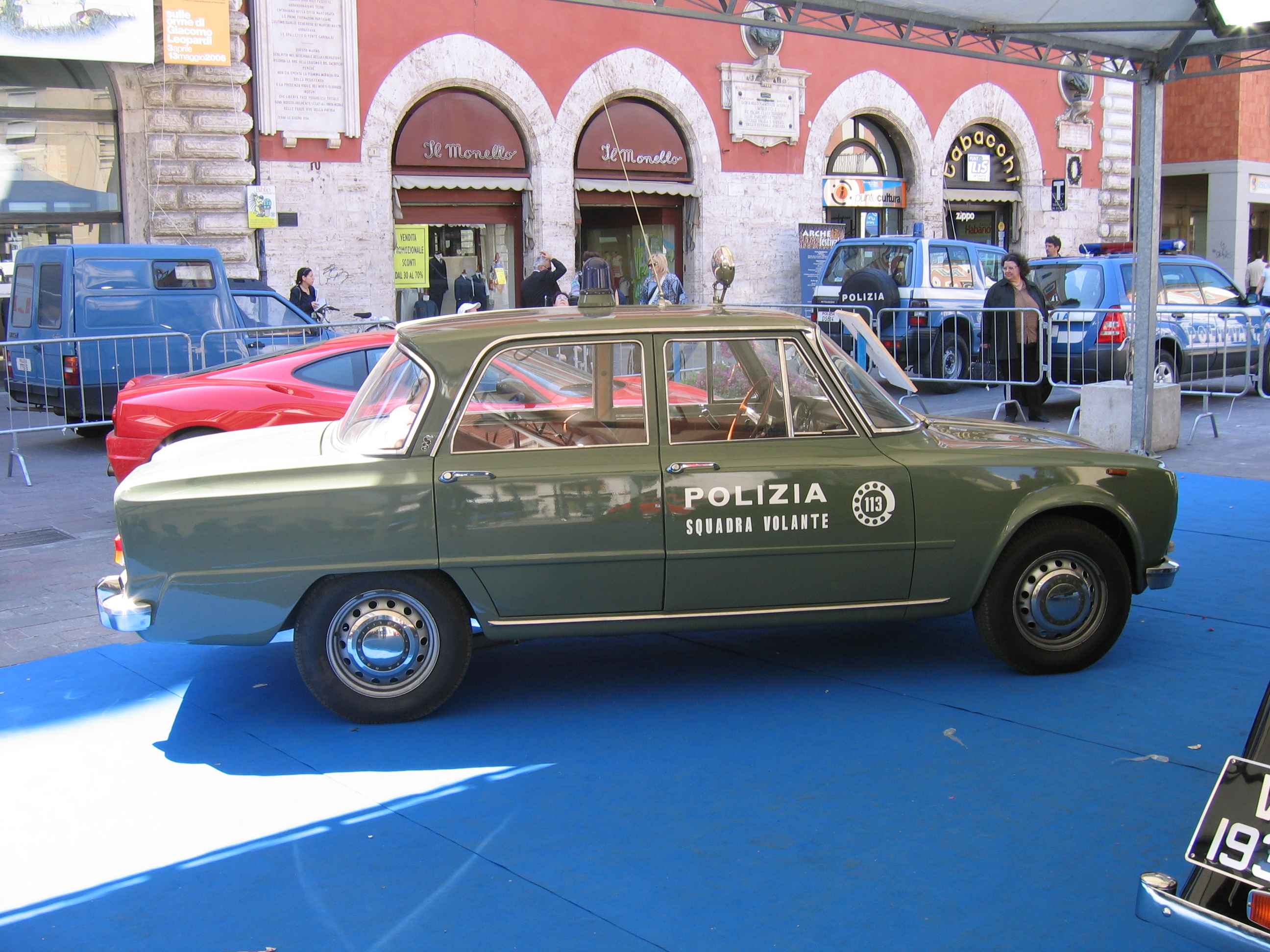
«Panther» 1971 Alfa Giulia Super для итальянской полиции

С тех пор модели Alfa Romeo стали главными автомобилями при выборе у карабинеров (часть итальянских вооружённых сил, используемых для целей гражданской полиции), Polizia Autostradale (Дорожной Полиции) и обычной Полицейской Службы (Polizia). На службе в итальянской полиции применялись следующие автомобили:
• Alfa Romeo Alfetta

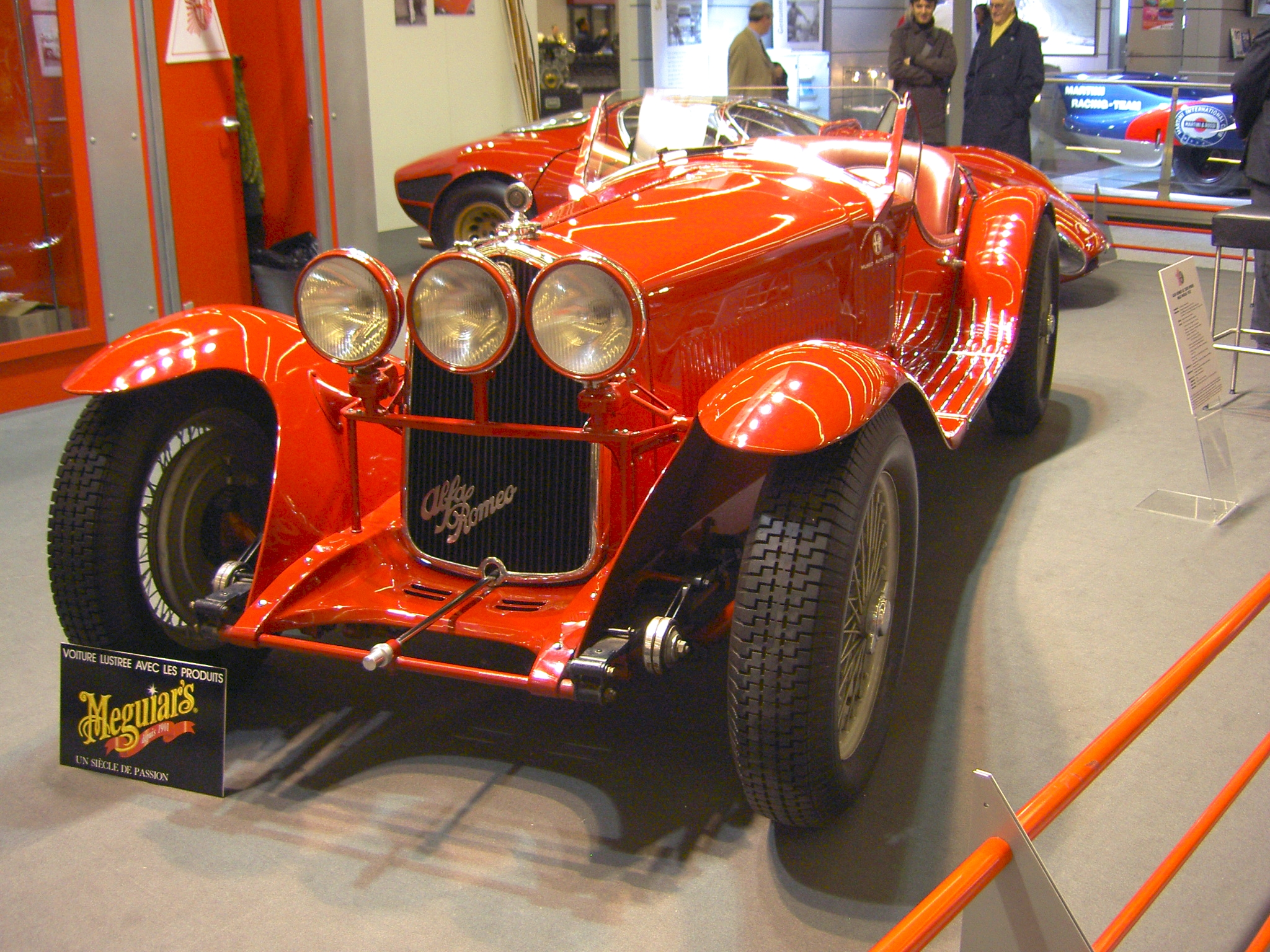
8C 2300 (1931)

• Alfa Romeo Giulietta (1977)
• Alfa Romeo 33 (Только для Polizia di Stato)
• Alfa Romeo 75
• Alfa Romeo 164 (Официальные автомобили)
• Alfa Romeo 155
• Alfa Romeo 156
• Alfa Romeo 166 (Официальные автомобили)
• Alfa Romeo 159
С 1960-х годов итальянский премьер-министр использовал Alfa Romeo, а позднее новый Maserati Quattroporte в качестве правительственного лимузина.

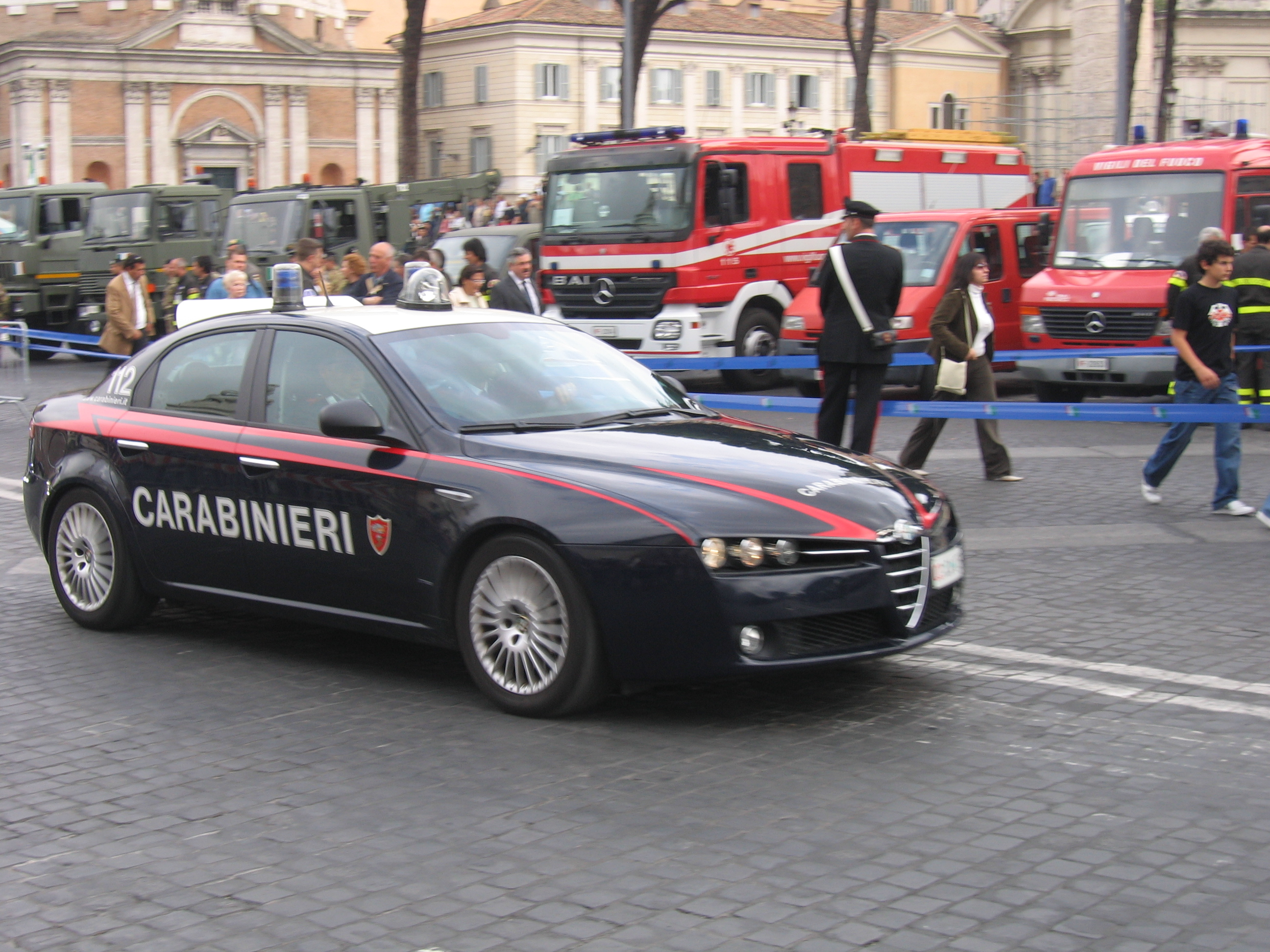
Alfa Romeo 159 карабинеров

Производство Alfa Romeo 164 прекратилось в 1998 году, модели 166 в 2007 году, модели 159 - в 2011 году. После прекращения производства модели 159 Alfa Romeo потеряла своего главного государственного заказчика - итальянскую полицию, которая теперь использует автомобили BMW, Land Rover, Peugeot и другие.

### Продажи в США

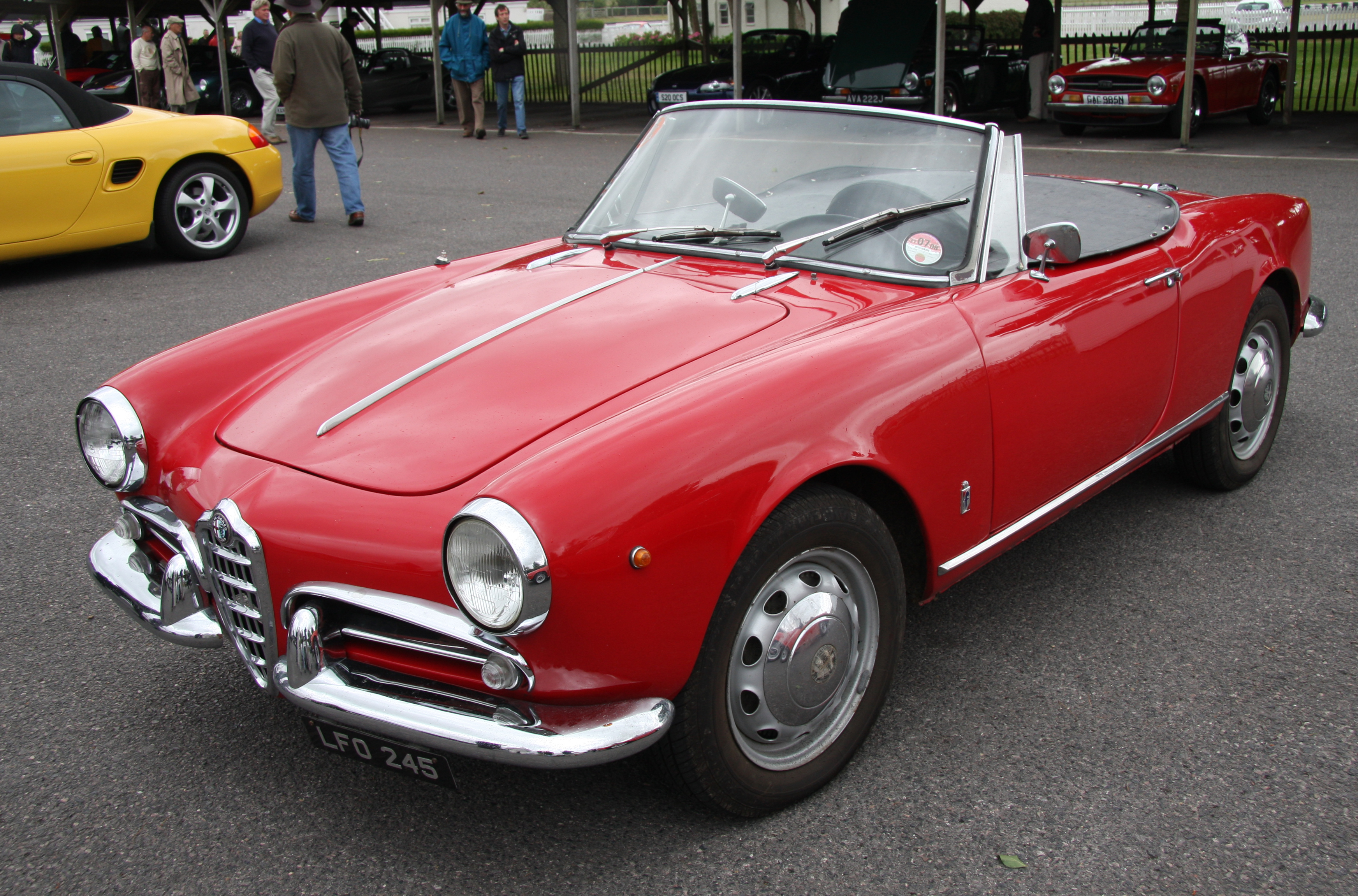
Giulietta Spider

Alfa Romeo импортировалась в США посредством деятельности Макса Хоффмана с середины 1960-х годов. Модель Giulietta Spider появилась благодаря запросу Макса Хоффмана, который внёс предложение по созданию открытой версии Giulietta. В 1961 году Alfa Romeo начала импортировать свои автомобили в США.

### Производство вЮАР
В конце 1960-х годов большинство европейских автопроизводителей открыли свои заводы в ЮАР для создания машин для левосторонних рынков. Fiat и другие итальянские производители также запустили там своё производство. Завод Alfa Romeo был открыт в Бритсе — недалеко от Претории в тогдашней провинции Трансвааль (ЮАР; ныне — на территории Северо-Западной провинции). С введением санкций западных держав в 1970-х и 1980-х годах, ЮАР стала самодостаточной, а в производстве автомобилей государство стало полагаться больше на продукцию местных заводов. Это привело к быстрому росту автомобилей в стране. И в период с 1972 по 1989 годы в ЮАР было наибольшее число автомобилей Alfa Romeo за пределами Италии. Завод Alfa Romeo в Бритсе использовался в период с марта 1983 по 1985 годы для постройки Daihatsu Charade  для местного рынка и с целью экспорта этих моделей в Италию,  для обхода ограничения на итальянский импорт в ЮАР. В конце 1985 года перед предстоящем поглощением компании Fiat и международным бойкотом против политики апартеида в Южной Африке, Alfa Romeo покинула южноафриканский рынок и свернула своё производство в стране.

## Дизайн и технологии

### Автомобильные двигатели
Двигатель Alfa Romeo Twin Cam
Первые двигатели с ГРМ типа DOHC устанавливались на автомобили Alfa Romeo ещё с начала 1910-х годов, начиная с Alfa Romeo Grand Prix.
Двигатель Alfa Romeo Twin Cam был представлен в 1954 году на Alfa Romeo Giulietta объёмом 1290 куб.см. 
Двигатель имел алюминиевый блок цилиндров с «мокрыми» чугунными гильзами, алюминиевую головку цилиндров с сферическими камерами сгорания. Число клапанов -8(2 клапана на цилиндр). Двигатель в разные годы имел рабочий объём от 1290 до 2600 куб.см., имел модификацию Twin-Spark с двумя свечами на цилиндр, карбюраторные и инжекторные версии, а также версию с турбонаддувом для Alfa Romeo 75. Двигатель выпускался на протяжении 40 лет, с 1954 до 1994 года.
Двигатель Alfa Romeo Twin Spark

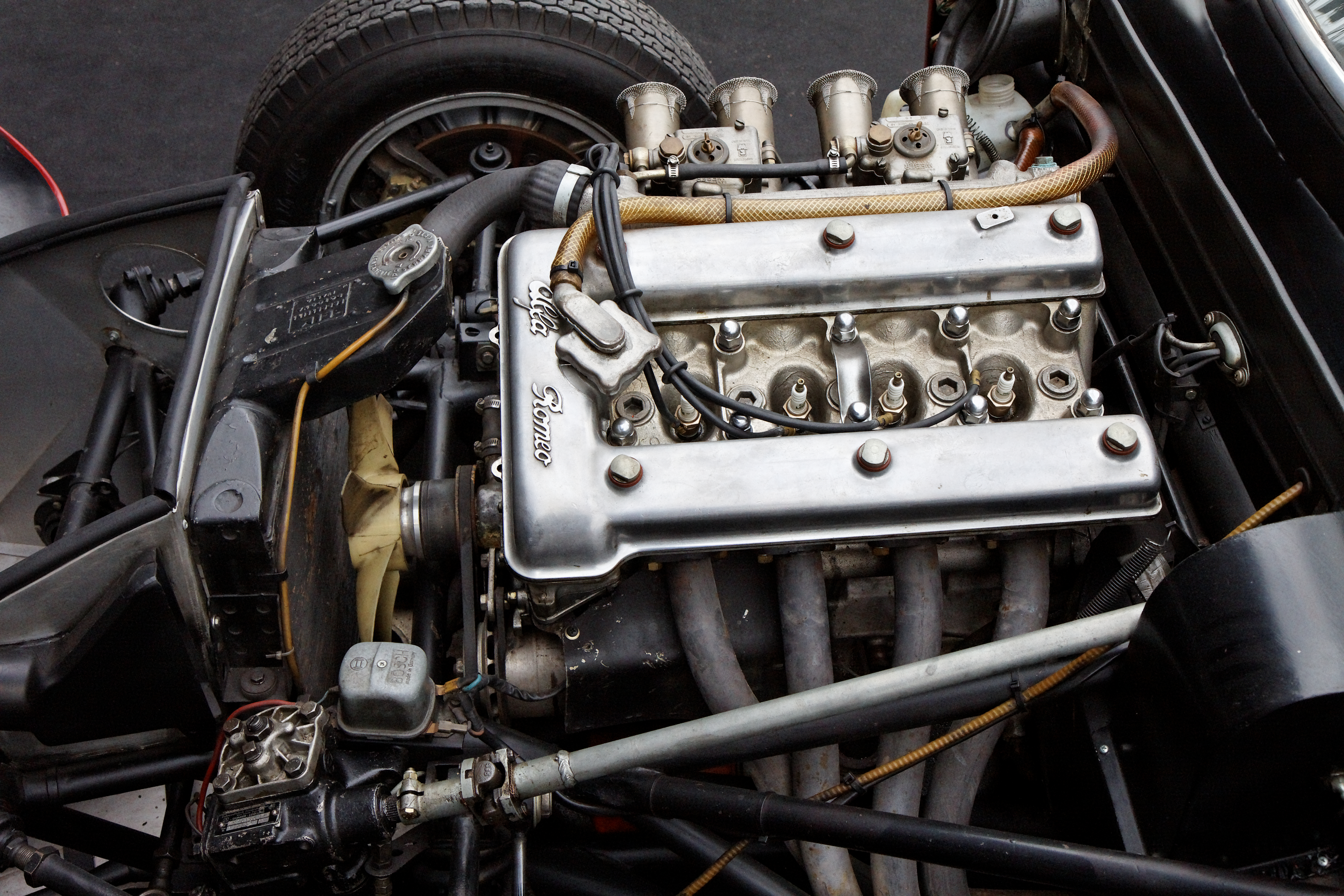
Двигатель Twin Cam.

Двигатель Twin Spark изначально был модификацией 8-клапанного двигателя Twin Cam с двумя свечами зажигания на цилиндр, и впервые был применен на Alfa Romeo 75. 16-клапанная версия двигателя  была значительно переработана. Двигатель получил чугунный блок цилиндров, были версии с изменяемыми фазами газораспределения и с впускным трактом изменяемой геометрии. В отличие от 8-клапанного двигателя, одна из свечей в головке имела меньший диаметр. Двигатель выпускался до 2009 года.
Двигатель Alfa Romeo Flat-4

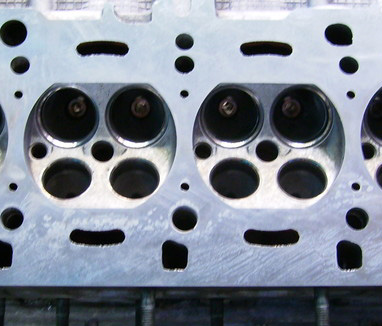
Головка цилиндров двигателя Twin Spark.

Компания создала свой собственный четырёхцилиндровый оппозитный двигатель с водяным охлаждением для своей первой переднеприводной модели Alfa Romeo Alfasud, представленной в 1971 году, в сотрудничестве с Porsche. Потом двигатель применялся на других переднеприводных моделях - Alfa Romeo Arna и Alfa Romeo 33. Alfa Romeo 145 была последней моделью с этим двигателем. Расположение двигателей на всех машинах - продольное.
Двигатель имел один или два карбюратора, позднее получил инжекторную систему впрыска от Bosch.
В 1990 году была представлена  16- клапанная версия этого двигателя с рабочим объёмом 1, 7 л и системой очистки выхлопных газов.
Двигатель выпускался с 1971 по 1997 год, с рабочим объёмом от 1,2 до 1,7 л, после чего был заменён  двигателем Twin Spark.
Двигатель Alfa Romeo V6

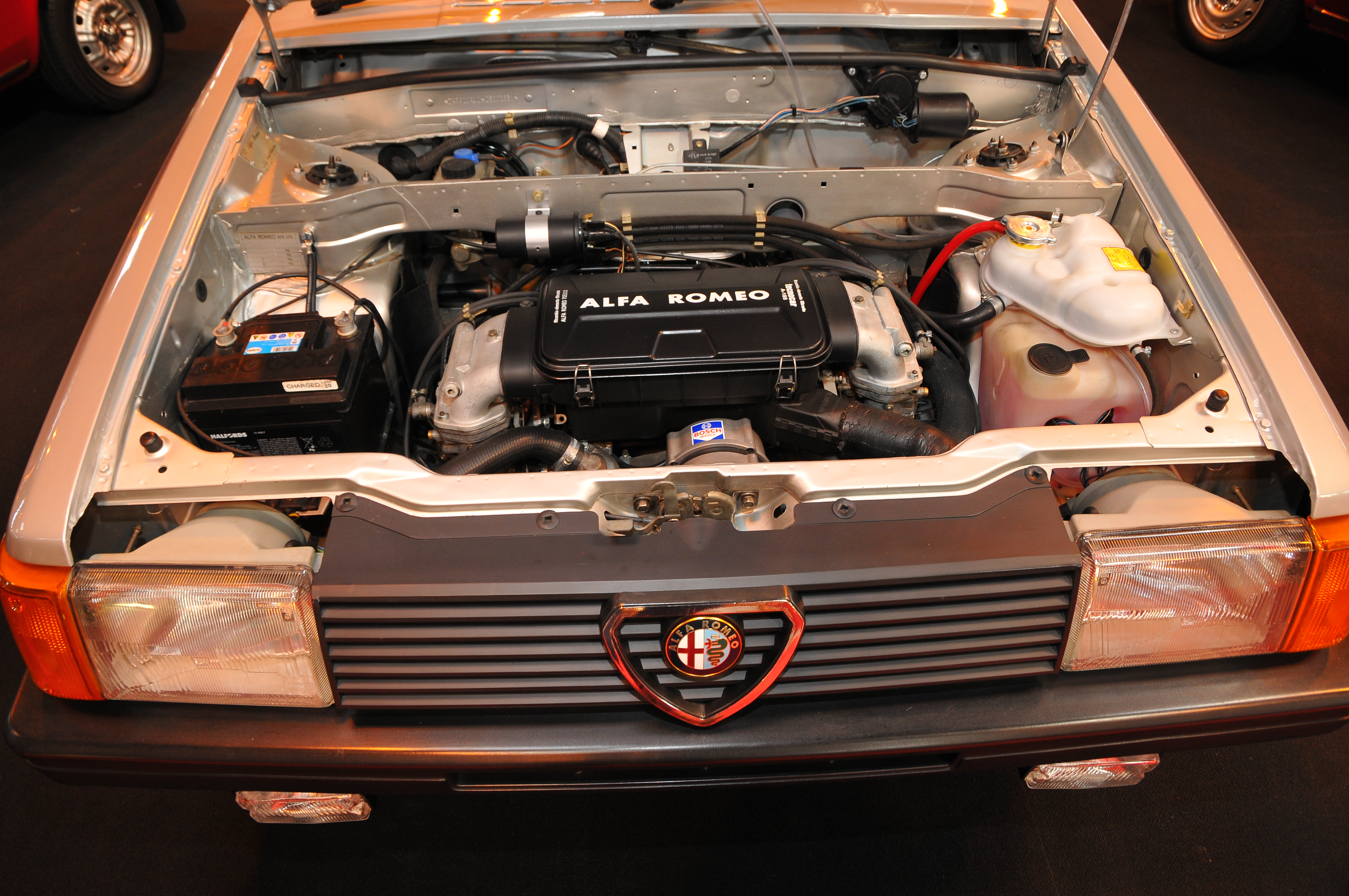
Flat-4 под капотом Alfa Romeo Arna.

Alfa Romeo V6, именуемый просто V6 или V6 Busso, был представлен в 1979 году на автомобиле Alfa 6. В начале он был представлен с объёмом 2.5 литра, но впоследствии было налажено производство двигателей объёмом от 2,0 л. до 3,2 л. Первые двигатели V6 были разработаны в начале 1970-х годов Джузеппе Буссо. Двигатели имели оригинальный 12-и клапанный ГРМ типа SOHC с короткими выпускными клапанами. Данная система была создана раньше, чем на двигателях BMW и Bristol. В 1993 году была создана 24-х клапанная  DOHC версия двигателей  для Alfa Romeo 164. Двигатель имел алюминиевый блок цилиндров и головки блока цилиндров, алюминиевый масляный насос, а также выпускные клапана с натриевым наполнением для лучшего отвода тепла из термонагруженной зоны для того, чтобы не изменялись линейные свойства клапанов. Двигатель устанавливался на заднеприводные и переднеприводные автомобили, соответственно продольно и поперечно.
Двигатель Alfa Romeo V6 мог оснащаться, в зависимости от модификации, турбокомпрессором Mitsubishi TD05H.

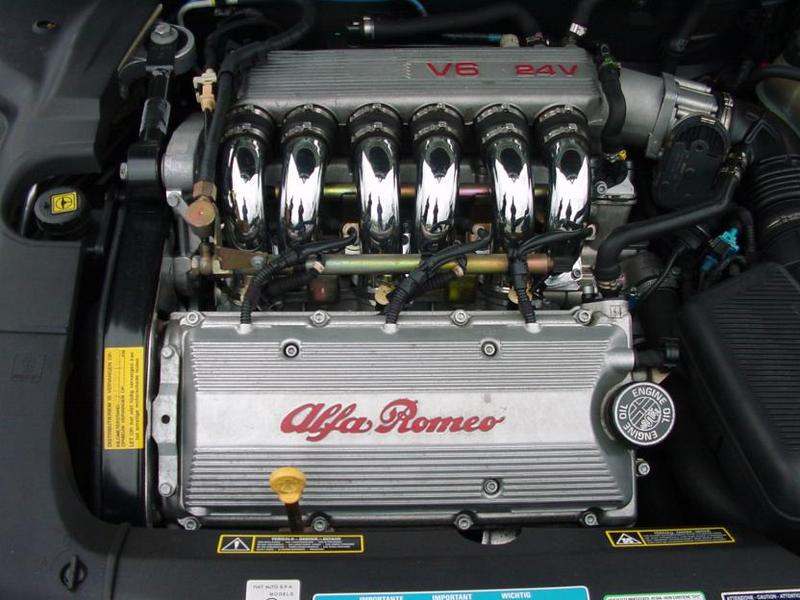
Alfa Romeo V6.

Производство было прекращено в 2006 году из-за ужесточения экологических норм.
Двигатели были заменены четырёхцилиндровыми и V6- двигателями JTS с непосредственным впрыском топлива. Из всех двигателей JTS только версия 2.0 л была развитием двигателя Twin Spark. Все остальные версии используют блоки цилиндров, цилиндропоршневые группы и коленвалы  от General Motors. Таким образом, производство двигателей Alfa Romeo в полном цикле на данный момент прекращено.
| Год                 | Двигатель  | Рабочий объём                                      |
| ------------------- | ---------- | -------------------------------------------------- |
| 1954-1994           | Twin Cam   | 1290, 1567, 1750, 1779, 1962 см³                   |
| 1992-2010           | Twin Spark | 1370, 1598, 1747, 1749, 1773, 1962, 1970, 1995 см³ |
| 1971-1995           | Flat-4     | 1186, 1286, 1350, 1490, 1712 см³                   |
| 1979-2006           | V6         | 1997, 2492, 2959, 3179 см³                         |
| 2006-по наст. время | JTS        | 1.9, 2.0, 2.2, 3.2 л.                              |

### Развитие технологий
Alfa Romeo представила множество технологических инноваций в течение своего производства, кроме того компания всегда была в передовой линии использования новых технологий в автомобилестроении. Торговая марка Alfa Romeo — двигатель с головкой блока цилиндров с двумя распредвалами был впервые использован аж в 1914 году на модели Grand Prix, а первая дорожная версия с таким двигателем появилась на 6C 1500 Sport в 1928 году.
Alfa Romeo первая протестировала самую первую электрическую инжекторную систему подачи топлива от компании Caproni-Fuscaldo на Alfa Romeo 6C 2500 в кузове «Ala spessa» на трассе Mille Miglia в 1940 году. Двигатель имел шесть электронных форсунок, питавшихся посредством полу-высокого давления от системы топливного насоса.
Механический вариатор фаз зажигания был представлен на Alfa Romeo Spider, продававшийся в США, в 1980 году. Электронный вариатор фаз зажигания был представлен на Alfetta.
Giulia 105-й серии быстро стала продвинутым автомобилем, используя следующие технологии: все дисковые тормоза, пластиковый расширительный бачок радиатора, а также автомобиль имел самый низкий коэффициент аэродинамического сопротивления (Cd) в своём классе. Новые тенденции продолжились на автомобилях Alfetta 2000 и GTV, где была использована такая особенность как развеска по осям в соотношении 50:50. Кроме того, в стандартной комплектации шли легкосплавные колёсные диски и Transaxle.
Новые инновации, такие как тотальная система CAD разработки дизайна, были использованы на Alfa Romeo 164, роботизированная с подрулевыми лепестками коробка передач Selespeed на 156. Двигатели с технологией Twin Spark имеют 2 свечи зажигания в одном цилиндре, которые позволяют добиться максимального дожига топлива, тем самым увеличив мощность двигателя. Также 156-я в кузове универсал был первым пассажирским автомобилем с системой Common rail (Аккумуляторная топливная система) в дизельных двигателях. Система Multiair — электрогидравлическая система фаз зажигания, новая технология, которая была представлена на MiTo в 2009 году.

### Кузовной дизайн

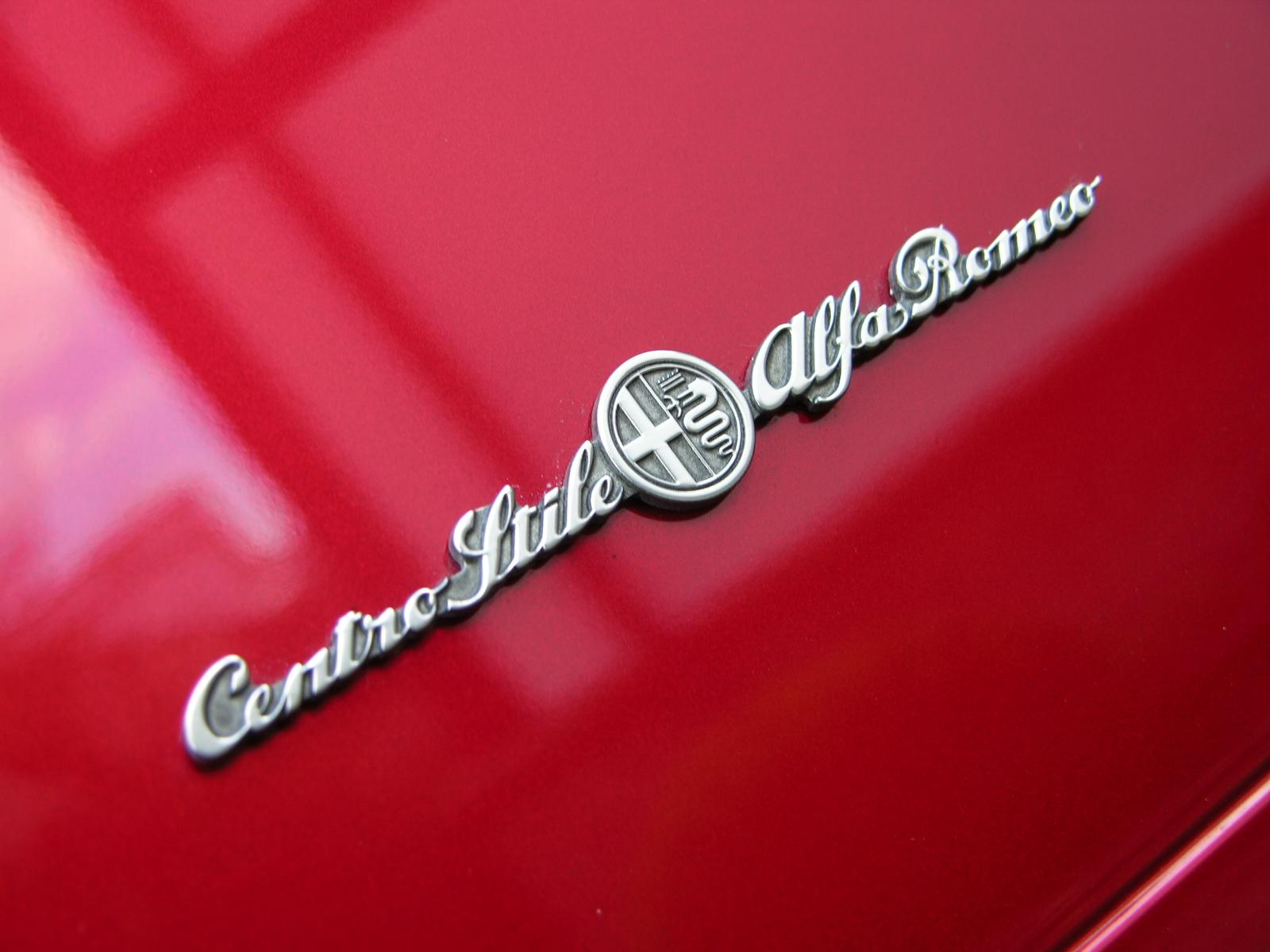
Логотип Центра Стиля Alfa Romeo

Большое количество автомобильных дизайнерских домов в Италии принимали заказы на создание концепт-каров и производство автомобилей для Alfa Romeo. Среди них были:
- Bertone
- Джорджетто Джуджаро / Italdesign
- Pininfarina
- Zagato
- Центр Стиля Alfa Romeo

Последний из списка — Центр Стиля завоевал популярность своими работами. Супер-купе 8C Competizione, хетчбэк MiTo и Giulietta — всё работы этого подразделения.
Многие технологии автомобилестроения, используемые в Alfa Romeo, стали копироваться другими автопроизводителями. Поэтому дизайн кузова у Alfa Romeo всегда оставался законодателем моды. Вот несколько примеров имитации у других автопроизводителей:

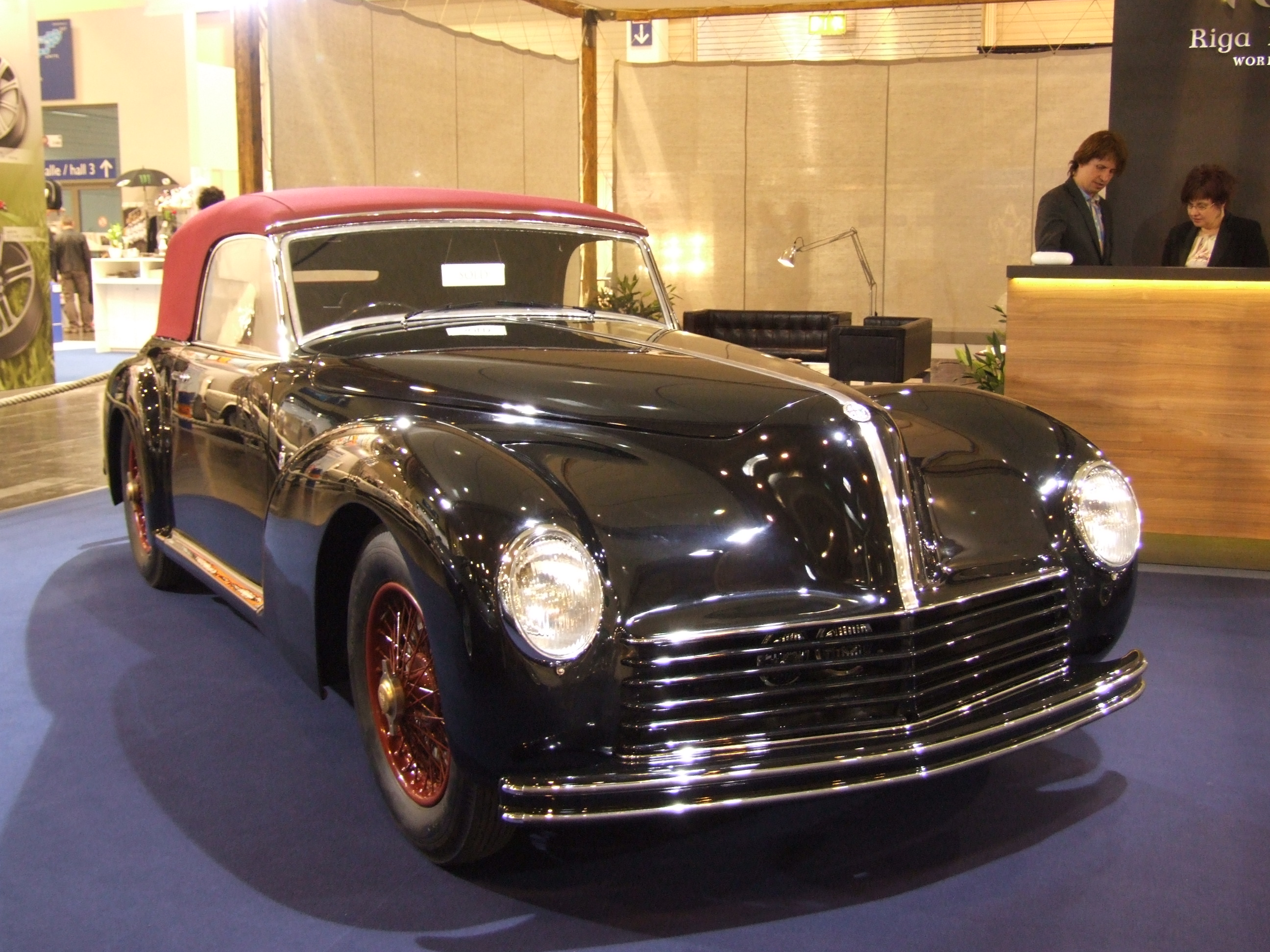
Alfa 6C 2500 S

- 1950-е годы: Кузовной дизайн монокока на Giulia: для того времени это было новшеством, а теперь данная технология очень распространена и используется по наши дни.
- 1960-е годы: Аэродинамика: 116-я серия Guilia с низким коэффициентом аэродинамического сопротивления (Cd). Toyota пыталась произвести свою серию автомобилей с подобным коэффициентом в то время.
- 1970-е годы: Обтекатели бамперов: для удовлетворения американских стандартов crash-тестов, Alfa разработала новую дизайнерскую технологию по включению бамперов в общий дизайн кузова, а не выносить их отдельно. Кульминацией данной технологии в 1980-х годах стала Alfa Romeo 75. Данная технология стала широко применяться, особенно в Германии и Японии.
- 1980-е годы: Alfa Romeo 164: на разработку автомобиля повлияли почти все предыдущие поколения автомобилей Alfa. Автомобиль был полностью спроектирован на компьютере (CAD) и был собран полностью в автоматическом процессе с минимальным участием человека (CAM). Стиль 164-й повлиял на дизайн современных Alfa Romeo и в наши дни. Многие производители перехватили опыт в создании 164-й на проектировку своих моделей, включая полное доверие компьютерному проектированию.
- 1990-е годы: Псевдо-купе 156 и 147: Они являлись 4-х дверными автомобилями, имевшие видимые ручки на передних дверях и спрятанные задние дверные ручки. Позднее, Honda стала использовать данное дизайнерское решение на автомобилях Civic в кузове хетчбэк, а такие же похожие идеи стали появляться на современных четырёхместных купе Mazda RX-8 и в некоторых моделях Acura.
- 2000-е годы: Brera и 159: Их дизайн был разработан Джорджетто Джуджаро, сильно повлиявший на дизайн седанов и купе, показав тем самым, что концепт-кары могут полностью стать дорожными автомобилями при условии, что начальная разработка дизайна автомобиля осуществлялась с использованием автоматизированного проектирования (CAD).

1950-е годы — Модели B.A.T.

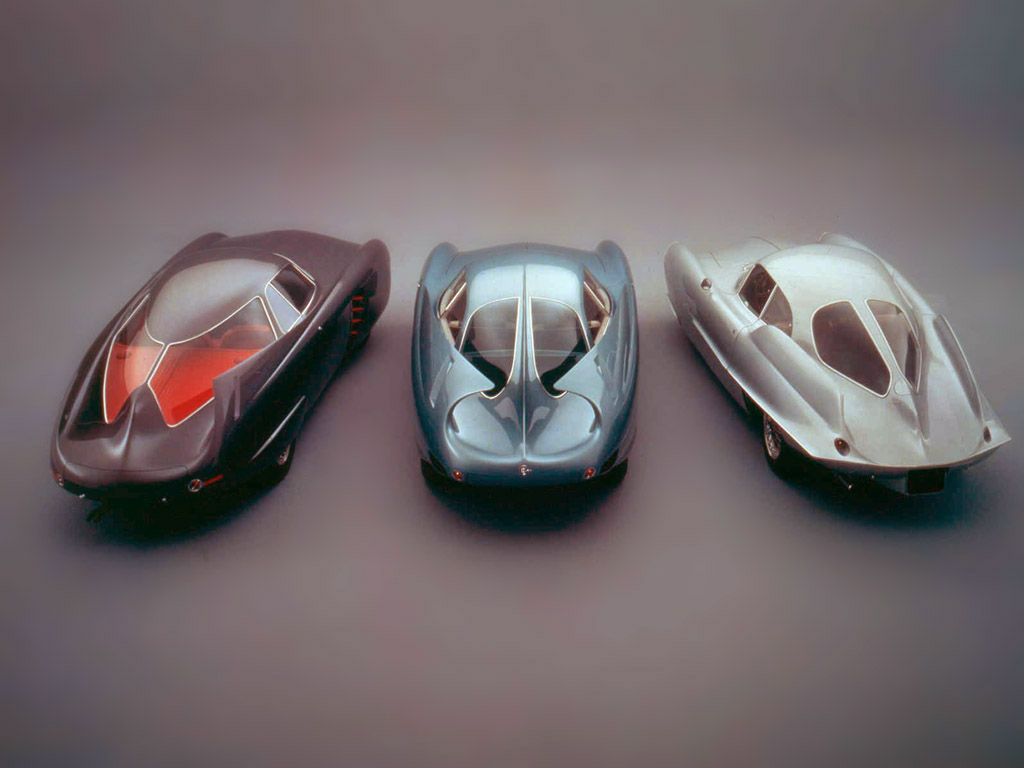
Три различных серии BAT. Из них: BAT 5, BAT 7, BAT 9

Концепт-кары Berlina Aerodinamica Tecnica, разработанные Bertone как попытка совершенствования конструкции автомобиля в аэродинамической трубе с целью увеличения производительности на стандартном шасси. Данная попытка также должна была показать то, что станут ли данные автомобили приемлемыми для общественности. В результате, BAT 5-й, 7-й, 9-й серий стали основой для 1900 Sprint. Последний BAT 11 был выпущен почти 50 лет спустя своих предков и был построен на платформе 8C Competizione.
1960-е и 1970-е годы — Потомки Tipo 33
Гоночная модель Tipo 33 с её высокооборотным 2,0 л. V8 двигателем стал основным для большого количество концепт-каров в 1960-е и 1970-е годы. Две модели в итоге вышли в производство. Большинство из таких концептов появлялись на Женевском автосалоне. Вот список:
- Gandini/Bertone Carabo (1968) — Марчелло Гандини подкинул идею, которая в будущем была взята в Lamborghini Countach.
- Tipo 33.2 (1969) — разработанный Pininfarina. В результате данная модель стала дорожным автомобилем 33 Stradale.
- Gandini/Bertone Montreal концепт-кар (1967) — впервые появился на выставке 1967 года Montreal Expo. Концепт основывался на модели Guilia, который в итоге превратился в дорожный автомобиль Alfa Romeo Montreal с двигателем V8 от Tipo 33.
- Bertone/Giugiaro Navajo (1976) — автомобиль, сделанный полностью из стекловолокна. Стал воплощением стиля «Оригами» от Джуджаро с плоскими панелями.

1980-е годы и наше дни
В основном практически все концепт-кары Alfa Romeo выходят в производство. Правда концепты всё же проходят дополнительную модификацию, чтобы быть готовым к производству и обеспечивать нормы безопасности для водителя и пассажира. Zagato SZ, GTV и Spider (и производная от них Proteo), Brera и 159 являются отличными примерами воплощения особенностей дизайна Alfa Romeo в массовое производство.
Будущее
Концепт-кары Alfa Romeo более акцентируются на мощности в сочетании с историческими традициями. Концепт Nuvola и независимо от неё разработанный концепт Diva демонстрируют общественности особый характер и дух в способах проектировки дизайна у Alfa Romeo. Это подчеркивается и в современных автомобилях от Alfa — 4C.

### Эмблема

Эволюция эмблемы Alfa Romeo

Значок Alfa объединяет в себя элементы эмблем Италии, появившихся ещё в XV веке. Эмблема была разработана в 1910 году итальянским чертёжником Романо Каттанео (Romano Cattaneo), который использовал два основных геральдических элемента, традиционно ассоциировавшихся с Миланом: справа зелёная змея Biscione — эмблема Дома Висконти, правившего в Милане в XIV веке, а слева — красный крест на белом фоне — эмблема города Милана, который Каттанео увидел на двери в замке Сфорца. В 1918 году после того как Никола Ромео завладел компанией, значок был переработан при помощи Джузеппе Мерози. Было добавлено тёмно-синее металлическое кольцо, содержавшее надпись «ALFA — ROMEO» и «MILANO», разделённые между собой двумя узлами Савойской династии в честь Итальянского королевства. После победы P2 в первом Международном Автомобильном Чемпионате 1925 года, Alfa добавила лавровый венок вокруг эмблемы. В 1946 году после отмены монархии, Савойские узлы были заменены на две изогнутые линии. Название «MILANO», дефис и линии были убраны со значка, когда Alfa Romeo открыла свой новый завод в Помильяно-д'Арко близ Неаполя в начале 1970-х годов. Коварный змей так и остался на эмблеме. Данное изображение также встречается в искусстве, начиная с III века нашей эры.

## Современность
| Giulia | Stelvio | Tonale | Junior |
| ------ | ------- | ------ | ------ |
|        |         |        |        |
|        |         |        |        |

Alfa Romeo Giulia
24 июня 2010 года компания отпраздновала свое  столетие.
Alfa Romeo Giulia — седан среднего класса, запущен в производство в апреле 2016 года. Машина заменила собой модель Alfa Romeo 159, но цена автомобиля стала гораздо выше. В 2015 году была представлена версия с двигателем от Феррари, мощностью 510 л. с.
Alfa Romeo Giulietta (2010)
В 2010 году была выпущена новая модель компактного класса Alfa Romeo Giulietta, которая заменила собой модель Alfa Romeo 147. Автомобиль занял второе место на конкурсе Европейский автомобиль года в 2011 году. За пределами Евросоюза автомобиль практически не продавался.
Производство  закончилось в 2020 году.

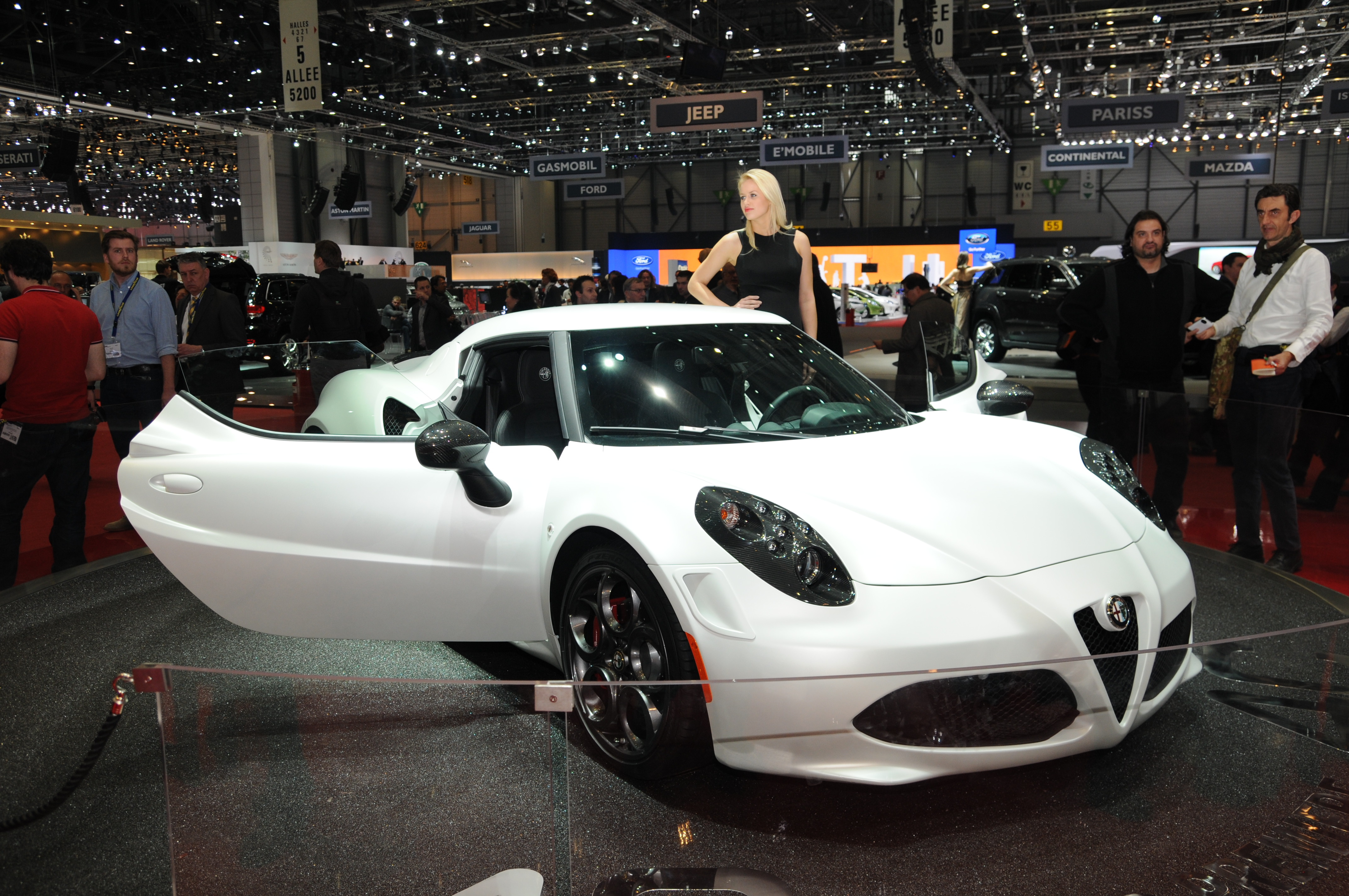
Alfa Romeo 4C
Alfa Romeo 4C — маленький, легковесный заднеприводный двухместный спортивный автомобиль класса купе близкий по размерам с Alfa Romeo MiTo. Автомобиль как концепт-кар был представлен на 81-м Женевском автосалоне в 2011 году. Производство автомобиля было запущено на Европейском рынке со старта 83-го Женевского автосалона в 2013 году, а запуск на американском рынке начался в конце ноября 2013 года после автосалона в Лос-Анджелесе. Автомобиль выпускался малыми партиями до 2020 года.
Alfa Romeo Stelvio
Alfa Romeo Stelvio — компактный люксовый кроссовер на платформе Alfa Romeo Giulia. Производство было начато в 2016 году. Это первая полноприводная модель компании, начиная с 1951 года, когда был выпущен внедорожник Alfa Romeo Matta.
Alfa Romeo Tonale
Alfa Romeo Tonale — компактный кроссовер. Производство было начато в 2022 году. Это первая гибридная модель марки. Для рынка Северной Америки выпускается соплатформенный кроссовер Dodge Hornet. 
Alfa Romeo Junior
Alfa Romeo Junior — субкомпактный кроссовер класса B. Производство было начато в 2024 году. 

### Последние тенденции развития
В 2003 году завод в Арезе был закрыт.
Сейчас завод в Арезе переоборудован в торговый центр. Единственное, что осталось, это несколько офисных зданий и Музей Alfa Romeo.
Начиная с начала 2010-х годов Alfa Romeo страдает от падения спроса на свои автомобили. Некоторые эксперты полагают, что автопроизводитель попал в данную яму с середины 2000-х годов, ежегодно теряя от 15 до 20 % от дохода и около 300—500 миллионов евро в год. В 2010 году было продано всего 112 000 автомобилей, это значительно меньше, чем планировал CEO Маркионне в своих глобальных установках на 300 000 авто в год. Alfa достигла отметки в 170 000 автомобилей в 2011 году, включая 100 000 Giulietta и 60 000 MiTo, но уже в 2012 году продала только 130 000 машин. В 2014 году перед компанией была поставлена цель  продать 500 000 автомобилей, включая 85 000 на Североамериканском рынке. Но продано было всего около 59 тысяч.
В 2017 году компании удалось увеличить продажи автомобилей до 150 000. Но в последующие годы продажи вновь упали.
В 2021 году компания, вместе с Fiat Chrysler, и группой Peugeot-Citroen, была выкуплена транснациональной компанией Stellantis.
| Текущее производство по моделям | Текущее производство по моделям | Текущее производство по моделям | Текущее производство по моделям |
| ------------------------------- | ------------------------------- | ------------------------------- | ------------------------------- |
| Завод                           | Владелец                        | Местонахождение                 | Модель                          |
| Кассино                         | FCA Italy S.p.A.                | Пьедимонте-Сан-Джермано         | Giulia, Stelvio                 |

| Год  | Количество |
| ---- | ---------- |
| 1998 | 197,680    |
| 1999 | 208,336    |
| 2000 | 206,836    |
| 2001 | 213,638    |
| 2002 | 187,437    |
| 2003 | 182,469    |
| 2004 | 162,179    |
| 2005 | 130,815    |
| 2006 | 157,794    |
| 2007 | 151,898    |
| 2008 | 103,097    |
| 2009 | 103,687    |
| 2010 | 119,451    |
| 2011 | 130,535    |
| 2012 | 101,000    |
| 2013 | 74,000     |
| 2014 | 58,948     |
| 2015 | 56,688     |
| 2016 | 93, 117    |
| 2017 | 150,722    |
| 2018 | 107,238    |
| 2019 | 72,657     |
| 2020 | 54,304     |
| 2021 | 44,115     |

## Автоспорт

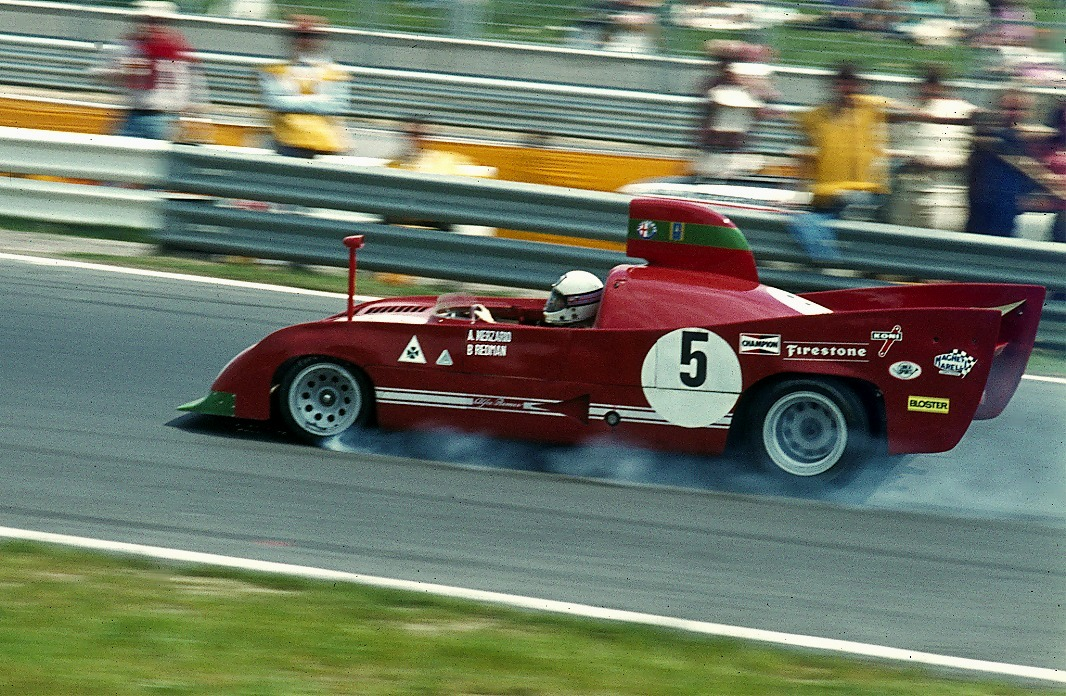
Брайн Редман за рулём Alfa Romeo 33 TT 12

Компания Alfa Romeo стала участвовать в автомобильных гонках начиная с 1911 года, когда две модели 24 HP приняли участие в гонке Targa Florio. В 1920-х и 30-х годах Alfa Romeo завоевала огромное количество побед на самых известных и престижных автомобильных гонках, таких как Targa Florio, Милле Милья и Ле-Ман. Грандиозный успех также продолжился в Формуле 1, туринговых и супертуринговых турнирах, а также в гонках прототипов. Кроме того, частные команды принимали участие в раллийных гонках. Alfa Romeo соревновалась в автомобильных гонках и как автомобильный конструктор, и как поставщик двигателей, посредством своих заводских команд Alfa Corse, Autodelta и других частных команд. Одной из успешных гоночных команд Alfa Romeo являлась команда Энцо Феррари — Scuderia Ferrari в период с 1933 по 1938 годы. Самым легендарным гонщиком Alfa Romeo считается Тацио Нуволари, одержавший одну из самых легендарных побед за всю историю автогонок в Нюрбургринге на Гран-при Германии 1935 года.

## Quadrifoglio
Эмблема Quadrifoglio (также известная как 'Cloverleaf'; рус. Четырёхлиственный клевер) — символ гоночных автомобилей Alfa Romeo с 1923 года. После окончания Второй Мировой Войны, символ также использовался для обозначения топовых модификаций автомобилей марки (для сравнения в BMW M Performance или у Volkswagen модели серии GTI). Quadrifoglio обычно располагался на боковой панели автомобиля чуть ближе или чуть дальше передних колёс. Символ содержит зелёный или золотой клевер с четырьмя лепестками, обрамлённый в белый треугольник.

### История символа

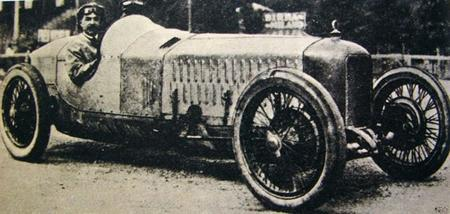
Уго Сивоччи за рулём Alfa Romeo P1 в 1923 году

Четырёхлистный клевер стал использоваться в Alfa Romeo сразу после гибели Уго Сивоччи в 1923 году. Как и его друг Энцо Феррари, Сивоччи был приглашён в Alfa Romeo в 1920 году для гоночных соревнований на моделях Alfa для работы в команде из трёх человек Alfa Corse, в составе который были Антонио Аскари, он и Энцо. Уго Сивоччи был очень талантливым гонщиком с огромным опытом, но частым победам мешала плохая удача, приводившая его постоянно ко второму месту. Чтобы прекратить свою чёрную полосу в автогонках, он перед стартом Targa Florio нарисовал зелёный четырёхлистный клевер на белом фоне (Quadrifoglio) на решётке радиатора своего автомобиля. В результате Сивоччи победил в этой гонке придя первым. Впоследствии Четырёхлистный клевер стал символом гоночных автомобилей Alfa Romeo с победы на Targa Florio. На самом деле, это всего лишь магический эффект символа и несмотря на это, Сивоччи погиб во время тестирования новой P1 инженера Мерози на трассе в Монце всего спустя несколько месяцев после победы на Targa Florio. Кроме того, другой пилот на P1 в Салерно вылетел с трассы на крутом повороте, не имея символа Quadrifoglio.
Чуть позднее, начиная с 1923 года, все кузова гоночных автомобилей Alfa Romeo стали разукрашиваться четырёхлистным клевером на удачу. Белый квадрат был заменён на треугольник в память об Уго Сивоччи.

## Особенности производства и маркирования
До 1980-х годов автомобили Alfa Romeo, за исключением Alfasud были заднеприводными. Согласно текущему главному исполнительному директору Фиата Серджио Маркионне в целях экономии от масштаба, все модели Alfa Romeo будут сделаны на схожей платформе, то есть будут иметь одну раму. Равно как Maserati получит компоненты с некоторых моделей Alfa, так и наоборот.

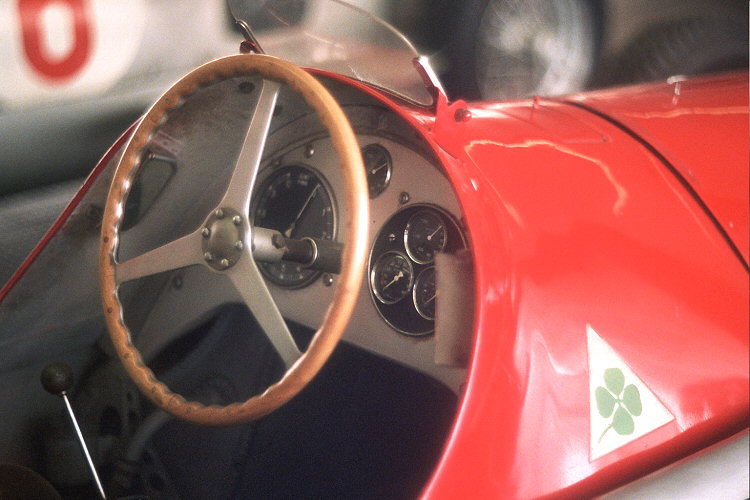
Эмблема клевера на Alfetta 159

Четырёхлиственный клевер или Quadrifoglio — эмблема, которая обозначает высокотехнологичные в плане комфорта и двигателей модификации автомобилей Alfa Romeo, но первоначальная задумка этой эмблемы — это маркирование для отображения гоночных автомобилей Alfa Romeo в период до Второй Мировой Войны. Некоторые современные Alfa Romeo имеет эмблему клевера, обычно имеющий форму четырёхлиственника на белом фоне, к примеру Quadrifoglio Verde. Но варианты синего цветка на белом фоне также наблюдались в последнее время на новых автомобилях.
Модели Alfetta в начале 1980-х годов продавались в особых модификациях под именем «Silver Leaf» и «Gold Leaf» (итал. Quadrifoglio Oro). Эти модели обозначали топовую модификацию. Обозначение классическим клевером от Alfa в золотом или серебряном цвете символизировала уровень «топовости» модификации. К примеру, модели с значком Золотого клевера (англ. Golden Leaf) также маркировались как «159i» на некоторых рынках, в дань уважения к оригинальной 159-й.
Уровень отделки салона и доступные опции обозначаются сегодня следующими названиями или модельными линиями, включающие таблички lusso («люкс»), turismo («туринг») и GTA («легковесный туринг»). Модификация GTA была доступна для 147 и 156, включающая в себя двигатель V6. В прошлом одна из модельных линий у Alfa Romeo была модификация Sprint, к примеру на Giulia.
Что касается автопроизводства, в течение 1990-х годов Alfa Romeo переместила своё производство в другие районы Италии из родного Милана. Завод в Помильяно-д’Арко выпускал 155, потом 145 и 146, в то время как Завод в Арезе выпускал 164 и новый Spider и GTV. Производство 156 было запущенно в 1997 году и модель стала самой успешной для Alfa Romeo. В 1998 году модель признали «Автомобилем года». В том же году был представлен новый флагман — 166, выпускавшейся на заводе в Ривалте близ Турина. В начале 2000-х годов была выпущена 147, которая также была награждена престижным званием «Автомобиль 2001 года».
В 60-х годах основной бизнес компании был перенесён за пределы Милана на огромную близлежащую территорию, находящуюся на землях трёх муниципалитетов: Арезе, Гарбаньяте-Миланезе и Лайнате. Однако основным названием для Alfa Romeo всё же стал Арезе, так как вход на территорию завода был именно оттуда.

## Исторические модели

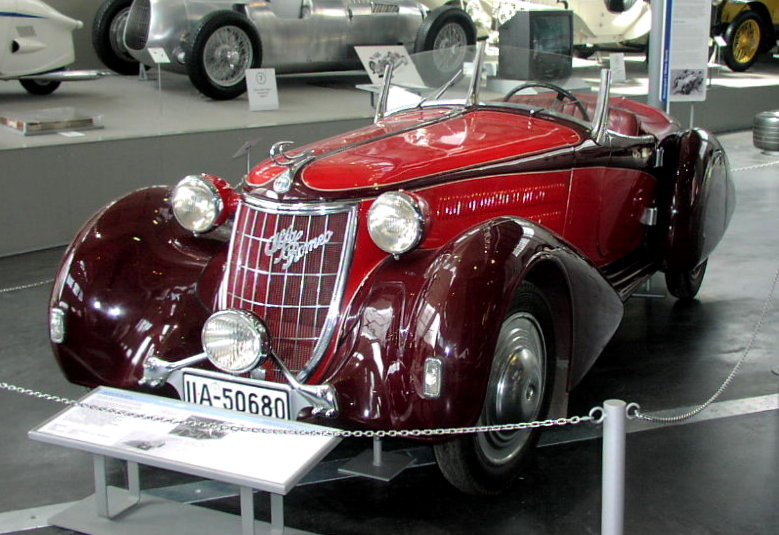
6C Gran Sport (1931)

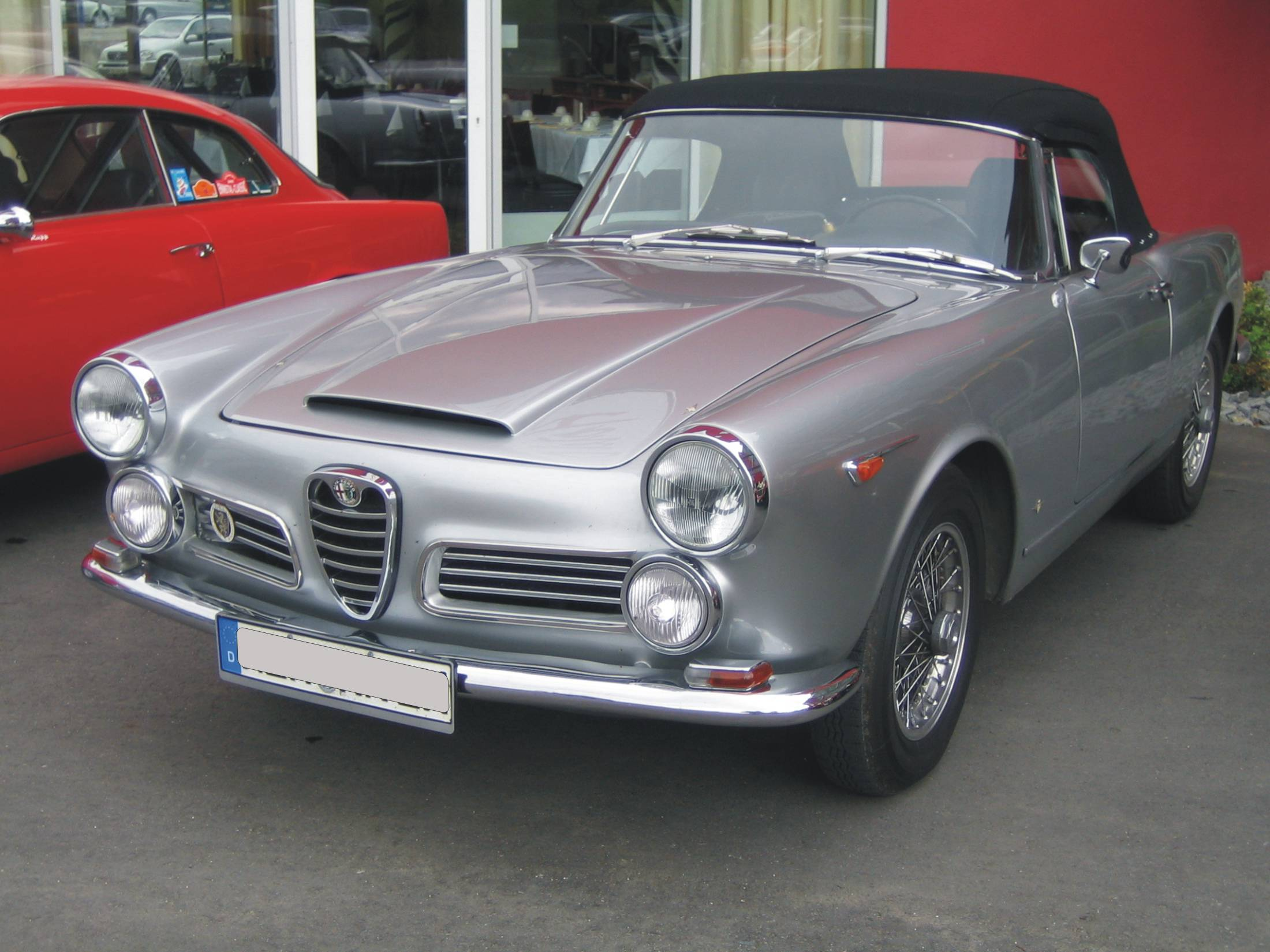
2600 Touring Spider (1961)

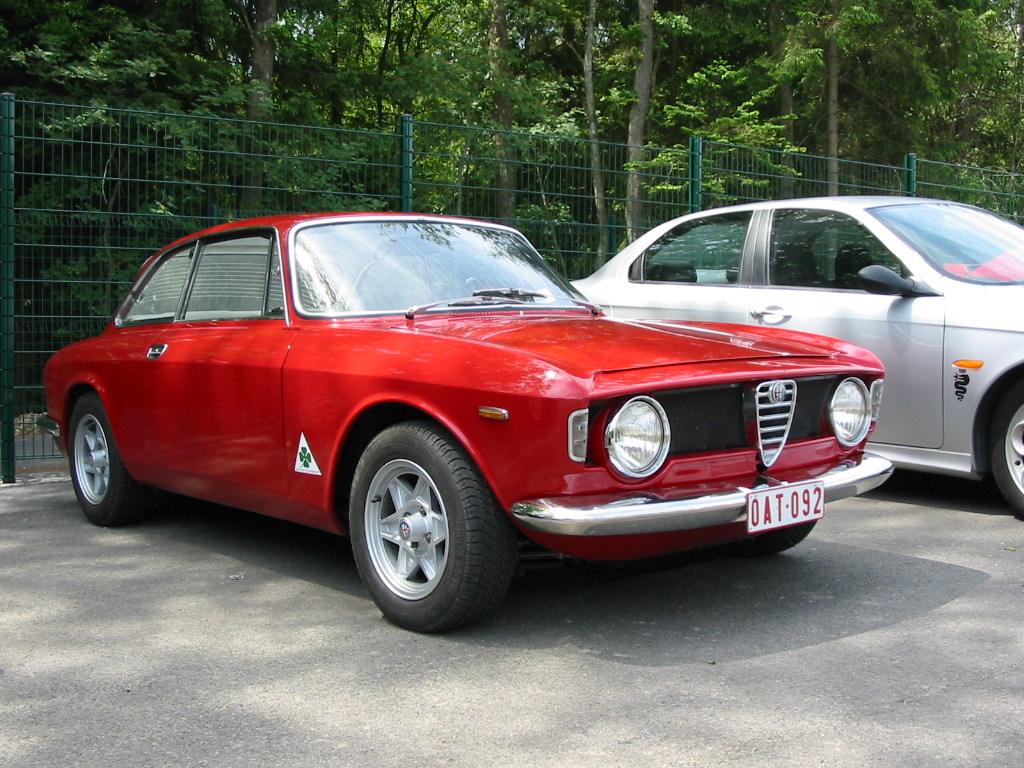
GT Junior (1965)

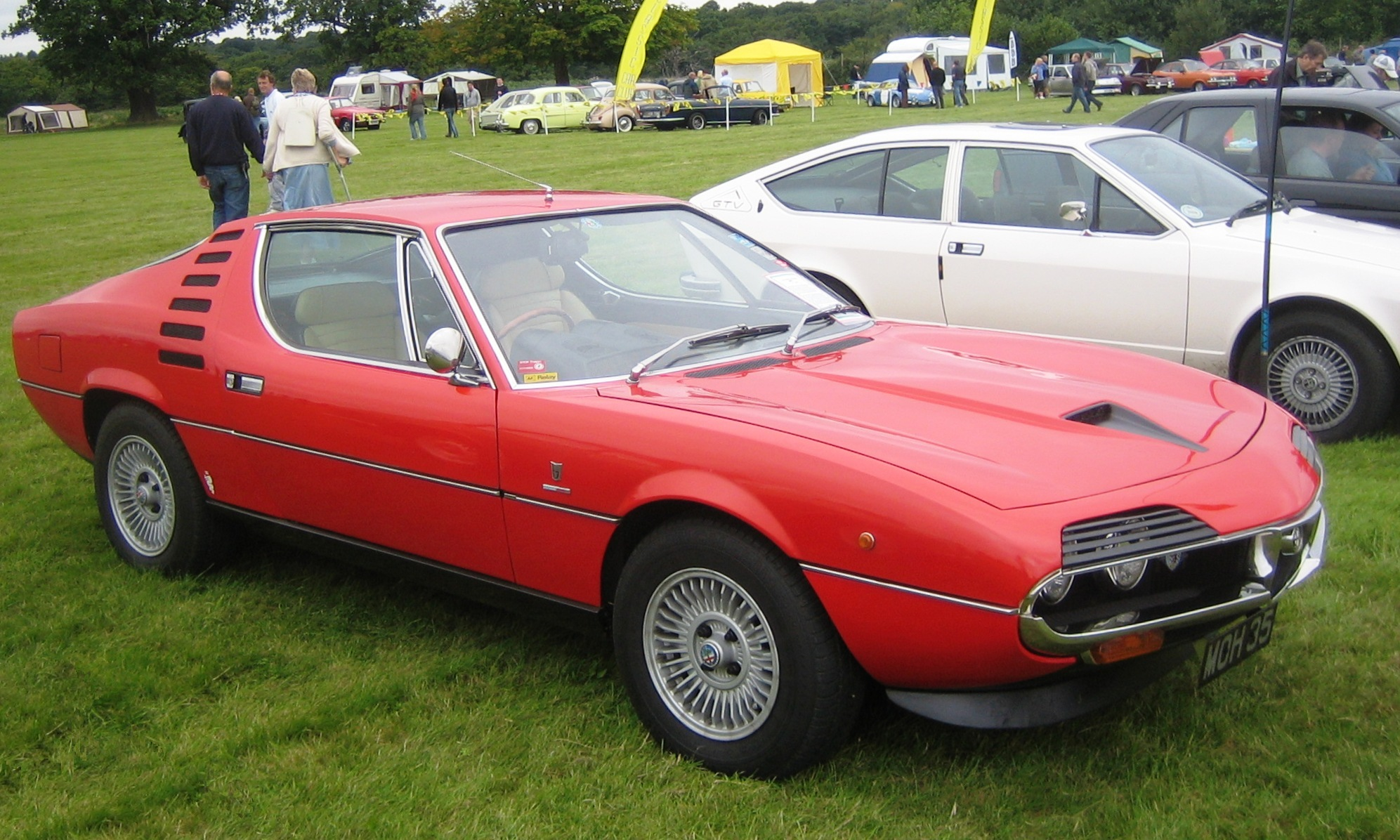
Montreal (1970)

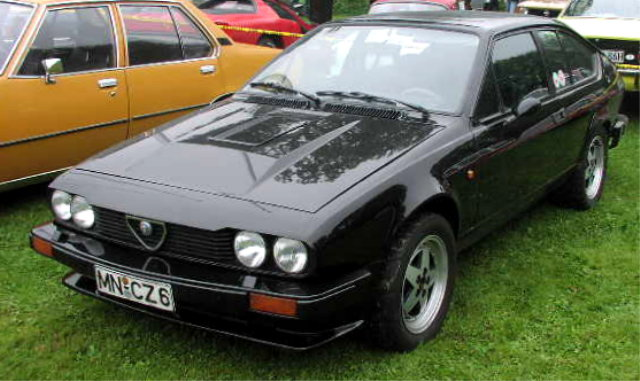
GTV6 (1980)

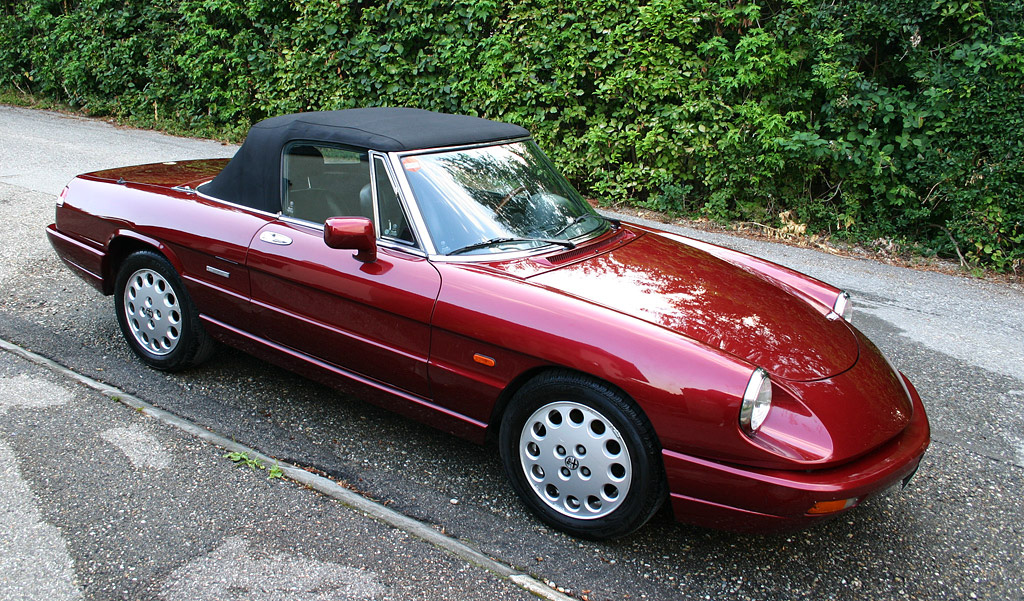
Spider (1992)

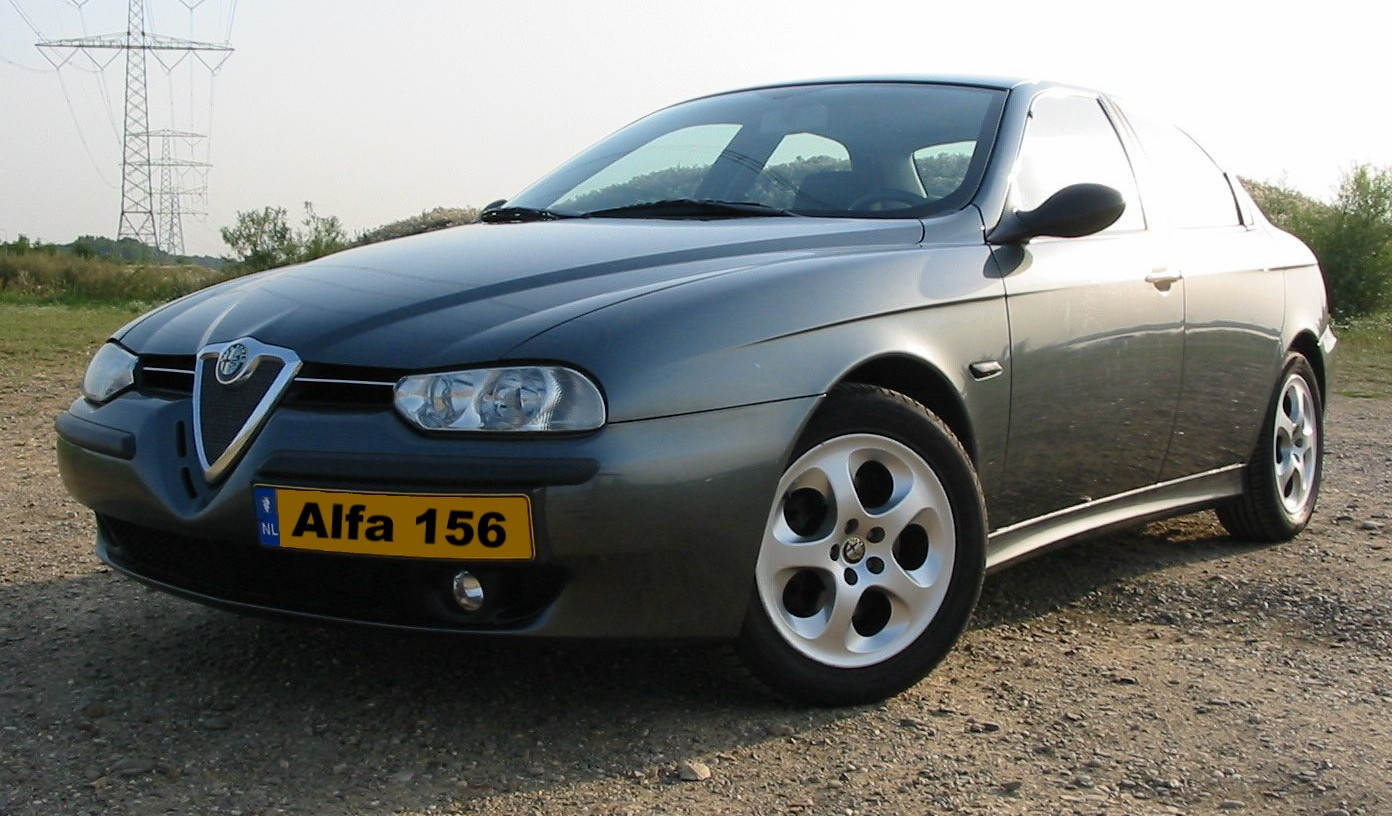
156 (1997)

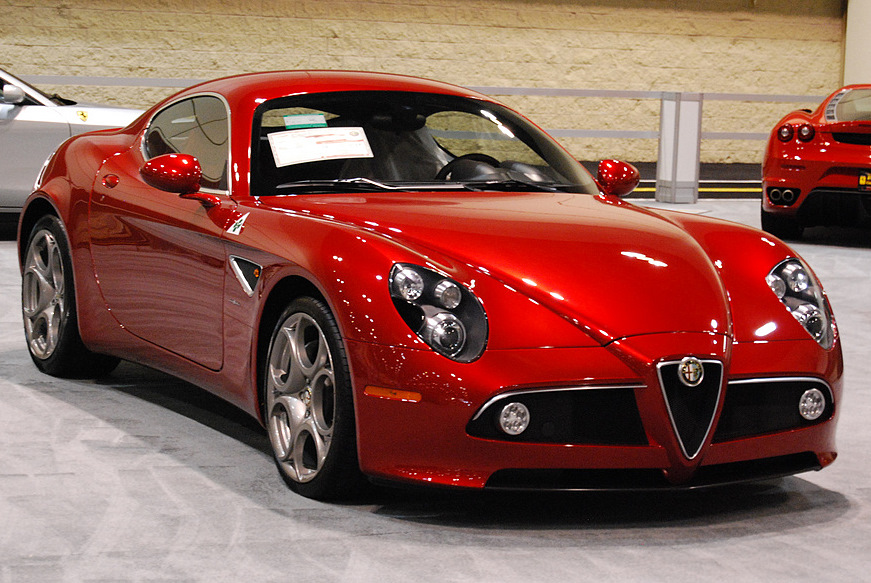
8C Competizione (2008)

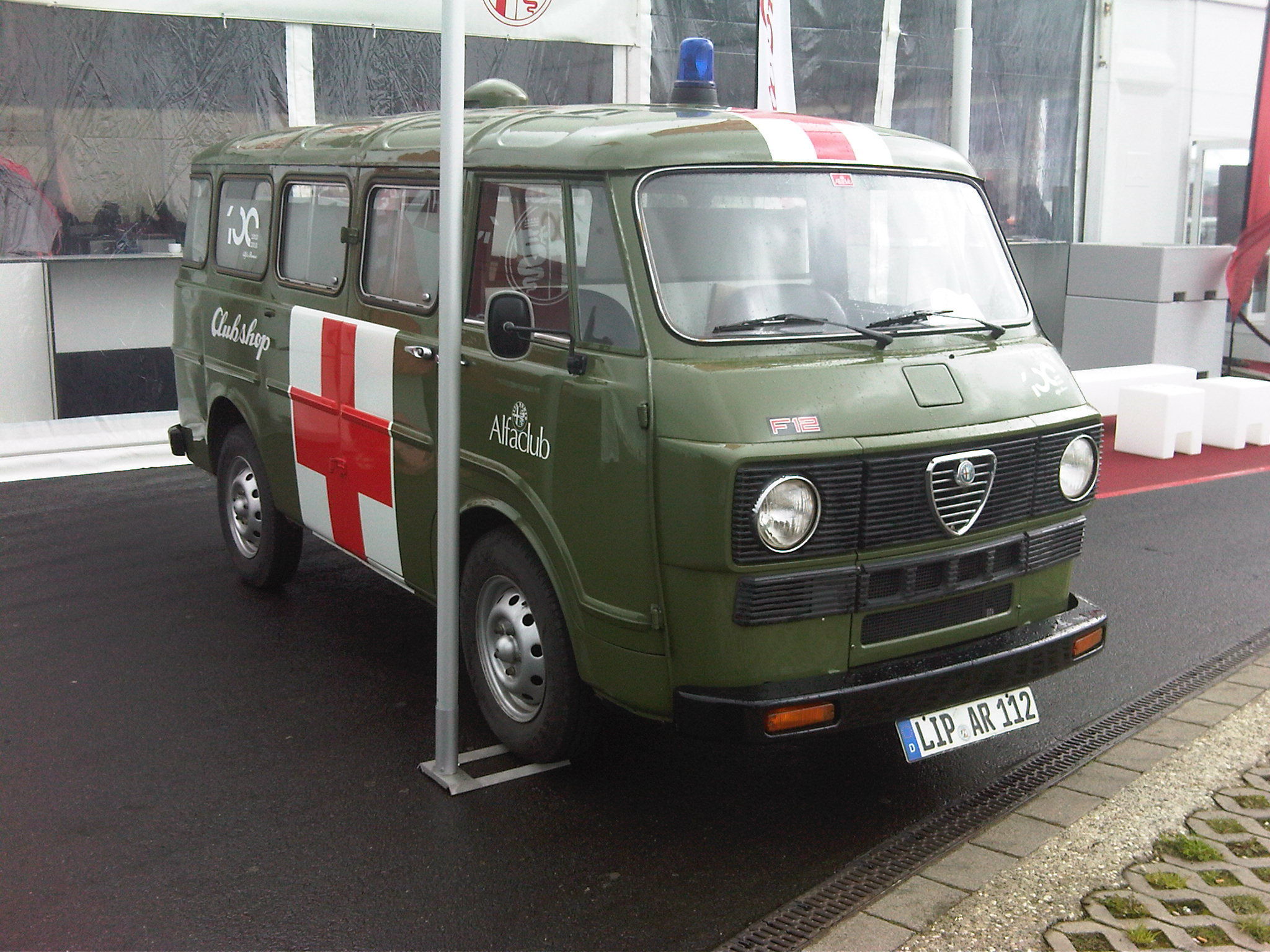
Alfa Romeo Autotutto F12 Скорая Помощь

См. также раздел «История».
|      | Дорожные модели | Гоночные модели |
| ---- | --- | --- |
| 1910 | 1910—1920 24 HP 1910—1911 12 HP 1911—1920 15 HP 1913—1922 40-60 HP | 1911 15 HP Corsa 1913 40-60 HP Corsa 1914 Grand Prix |
| 1920 | 1921—1922 20-30 HP 1920—1921 G1 1921—1921 G2 1922—1927 RL 1923—1925 RM 1927—1929 6C 1500 1929—1933 6C 1750 | 1922 RL Super Sport 1923 RL Targa Florio 1923 P1 1924 P2 1928 6C 1500 MMS 1929 6C 1750 Super Sport |
| 1930 | 1931—1934 8C 2300 1933—1933 6C 1900 1934—1937 6C 2300 1935—1939 8C 2900 1939—1950 6C 2500 | 1931 Tipo A 1931 8C 2300 Monza 1932 Tipo B (P3) 1935 Bimotore 1935 8C 35 1935 8C 2900A 1936 12C 36 1937 12C 37 1937 6C 2300B Mille Miglia 1937 8C 2900B Mille Miglia 1938 308 1938 312 1938 316 1938 158 1939 6C 2500 Super Sport Corsa |
| 1940 | | 1948 6C 2500 Competizione |
| 1950 | 1950—1958 1900 1951—1953 Matta 1954—1962 Giulietta 1958—1962 2000 1959—1964 Dauphine | 1951 159 1952 6C 3000 CM |
| 1960 | 1962—1968 2600 1962—1976 Giulia Saloon 1963—1967 Giulia TZ 1963—1977 Giulia Sprint 1963—1966 Giulia Sprint Speciale 1965—1967 Gran Sport Quattroruote 1965—1971 GTA 1966—1993 Spider 1967—1969 33 Stradale 1967—1977 1750/2000 Berlina | 1960 Giulietta SZ 1963 Giulia TZ 1965 GTA 1965 Tipo 33 1968 33/2 1969 33/3 |
| 1970 | 1970—1977 Montreal 1971—1983 Alfasud 1972—1984 Alfetta Седан 1974—1987 Alfetta GT/GTV 1976—1989 Alfasud Sprint 1977—1985 Nuova Giulietta 1979—1986 Alfa 6                                                                              | 1972 33/4 1973 33TT12 1976 33SC12 1979 177 1979 179 |
| 1980 | 1983—1994 33 1984—1987 Arna 1984—1987 90 1985—1992 75 1987—1998 164 1989—1993 SZ/RZ | 1982 182 1983 183 1984 184 1985 185 |
| 1990 | 1992—1997 155 1994—2000 145 1994—2000 146 1993—2004 GTV/Spider 1997—2005 156 1998—2007 166 | 1992 155 GTA 1993 155 V6 TI 1993 GTV Cup 1998 156 D2 |
| 2000 | 2000—2010 147 2007—2009 8C Competizione 2008—2010 8C Spider 2003—2010 GT 2005—2010 Brera 2005—2011 159 2006—2010 Spider 2008—2018 MiTo                                                                                                 | 2002 156 GTA Super 2000 2003 156 Super 2000 2003 147 GTA Cup |
| 2010 | 2010-2020 Giulietta 2013—2019 4C Coupé 2015—2020 4C Spider | 2015 TCR / WTCR / BTCC Giulietta QV |

### Грузовые автомобили и легкий коммерческий транспорт

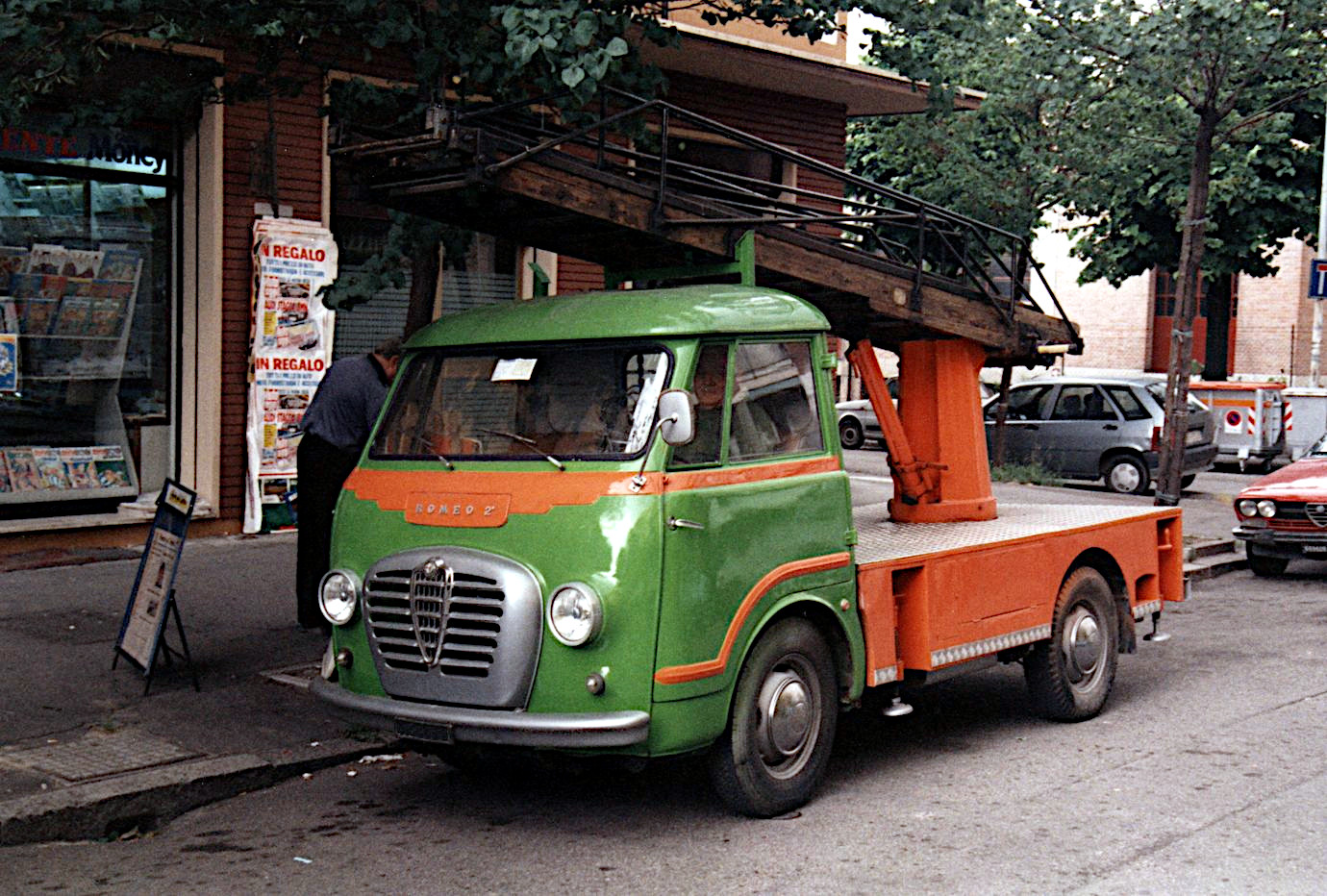
Romeo 2

Первые грузовики Alfa Romeo представила в 1930 году. Это были легкие грузовики и тяжелые коммерческие грузовые модели, построенные на базе Büssing (MAN). Производство 35-ти тонных грузовиков было продолжено во время второй мировой войны для итальянской армии, позднее выпускались также машины для Вермахта. После войны выпуск грузовиков продолжился. В 1960-х в сотрудничестве с Fiat и Saviem было разработано несколько моделей лёгких грузовиков. Производство тяжёлых грузовых автомобилей было прекращено в 1967 году. Хотя в Бразилии производство тяжёлых грузовых автомобилей продолжалось ещё несколько лет на дочерней компании Alfa Romeo — Fábrica Nacional de Motores под именем FNM. Последними фургонами компании были AR6 и AR8, которые были аналогами от Iveco Daily и Fiat Ducato соответственно. Кроме того, Alfa Romeo специализировалось на выпуске троллейбусов для Италии, Латинской Америки, Швеции, Греции, Германии, Турции и Южной Африки. Впоследствии Alfa Romeo сконцентрировалась на производстве только легковых автомобилей.
Лёгкие грузовые автомобили (LCV)
- Alfa Romeo Romeo (1954—1958)
- Alfa Romeo Romeo 2 (до 1966)
- Alfa Romeo Romeo 3 (1966)
- A11/F11
- A12/F12 (до 1983)

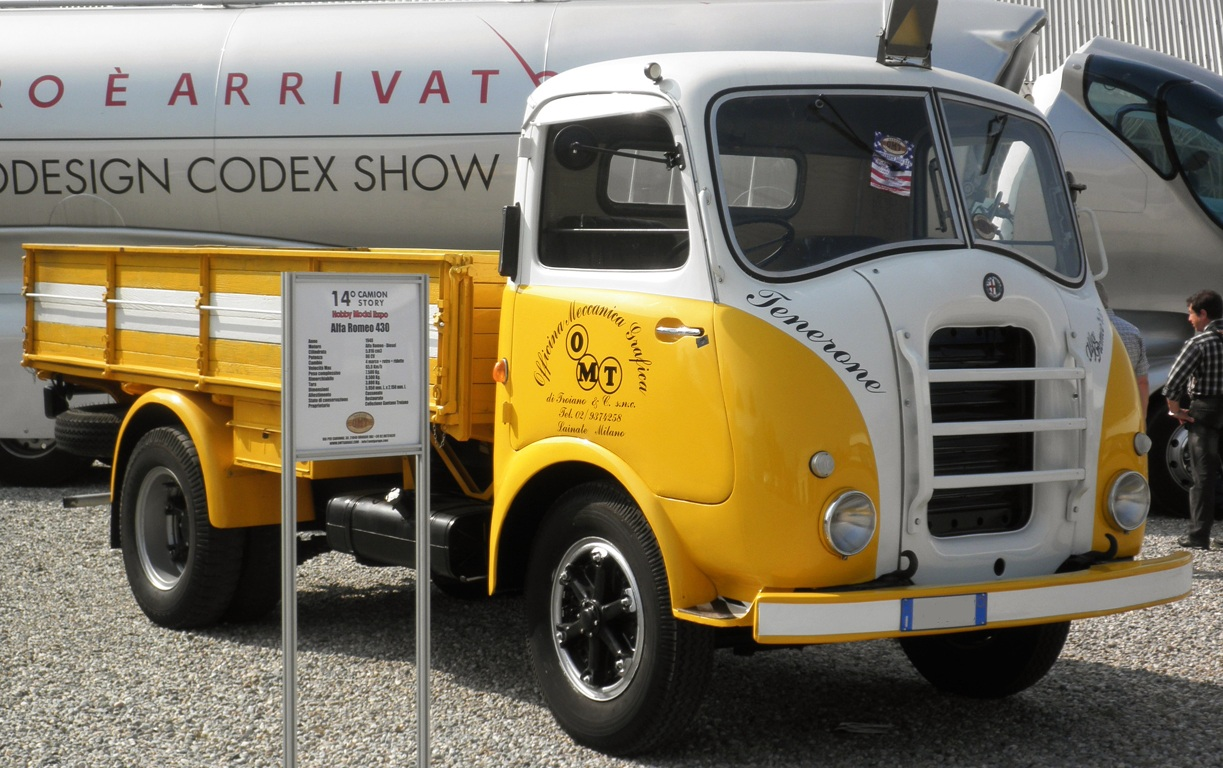
Alfa Romeo 430

- AR8 (на базе первого поколения Iveco Daily)
- AR6 (на базе первого поколения Fiat Ducato)
- Alfa Romeo F20 (по лицензии Saviem)

Грузовые автомобили
- Alfa Romeo 50/Alfa Romeo 80 «Biscione» (Büssing-NAG 50)/ 80 (1931—1934)[53]
- Alfa Romeo 85/110 (1934)
- Alfa Romeo 350 (1935)
- Alfa Romeo 430 (1942—1950)[54]
- Alfa Romeo 500 (1937)
- Alfa Romeo 800 (1940—1943)[54]
- Alfa Romeo 900
- Alfa Romeo 950
- Alfa Romeo Mille (Alfa Romeo 1000) (1958—1964)
- Alfa Romeo A15 (по лицензии Saviem)
- Alfa Romeo A19 (по лицензии Saviem)
- Alfa Romeo A38 (по лицензии Saviem)

Автобусы
- Alfa Romeo 40A.
- Alfa Romeo 80A
- Alfa Romeo 85A.
- Alfa Romeo 110A.
- Alfa Romeo 140A.
- Alfa Romeo 150A.
- Alfa Romeo 430A.
- Alfa Romeo 500A
- Alfa Romeo 800A.
- Alfa Romeo 900A.
- Alfa Romeo 902A.
- Alfa Romeo 950A.

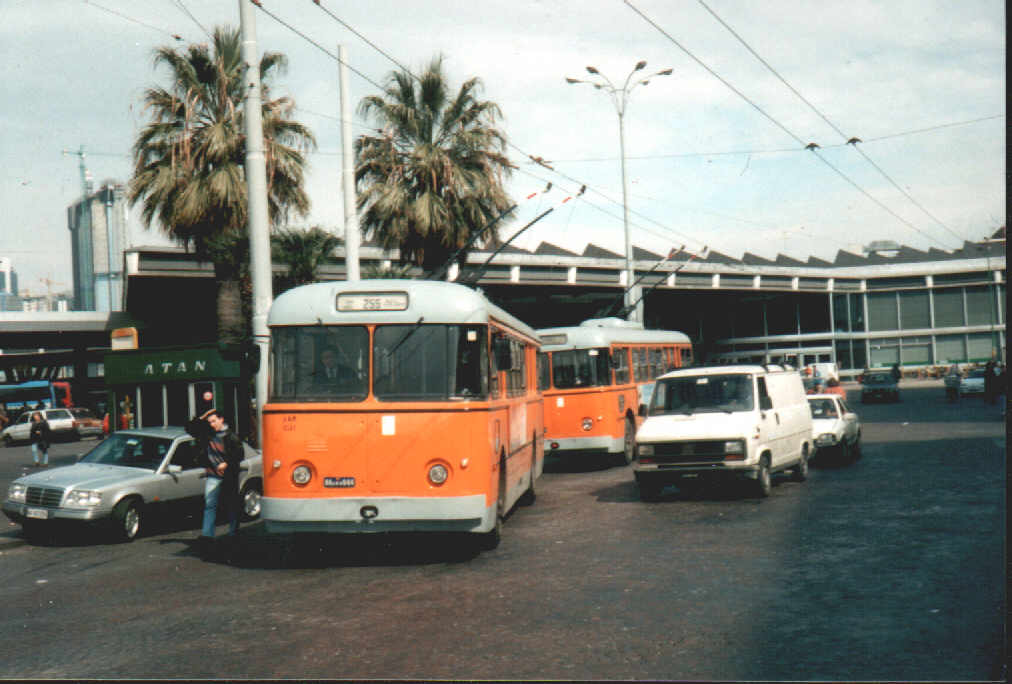
Троллейбус Alfa Romeo 1000 в Неаполе

- Alfa Romeo Mille (автобус) (Alfa Romeo 1000)

Троллейбусы
- Alfa Romeo 110AF (1938)
- Alfa Romeo 140AF (1949)
- Alfa Romeo 800AF
- Alfa Romeo 900AF
- Alfa Romeo Mille AF (Alfa Romeo 1000)

### Концепты
Дизайн всегда играл огромную роль в истории Alfa Romeo. Alfa Romeo выпустила огромное количество концепт-каров, разработанные в основном известными дизайнерскими домами и дизайнерами. Например, серия концептов BAT разрабатывалась с 1950-х годов в совместном проекте с итальянским дизайнерским ателье Bertone. Другие известные тюнинг-ателье и дизайнерские дома, как Pininfarina, Bertone, Zagato и Italdesign Giugiaro сыграли важную роль в истории Alfa Romeo. Даже сейчас роль данных дизайнеров в жизни Alfa Romeo имеет место на существование.

## Другая деятельность
Хотя Alfa Romeo больше известна как автомобильный производитель, компания выпускала различный коммерческий транспорт разных размеров, железнодорожные локомотивы, автобусы, трамваи, компрессоры, генераторы, электрические плиты, яхты и авиационные двигатели.

### Авиационные двигатели
Впервые двигатель Alfa Romeo был установлен на самолёт в ещё 1910 году. Это было сделано на биплане Santoni-Franchini. В 1932 году был построен первый серийный двигатель для самолётов. Это был двигатель D2 (240 л. с.). Он устанавливался на самолёты Caproni 101 D2.
В 1930-х двигатели Alfa Romeo устанавливались на самолёты в огромном масштабе: Savoia-Marchetti SM.74, Savoia-Marchetti SM.75, Savoia-Marchetti SM.79 Sparviero, Savoia-Marchetti SM.81 и CANT Z.506 Airone. На всех самолётах стояли только двигатели Alfa Romeo. В 1931 году было проведено соревнование, где Тацио Нуволари за рулём своей Alfa Romeo 8C 3000 Monza гонял с самолётом Caproni Ca.100.
Во время Второй мировой войны на итальянские истребители ставились некоторые двигатели компании. Самый известный RA.1000 R.C.41-I Monsone, являющиеся лицензионной копией немецкого двигателя Daimler-Benz DB 601. Эти двигатели стали самыми эффективными для боевого самолёта Macchi C.202 Folgore Итальянской армии.
После войны Alfa Romeo поставляла двигатели Фиату, Aerfer и Ambrosini. В 1960-х Alfa Romeo сфокусировалась в основном на улучшении и поддержании авиационных двигателей Curtiss-Wright, Pratt & Whitney, Rolls-Royce и General Electric.
Кроме того, компания построила первый газотурбинный двигатель в Италии, устанавливаемый на Beechcraft King Air. В 1988 году подразделение Alfa Romeo Avio было продано компании Aeritalia, а с 1996 года является уже частью Fiat Avio. Alfa Avio также являлась частью группы разработчиков нового двигателя T700-T6E1 для вертолёта NHI NH90.

### Список авиационных двигателей
- Alfa Romeo D2
- Alfa Romeo 110
- Alfa Romeo 115
- Alfa Romeo 121
- Alfa Romeo 125
- Alfa Romeo 126
- Alfa Romeo 128
- Alfa Romeo 135
- Alfa Romeo Lynx
- Alfa Romeo Mercurius
- Alfa Romeo RA.1000
- Alfa Romeo RA-1050
- Alfa Romeo R.C.10
- Alfa Romeo R.C.34
- Alfa Romeo R.C.35
- Alfa Romeo AR.318

## Реклама и спонсорство

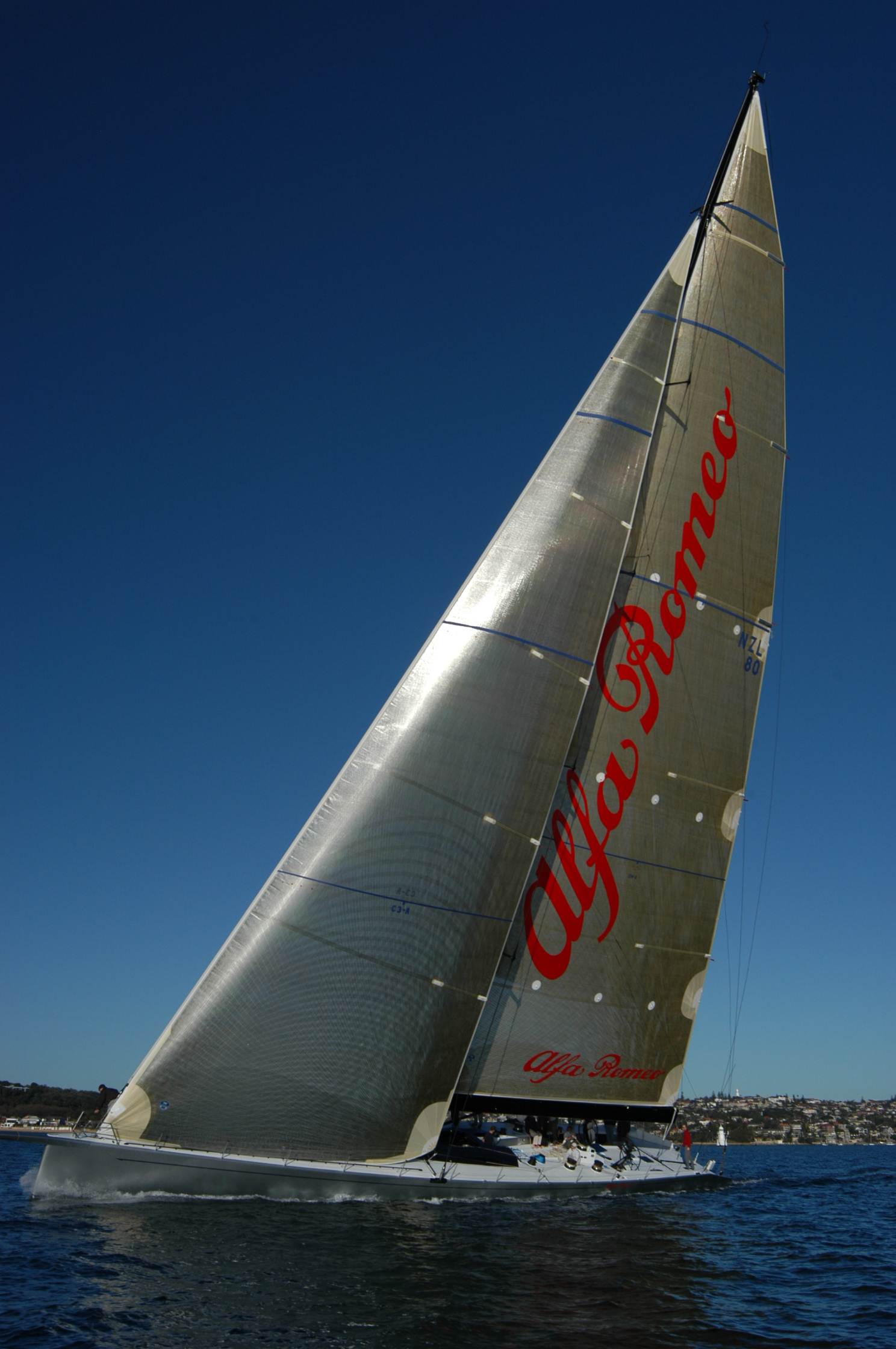
Alfa Romeo II в своём первом плавании.

Рекламный плакат 1979 года «Управляй Легендой».

В течение многих лет Alfa Romeo выпускала рекламы с различными слоганами, такими как: «Семейный автомобиль, выигрывающий гонки» (англ. "The family car that wins races"), используемый в 1950-х годах в ходе рекламной кампании 1900. Слоган «Гонки с 1911-го» (англ. "racing since 1911") использовался во многих рекламах Alfa 1960-х годов. В 1970-е Alfa Romeo 1750 GTV получила рекламу как «Если такая доработка достаточно хороша для наших гоночных автомобилей, то она отлично подойдёт для Вас.» (англ. "if this kind of handling is good enough for our racing cars, it’s good enough for you."). Giulia Sprint GTA выпускалась под слоганом: "Автомобиль, которым вы управляете, — чемпион! (англ. "The car you drive to work is a champion"). Более современные слоганы, использованные в Alfa были: «Посредственность — это грех», «Нами движет страсть», «Cuore Sportivo», «Красота. Этого недостаточно», «Без сердца мы бы были просто машинами» (англ. "Without heart we would be mere machines"). А в настоящее время — «Механика эмоций» («La meccanica delle emozioni»).
Как часть своей рекламной политики, Alfa Romeo являлась спонсором многих спортивных соревнований, таких как гонка Mille Miglia. Сейчас Alfa Romeo является спонсорам в SBK Superbike World Championship и спонсором команды Ducati с 2007 года. Компания является спонсором Goodwood Festival of Speed в течение многих лет, а в 2010 году Alfa Romeo отпраздновала там своё 100-летие. Alfa Romeo Giulietta начала использоваться с гонки в Монце 2010 года в роли автомобиля безопасности на этапах Superbike World Championship.
В 2002 году была выпущена Alfa Romeo I — первая макси-яхта от Alfa Romeo. Она финишировала первой в общей сложности в 74-х гонках, включая престижную яхт-гонку 2002 года От Сиднея до Хобарта. Alfa Romeo II, выпущенная в 2005 году, имела длину около 30 метров. Данная яхта установила новый мировой рекорд для яхт-однокорпусников в гонке Transpac 2009 года, придя первой с временем в 5 дней, 14 часов, 36 минут и 20 секунд. По общим данным, яхта была первой в 140 гонках. В середине 2008 года была выпущена Alfa Romeo III для участия в яхт-гонках под нормативами IRC (Royal Ocean Racing Club). Яхта имела длину 21,4 метра, а особенностью отделки внутренности яхты стал дизайн от Alfa Romeo 8C Competizione.
В сезоне 2013—2014 года Alfa Romeo будет являться титульным спонсором футбольного клуба Айнтрахт Франкфурт, выступающий в Немецкой Бундеслиге.
В конце 2017 года итальянский производитель автомобилей Alfa Romeo стал титульным спонсором команды Sauber автогонок «Формула-1». В 2019 сотрудничество было расширено, в результате команда получила название Alfa Romeo Racing.

## В России
На российский рынок компания вышла 2000-х годах. Однако марка столкнулась с высокой конкуренцией с немецкими брендами — BMW, Audi и Mercedes, которые основательно закрепились и заняли уже значительную долю на российском рынке. В 2008 году марка покинула рынок России. В 2014 году марка вновь вернулась в Россию с моделями Giulietta, MiTo и 4С, продажи длились до 2016 года, после чего компания приостановила поставки. С 2021 года возобновился ввоз машин по неофициальным каналам.

## Галерея

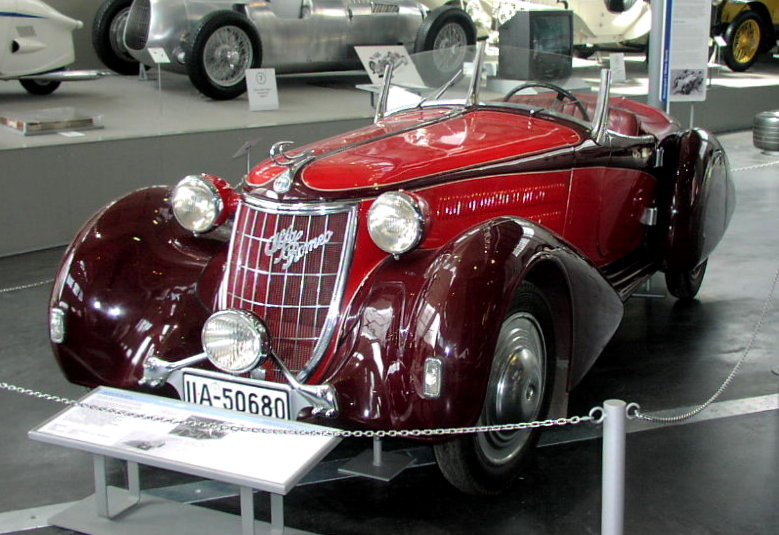
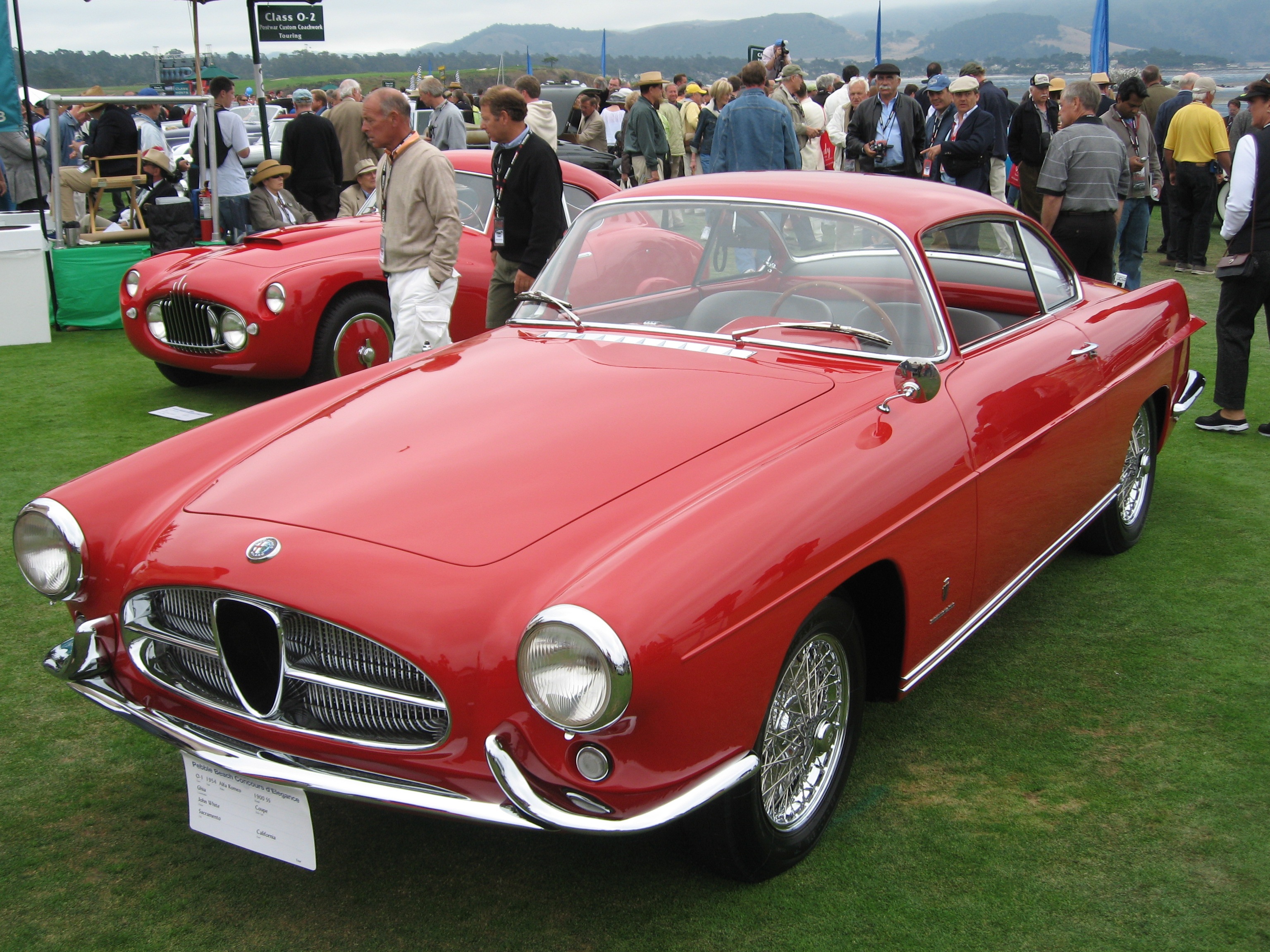
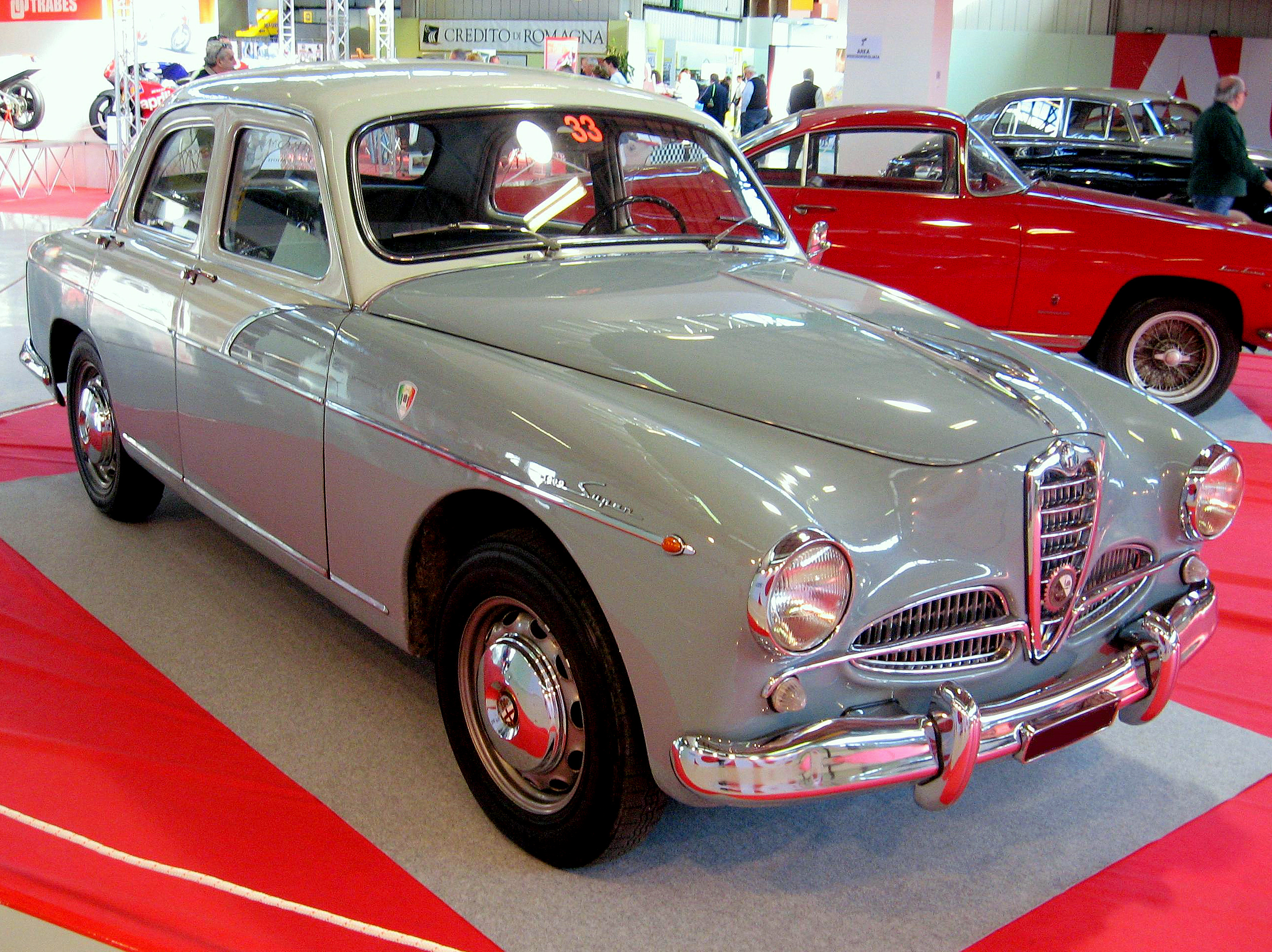
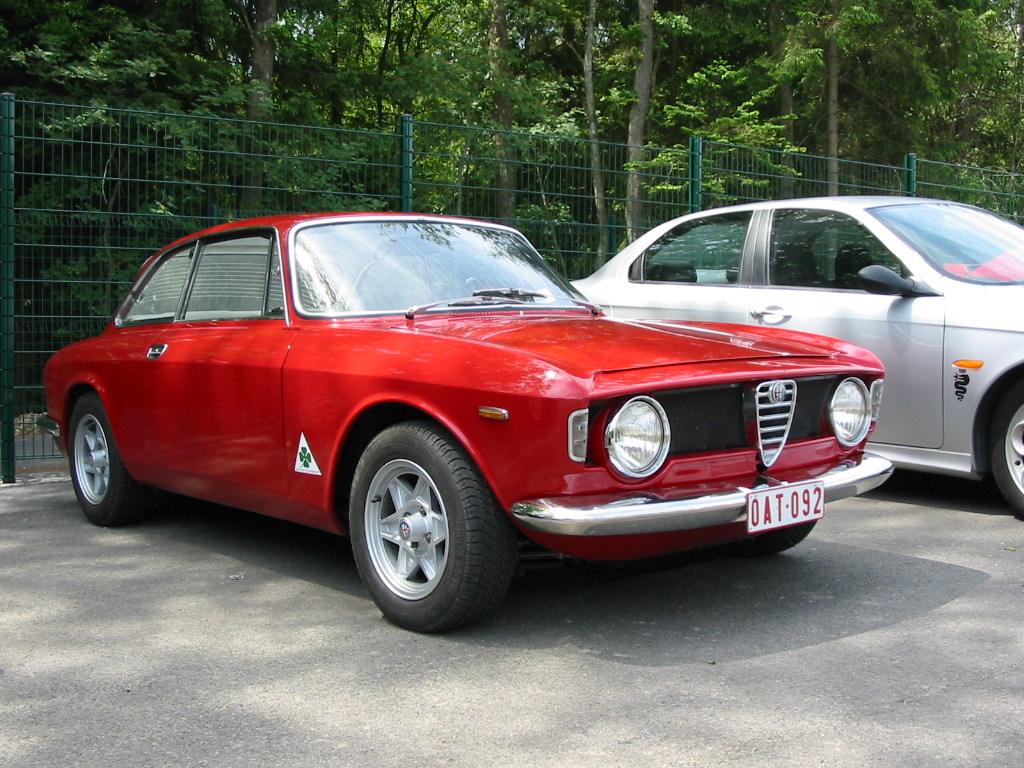
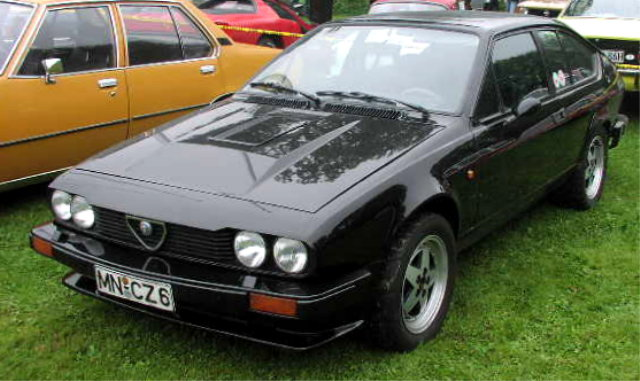
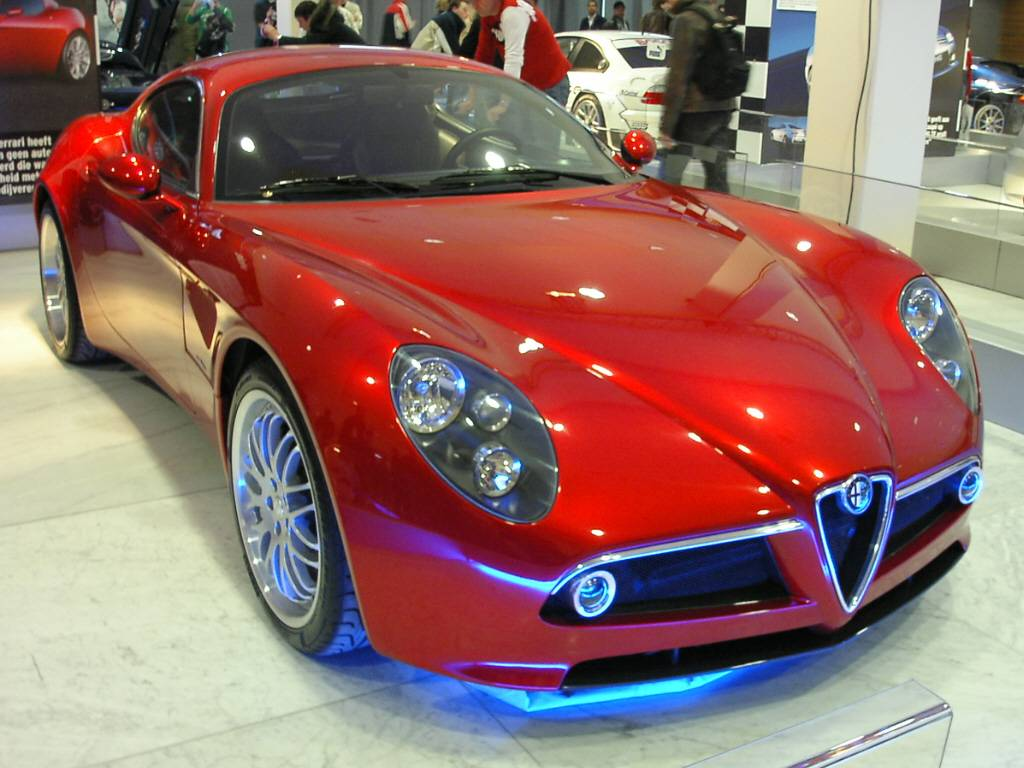
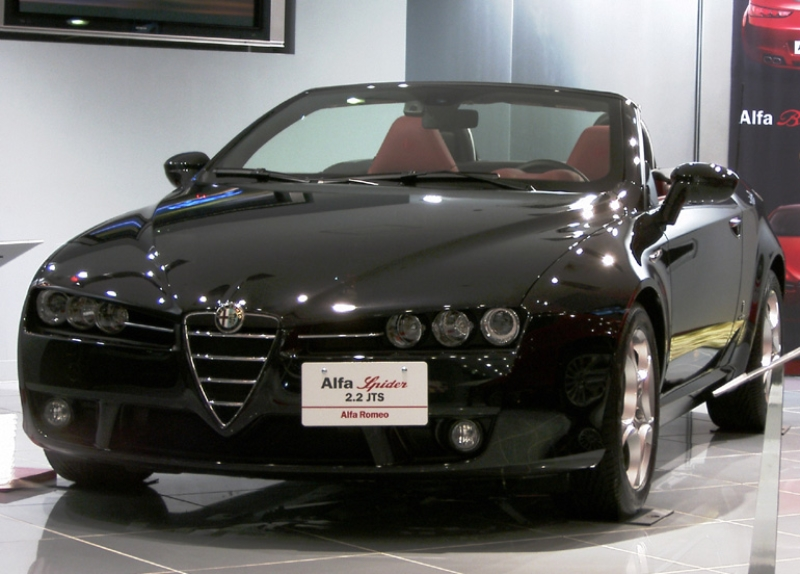
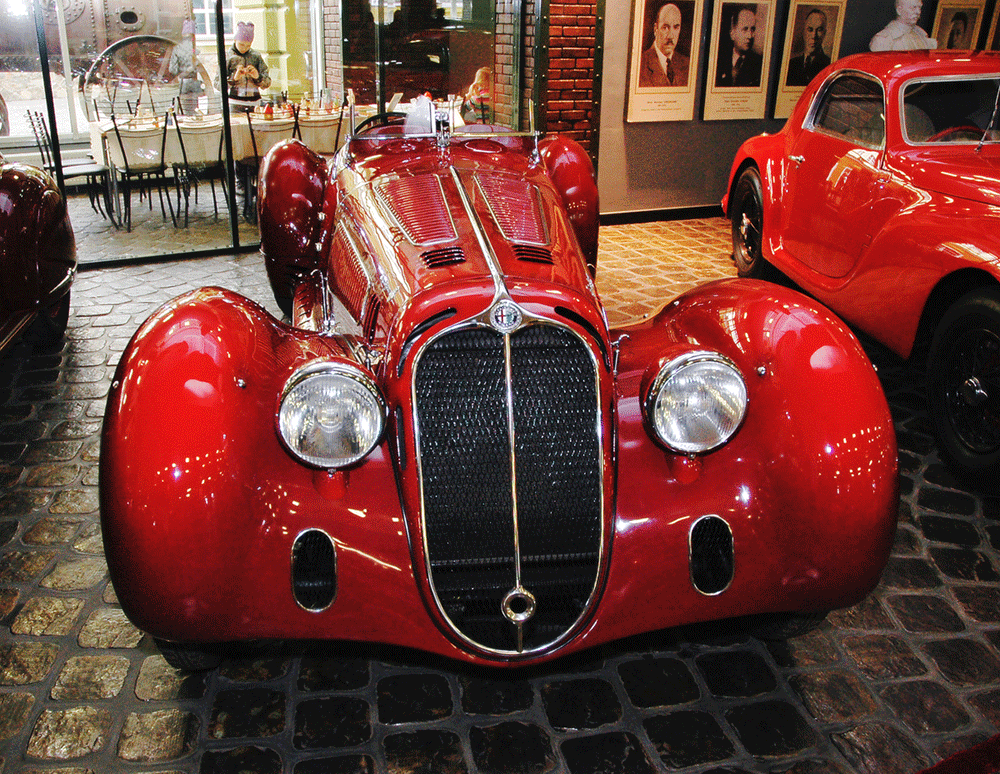

### Продажи в России в 1999—2024 гг.
| Alfa Romeo | 1999 | 2000 | 2001 | 2002 | 2003 | 2004 | 2005 | 2006 | 2007 | 2008 | 2009 | 2010 | 2011 | 2012 | 2013 | 2014 | 2015 | 2016 | 2021 | 2022 | 2023 | 2024 | 1-е полуг. 2025 |
| ---------- | ---- | ---- | ---- | ---- | ---- | ---- | ---- | ---- | ---- | ---- | ---- | ---- | ---- | ---- | ---- | ---- | ---- | ---- | ---- | ---- | ---- | ---- | --------------- |
| Giulietta  |      |      |      |      |      |      |      |      |      |      |      |      |      |      | 18   | 77   | 29   | 85   |      |      |      |      |                 |
| 159        |      |      |      |      |      |      |      | 27   | 381  | 158  | 45   | 17   | 4    | 21   |      |      |      |      |      |      |      |      |                 |
| MiTo       |      |      |      |      |      |      |      |      |      |      | 17   |      | 1    | 8    |      | 21   | 15   | 12   |      |      |      |      |                 |
| 4С         |      |      |      |      |      |      |      |      |      |      |      |      |      |      |      | 7    |      | 3    |      |      |      |      |                 |
| GT         |      |      |      |      |      |      |      |      | 112  | 48   | 11   | 15   |      |      |      |      |      |      |      |      |      |      |                 |
| Brera      |      |      |      |      |      |      |      |      | 125  | 62   | 10   | 10   |      |      |      |      |      |      |      |      |      |      |                 |
| Spider     |      |      |      |      |      |      | 1    |      | 35   | 7    | 2    | 8    |      |      |      |      |      |      |      |      |      |      |                 |
| 147        |      |      |      | 40   | 70   | 44   | 23   | 21   | 155  | 46   | 19   | 6    |      |      |      |      |      |      |      |      |      |      |                 |
| 156        |      | 55   | 103  | 62   | 124  | 114  | 37   | 6    |      |      |      |      |      |      |      |      |      |      |      |      |      |      |                 |
| 166        |      |      |      |      | 7    | 3    | 6    |      |      |      |      |      |      |      |      |      |      |      |      |      |      |      |                 |
| GTV        |      |      |      |      |      | 2    | 1    |      |      |      |      |      |      |      |      |      |      |      |      |      |      |      |                 |
| Giulia     |      |      |      |      |      |      |      |      |      |      |      |      |      |      |      |      |      |      |      | 3    | 24   | 29   |                 |
| Stelvio    |      |      |      |      |      |      |      |      |      |      |      |      |      |      |      |      |      |      |      | 4    | 19   | 20   |                 |
| Tonale     |      |      |      |      |      |      |      |      |      |      |      |      |      |      |      |      |      |      |      |      | 1    |      |                 |
| Итого:     | 8    | 55   | 103  | 108  | 201  | 163  | 68   | 54   | 808  | 321  | 104  | 56   | 5    | 29   | 18   | 105  | 44   | 100  | 0    | 7    | 44   | 49   | 9               |